# Věra Janoušková

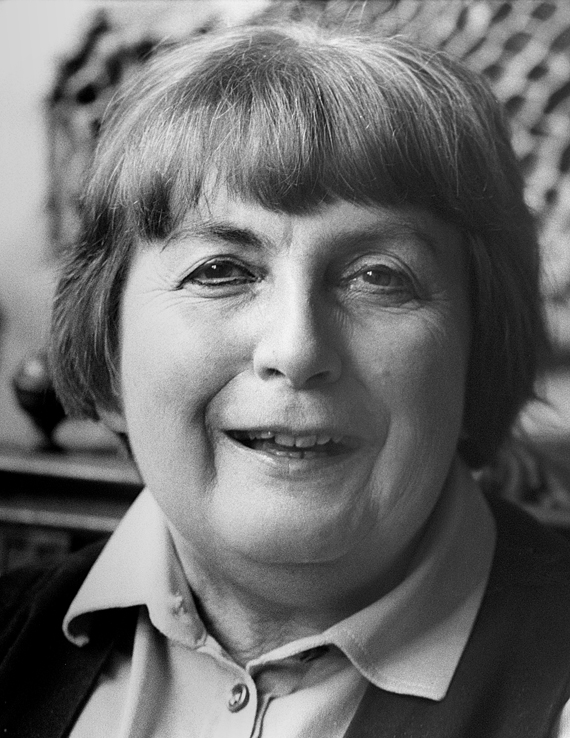
Věra Janoušková, foto Hana Hamplová

Věra Janoušková, roz. Havlová (25. června 1922, Úbislavice – 10. srpna 2010, Praha) byla česká sochařka, kolážistka, malířka a grafička, manželka sochaře Vladimíra Janouška. V 60. letech její sochy svařované ze smaltů patřily k vrcholům českého moderního umění a po zásluze je uvedena i v Hazanově Nouveau dictionnaire de la sculpture moderne (Paris, 1970).  Po okupaci Československa sovětskými vojsky v srpnu 1968 ztratili Věra i Vladimír Janouškovi možnosti vystavovat a tvořili v ústraní. Po pádu komunismu měla Věra Janoušková retrospektivní výstavu v Národní galerii v Praze. Roku 2004 založila Nadaci Věry a Vladimíra Janouškových a celou pozůstalost obou manželů odkázala Museu Kampa. 

## Život
Věra Janoušková (roz. Havlová) se narodila v rodině venkovského kantora jako nejmladší ze tří sester. Na doporučení učitelky, která objevila její kreslířský talent, se přihlásila ke zkouškám na Uměleckoprůmyslové škole v Praze na obor malba a přestože napoprvé neuspěla, atmosféra školy ovlivnila její rozhodnutí věnovat se výtvarnému umění. Po roční praxi v Odborné škole kamenicko-sochařské v blízkých Hořicích, kde navštěvovala kurzy výtvarné teorie a měla možnost kreslit a modelovat (prof. Plichta) byla v roce 1942 přijata na Uměleckoprůmyslovou školu (UPŠ) do sochařského ateliéru prof. Karla Dvořáka.
Po válce v roce 1945 přešla do ateliéru prof. Josefa Wagnera, kde se jejími spolužáky stávají Eva Kmentová, Alina Szapocznikow, Olbram Zoubek, Miloslav Chlupáč, Zdeněk Palcr, Vladimír Janoušek, Eugenie Jungová, Antonín Brejník a Vítězslav Jungbauer. UPŠ nahrazovala během nacistické okupace uzavřenou Akademii výtvarných umění a proto v roce 1945 získala statut jako druhá vysoká škola uměleckého zaměření (Vysoká škola uměleckoprůmyslová v Praze). Jako profesoři zde vyučovali mj. Václav Nebeský, Emil Filla, František Tichý, Josef Kaplický, Jan Bauch, Jan Lauda. Ve škole i na poválečných pražských výstavách měli studenti možnost seznámit se s moderním evropským uměním. Janoušková vstřebala nejrůznější vlivy od strukturální abstrakce po pop art, nejbližší jejímu cítění ale byla sochařská tvorba Gutfreunda, Picassa, Moora nebo díla Dubuffeta.
Po válce si vyjednávala možnost studovat na École des beaux-arts u tehdy nejlepšího francouzského sochaře-portrétisty Marcela Gimonda (žák Rodina, Maillola), ale komunistický puč roku 1948 tuto možnost zhatil. Roku 1948 se Věra Havlová provdala za Vladimíra Janouška a spolu s ním odjela na roční stipendijní pobyt v Akademii výtvarných umění v Sofii. Manželé Janouškovi pracovali v 50. letech ve stodole v Dolní Kalné u Vladimírových rodičů. Svůj první pražský ateliér získali v dílně s přilehlým dvorem v bývalé smíchovské šatlavě v Malátově ulici. Ten se stal místem schůzek a výměn názorů jejich generačních druhů i mladších výtvarníků. K blízkým přátelům patřila např. Adriena Šimotová. V letech 1951-1959 se Věra Janoušková zúčastnila 1.-4. přehlídky Čs. výtvarného umění a roku 1958 Výstavy mladých v Brně. Na přelomu 50. a 60. let se společenská atmosféra poněkud uvolňuje. Následují cesty za antickým uměním do Řecka (1958). Roku 1962 navštívili Janouškovi spolu se Zoubkem a Kmentovou Constantina Brâncuși v Târgu Jiu. Kromě Rumunska navštívila také Paříž (1959-1960), Itálii (1967, 1969) a Egypt (1969).
V roce 1960 byla zakládající členkou tvůrčí skupiny UB 12 a vystavila sochy na první autorské výstavě v Galerii na Karlově náměstí. První výstava UB 12 v Galerii Čs. spisovatel roku 1962 byla třikrát za sebou uzavřena na žádost Národního výboru hl. m. Prahy, byla kritizována v tehdejším stranickém tisku a vyšel k ní fiktivní rozhlasový rozhovor s "pobouřeným" návštěvníkem, což nakonec vedlo k nebývale vysoké návštěvnosti i probuzenému zájmu teoretiků – Chalupeckého a Lamače. Sochy Věry Janouškové z nalezených materiálů byly stranickým tiskem uváděny jako zvlášť odstrašující příklad. Roku 1965 měla svou druhou samostatnou výstavu v Galerii Václava Špály, kterou vedl Jindřich Chalupecký. V 60. letech byla zastoupena na významných výstavách českého umění v zahraničí (Budapešť, 1960, Janov, 1965, Lutych, záp. Berlín, 1966, Turín, Middelheim-Antwerpy, Expo 67 Montreal, 1967, Paříž, 1968, Legnano, 1969, záp. Berlín, 1970).
Ve druhé polovině 60. let získali manželé Janouškovi pozemek v Praze-Košířích, kde si podle návrhu Vladimíra Janouška postavili sochařský ateliér. Schvalovací projekt funkcionalistické stavby vytvořila kancelář Hrubý, Cubr, Pokorný (autoři oceňovaného Čs. pavilonu na Expo 58 v Bruselu) a později upravila arch. Alena Šrámková. Po velmi plodném období 60. let, kdy manželé Janouškovi prezentují své dílo doma i v zahraničí, je okupace v srpnu 1968, následovaná dvěma dekádami tvrdé „normalizace“, pro oba pohromou. Příležitosti vystavovat jsou vzácné a konají se pouze v neoficiálních prostorách nebo daleko mimo Prahu, veřejné zakázky neexistují, kontakty se zahraničím jsou přerušeny. Výstavu k 60. narozeninám Věry Janouškové nesměla uspořádat žádná oficiální galerie ve větším městě a nakonec proběhla ve skromných prostorách divadla v Českém Těšíně.
O emigraci Janouškovi neuvažovali kvůli svým starým rodičům a nakonec převážila silná vazba k zemi a přátelské prostředí uvnitř společenství výtvarníků podobně zahnaných do nedobrovolné izolace. Janouškovi pracují střídavě v ateliérech v Praze-Košířích a ve Vidonicích u Pecky. V roce 1986 zemřel Vladimír Janoušek a Věra prožila další dlouhou osobní krizi. V té době tvořila hlavně koláže a ojediněle sochy se silným existenciálním akcentem. V 80. letech se Věra Janoušková podílela na vzniku neoficiálního sborníku „Šedá cihla“ (vyd. Jazzová sekce, ed. Karel Srp) a stala se členkou Nové skupiny výtvarníků (1987).
Po roce 1989 mohlo být dílo obou manželů opět představeno širší veřejnosti. Věra Janoušková získává pevné místo v kontextu moderního českého sochařství, konají se souborné výstavy jejích soch i koláží (Národní galerie v Praze, GU Karlovy Vary, SGVU v Litoměřicích, VČG v Pardubicích, GVUV v Jihlavě, GMU v Hradci Králové, GuBJ v Klatovech, Stodola v Českém Krumlově, GHMP, Mánes, Museum Kampa), znovu vystavuje v zahraničí (Evropa, USA, Asie), je jí uděleno čestné občanství Nové Paky, stává se členkou obnovené Umělecké besedy (1990). V roce 2004 založila Nadaci Věry a Vladimíra Janouškových a vložila do ní značnou část výtvarného díla obou sochařů. Pozůstalost obou výtvarníků spravuje Museum Kampa – Nadace Jana a Medy Mládkových.
Věra Janoušková zemřela 10. srpna 2010 v Praze ve věku 88 let.

## Dílo
Jedna z prvních prací Věry Janouškové, důležitá v kontextu jejího pozdějšího díla, byla figurální tapisérie „Odysseus“ (1948), šitá z útržků látky na staré dece. Zdrojem inspirace bylo antické umění i rozměrné látkové koláže Rogera Bissiéra, vystavené na přehlídce francouzského moderního umění v Praze roku 1947. „Odysseus“ a následující „Autoportrét se sochou“ a „Pierot a Kolombína (1952-1954)“ předznamenávají pozdější barevné papírové koláže i sochy-koláže sestavené z barevných smaltů.
Její sochařské cítění nejvíce ovlivnila Gutfreundova "nová věcnost" a naivismus, stejně jako pozdější klasicistní realismus. Stejně silné a podnětné bylo seznámení s tvorbou Picassa, Giacomettiho a Dubuffeta, vlámských expresionistů (Constant Permeke, Gustave De Smet), M. Mariniho a Fritze Wotruby. Již v raných sochařských dílech je patrné vše, co zakládá její osobitost - výrazný cit pro objem, barvu a materiál. Janoušková byla typem spontánního a intuitivního tvůrce, pro laiky nepochopitelného a pro výtvarné teoretiky nezařaditelného. Ignorovala soudobé tendence informelu i Nové figurace a bytostně konstruktivním zaměřením své výtvarné činnosti navracela životu odpadky nalezené na smetišti, ze kterých vytvářela nové celky. V tomto ohledu má její skládání jako tvůrčí sochařský princip nejblíže ke Zbyňku Sekalovi, Karlu Neprašovi nebo Aleši Veselému.
Přestože odmítla zprofanované klasické ušlechtilé materiály a vědomě usiluje o popření "krásy", dosahuje její tvorba nezpochybnitelné estetické kvality. Janoušková popírá zažitá kritéria o užitečnosti a neužitečnosti a nalézá hodnotu v něčem, čemu už ostatní jakoukoli hodnotu upřeli a krásu tam, kde všichni shledávají jen rozpad, zkázu a zničení. Její osobní zaujetí, které má charakter "obsese materiálem", nachází inspiraci přímo v nalezeném předmětu. Ten se stává tematickým momentem a východiskem improvizace. Janoušková předem vyloučila náhodnost a neurčitost kombinace nalezených předmětů a spojením vytvořila jejich pevný vztah a jistotu nové reality. Přestože Janoušková patří k umělcům, jejichž tvorba vychází ze spontaneity, provází ji intelektuální kontrola, která díla formuje a činí jasnozřivými.
Osobní traumata z války i invaze sovětských vojsk v srpnu 1968 a následné více než dvacetileté okupace a normalizace zpřítomňují v jejích dílech existenciální téma, navenek patrné jako úsilí potlačit pocity nejistoty a roztříštěnosti a vytvořit systém, který by obsáhl prožitou zkušenost a nabídl možnost jak vrátit světu jeho původní celistvost.

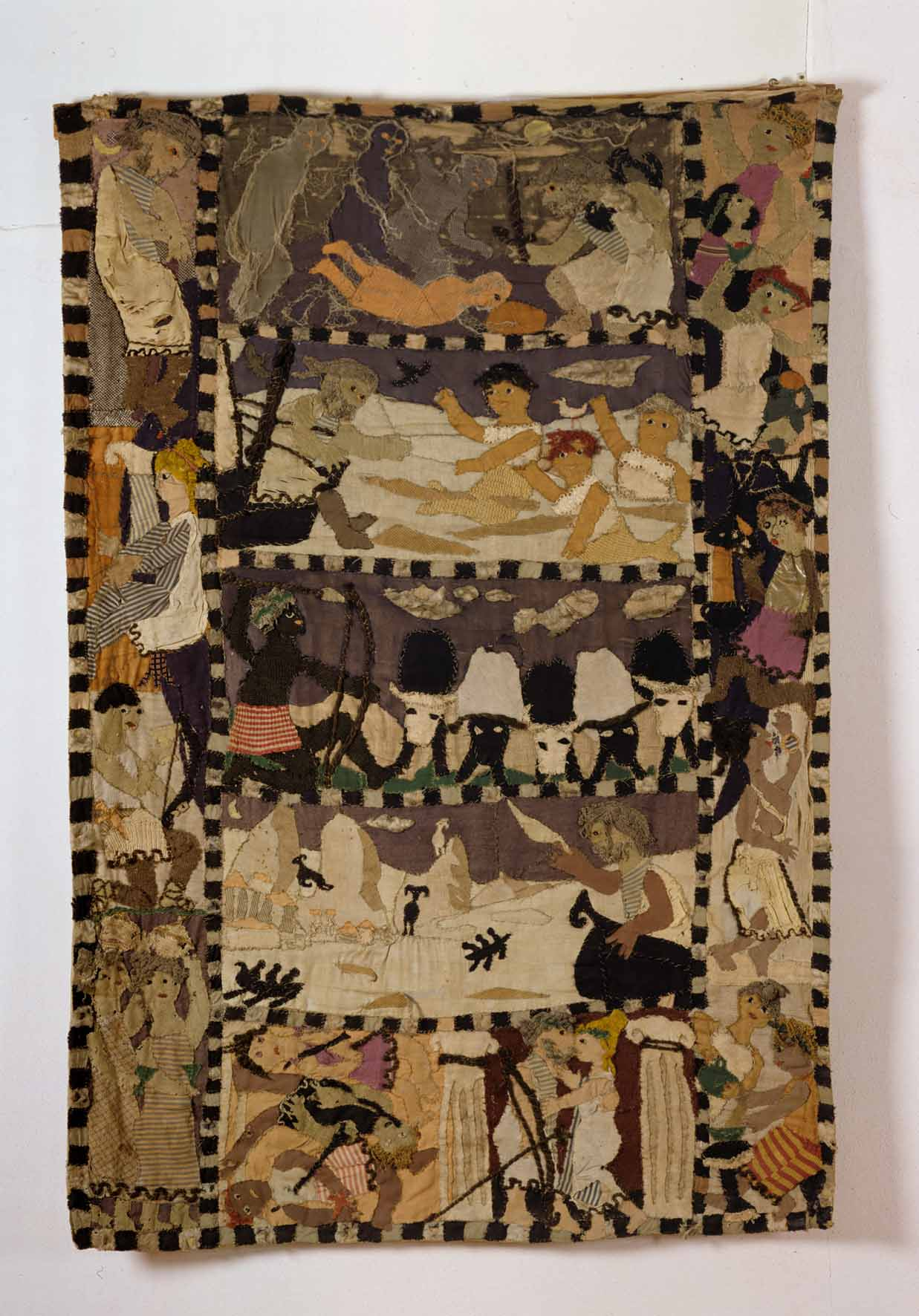
Odysseus (1948-1949), šitá koláž, 173 x 120 cm
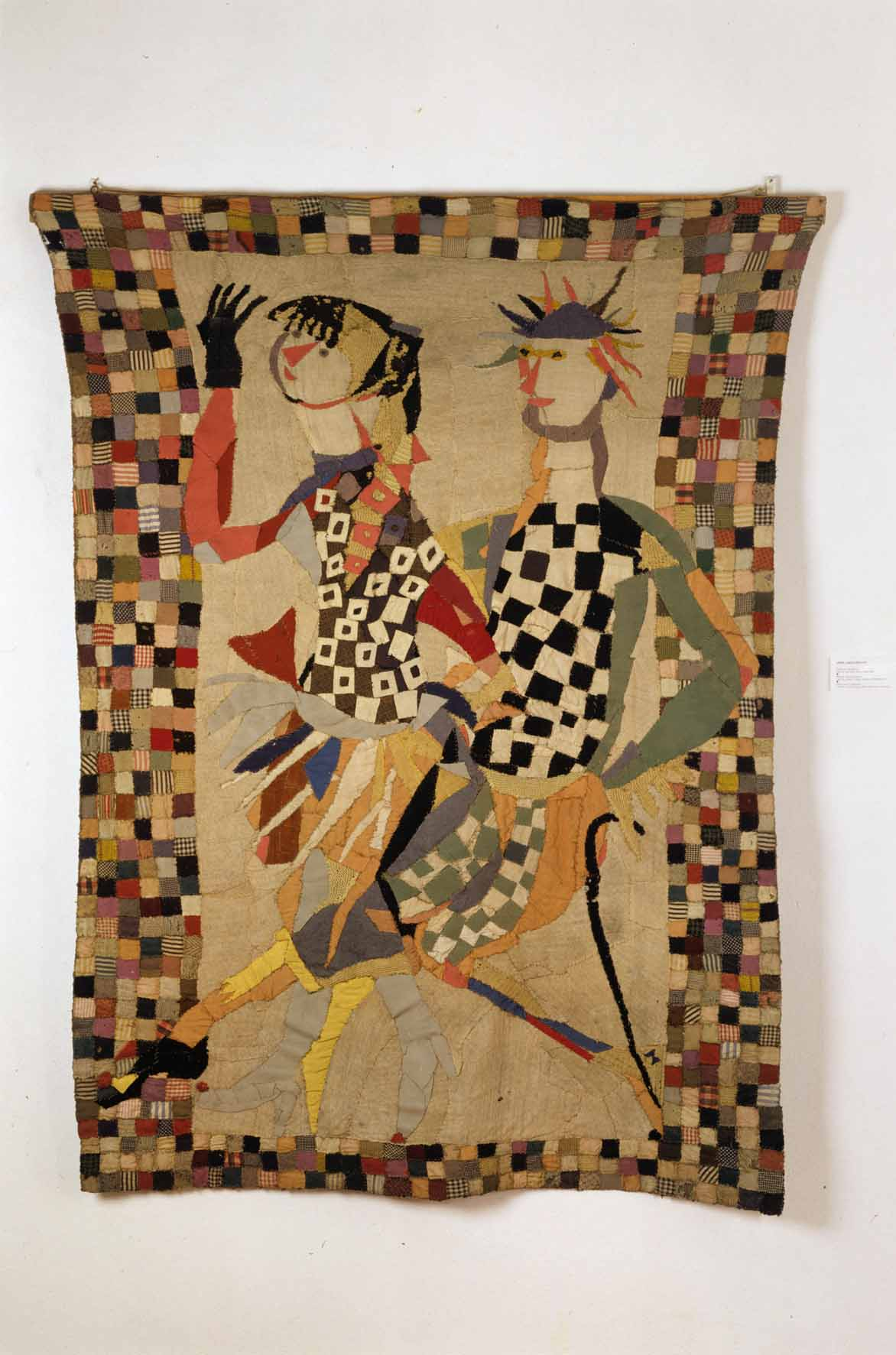
Pierot a Colombina (1952-1954), šitá koláž, 160 x 120 cm
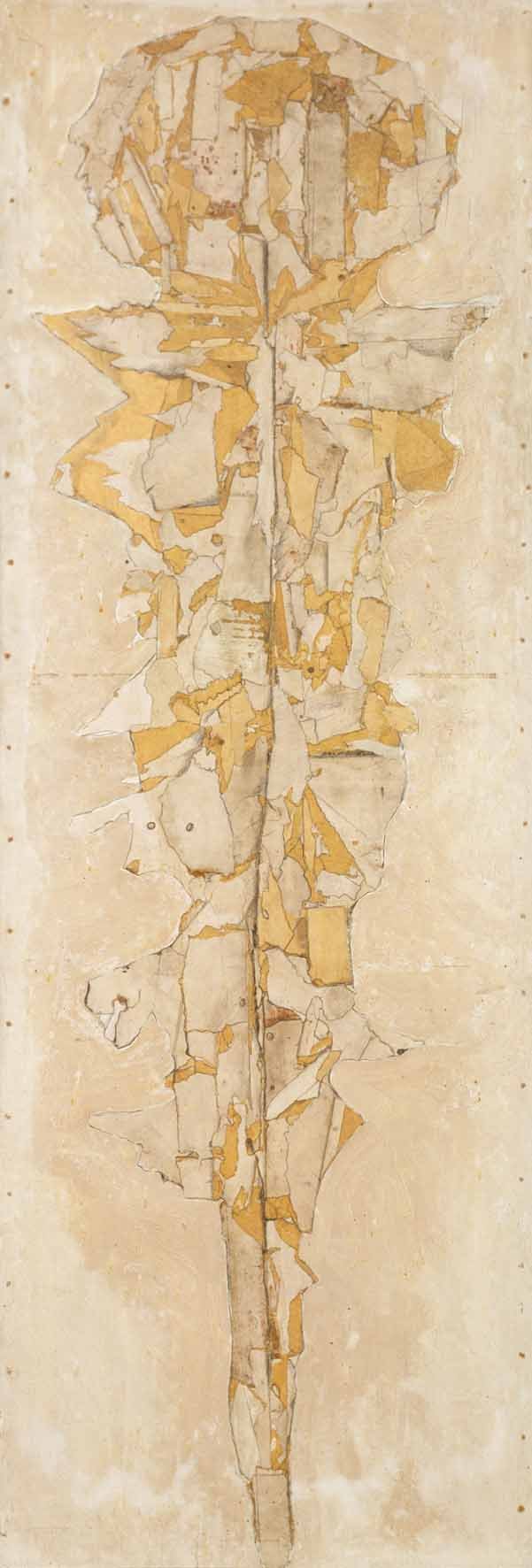
Figura (50. léta), koláž, hedvábí, papír, kresba, v. kolem 200 cm
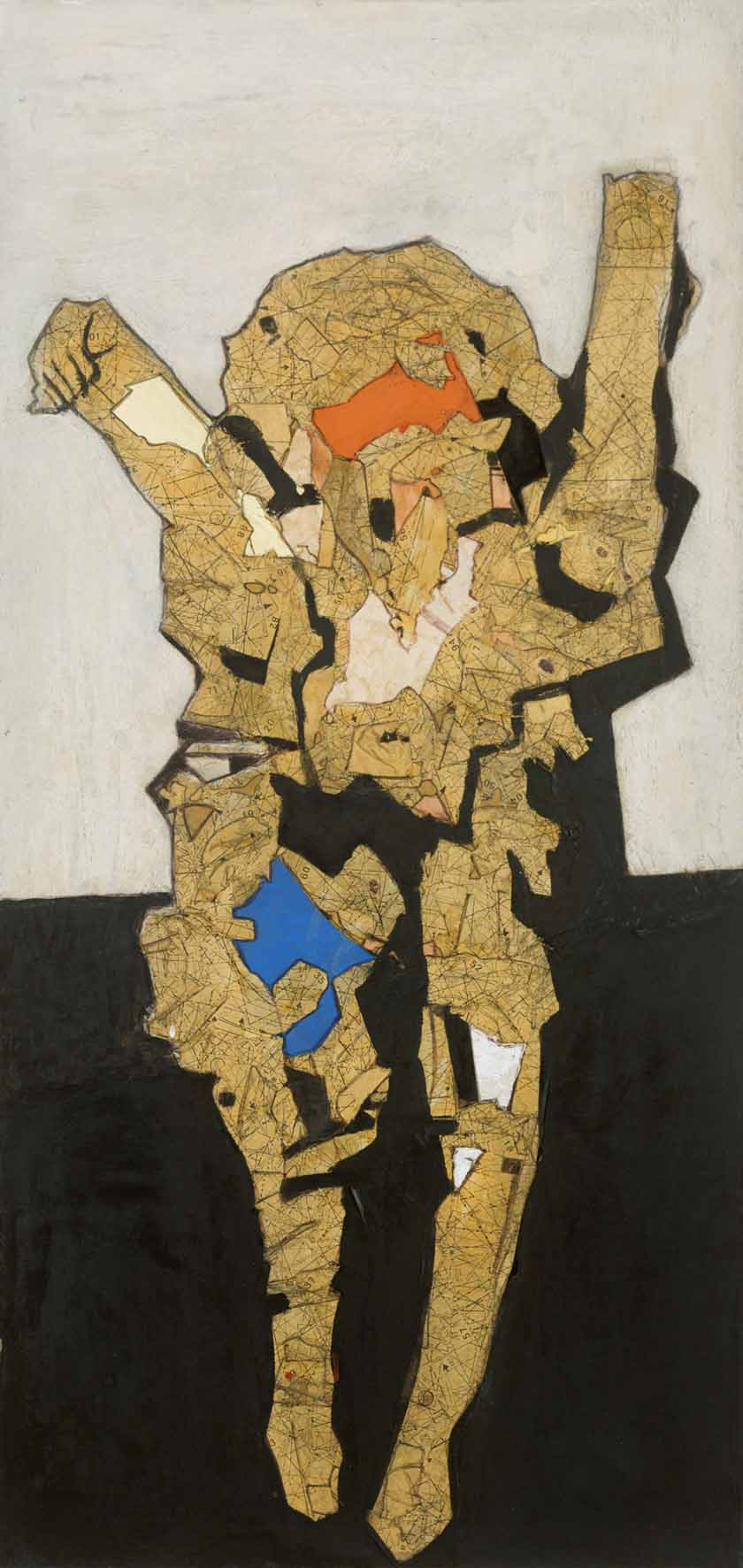
Silueta (1959), kombinovaná technika, 105 x 50 cm

### Sochařská tvorba
Janouškové socha Sedící (1949) ještě svým poetickým vyzněním odkazuje ke studiu u prof. Wagnera, ale koncem 50. let už tvořila figurální sochy charakteristické expresivní modelací (Černá madona, 1959). Razantní odklon od tradičně chápané figury a modelace se u ní projevil na samém počátku 60. let (Černý totem, 1961, Krystalický totem, 1962). Pro sochy Věry Janouškové je příznačný do krajnosti vypjatý tvar, materiál přiznaný a zdůrazněný až rukopisným pojednáním a určitá brutální vitalita. Později její sochy vznikaly metodou asambláže z nalezených předmětů, domodelované sádrou nebo osinkocementem. Na přelomu 50. a 60. let Janouškovou zaujala také struktura i barevnost škváry, kterou využila pro sérii drobných figurálních plastik (Škvárovky, 1962). Ty připomínají kykladské idoly nebo Věstonickou venuši a vznikly domodelováním skutečných kusů škváry sádrou. Raná sochařská tvorba Věry Janouškové v první polovině 60. let je pozoruhodná úsilím o hledání tvaru a výrazu, experimentováním s různými materiály a jejich vzájemnou kombinací, zdůrazňuje někdy objem, jindy vertikalitu, povrch je výrazně strukturován nebo je asambláží nalezených předmětů, často hraje významnou roli barevnost (Barevná postava, 1962, Sedící postava, 1962). Janoušková postupně opouští modelování a sochy spíše skládá z jednotlivých prvků (Bojovníci, 1963).

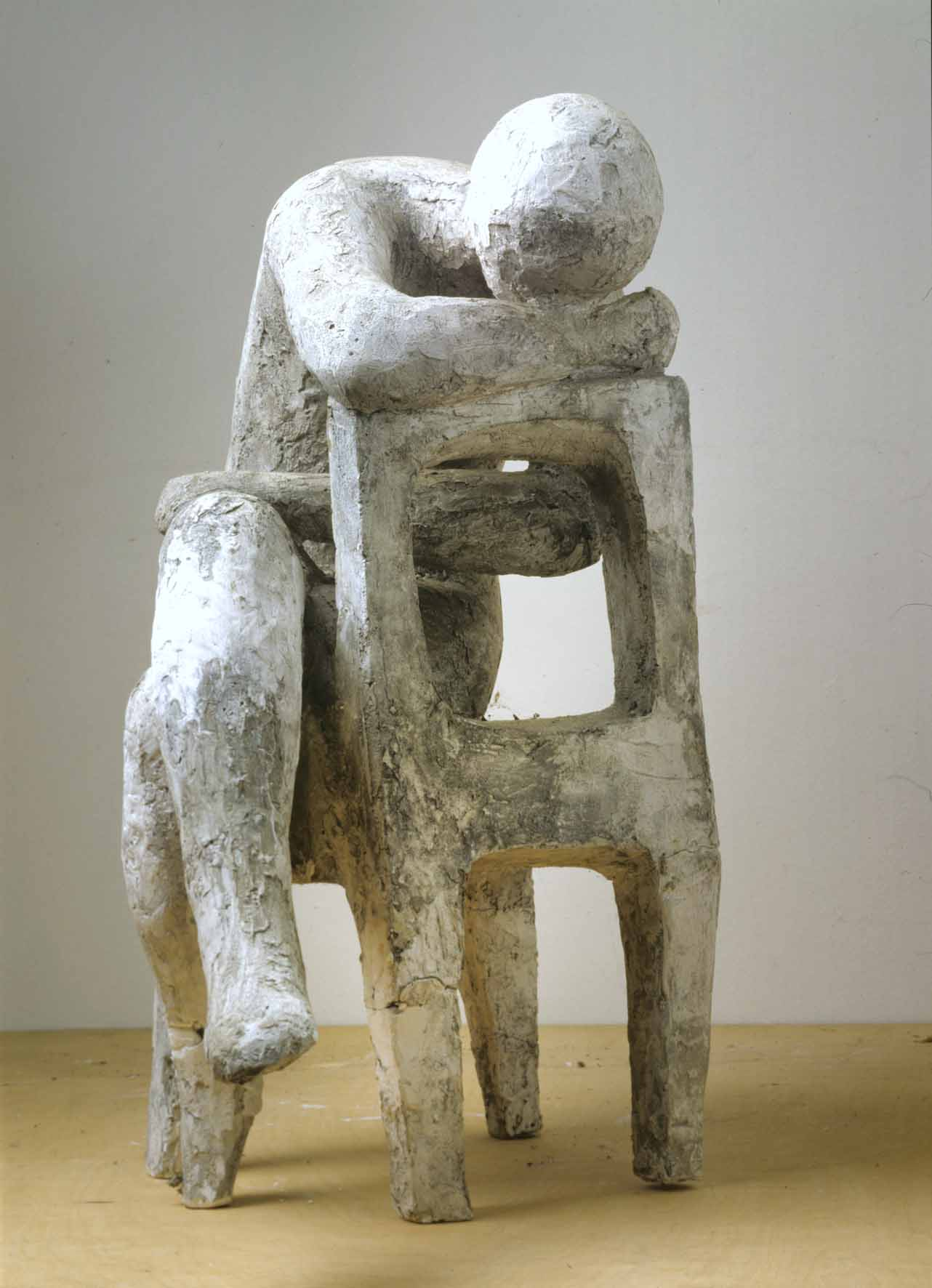
Sedící (1949), v. 52 cm
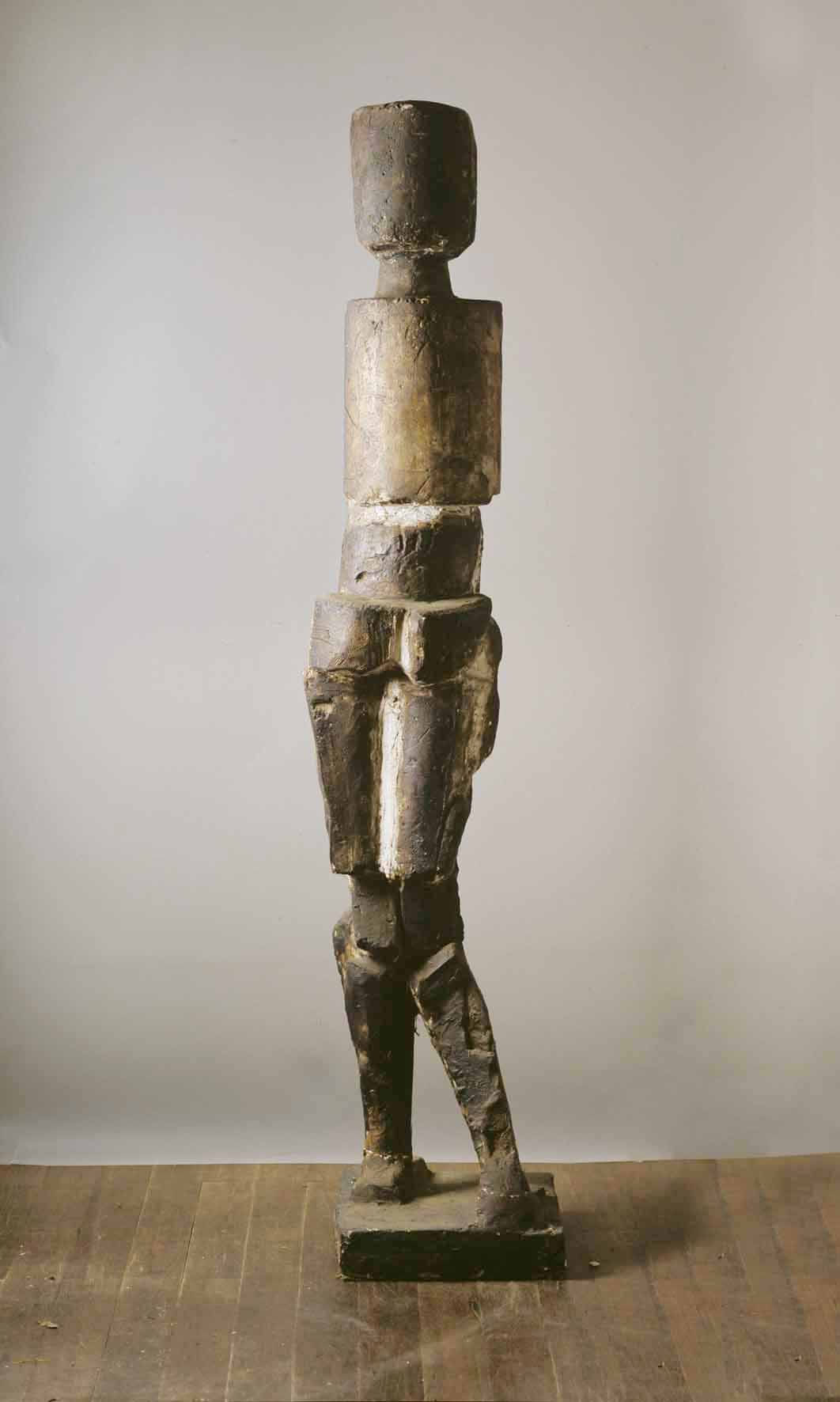
Postava z keramických forem (1961), polychromovaná sádra, v. 142 cm
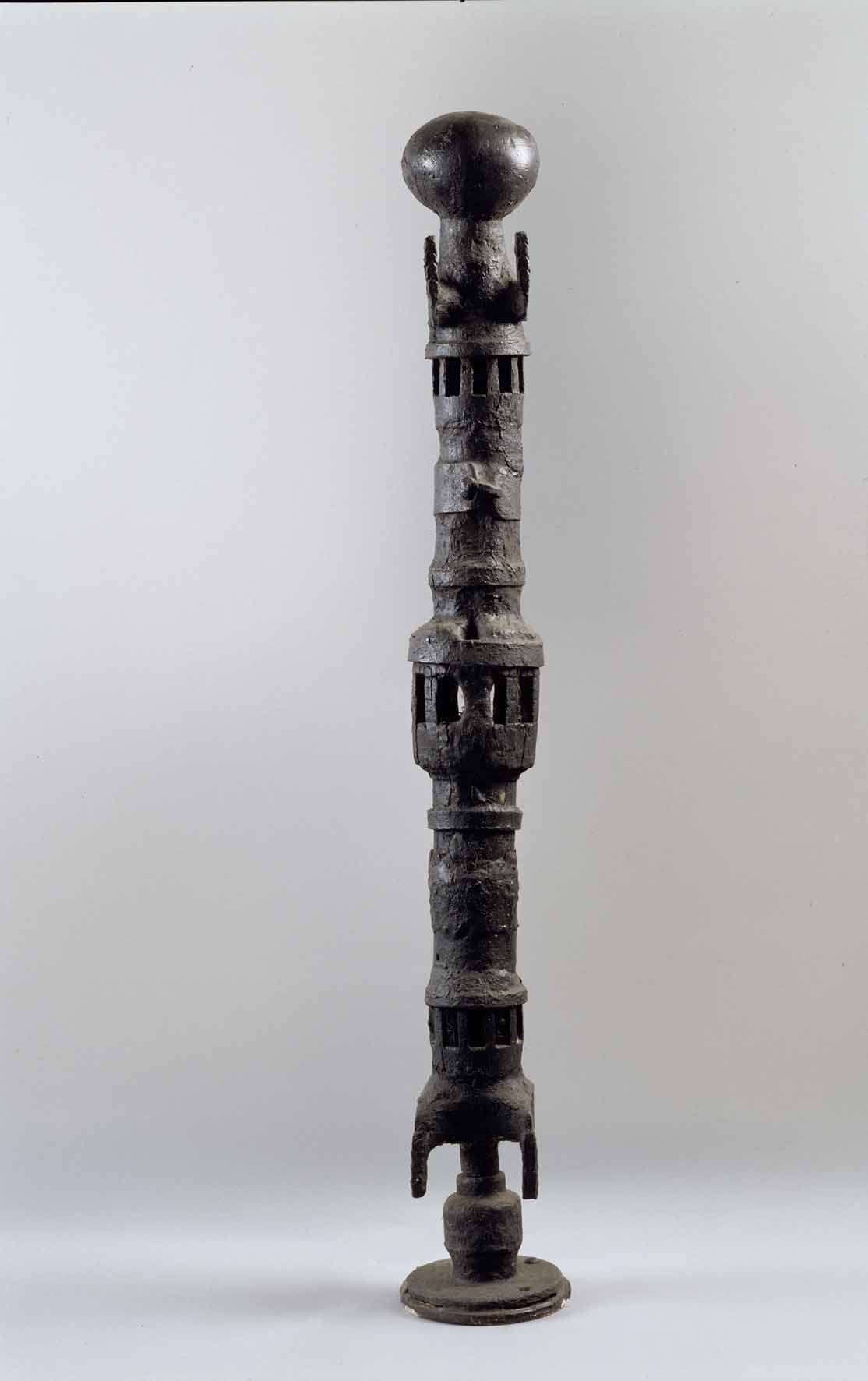
Černý totem (1961), kombinovaná technika ,v. 106 cm
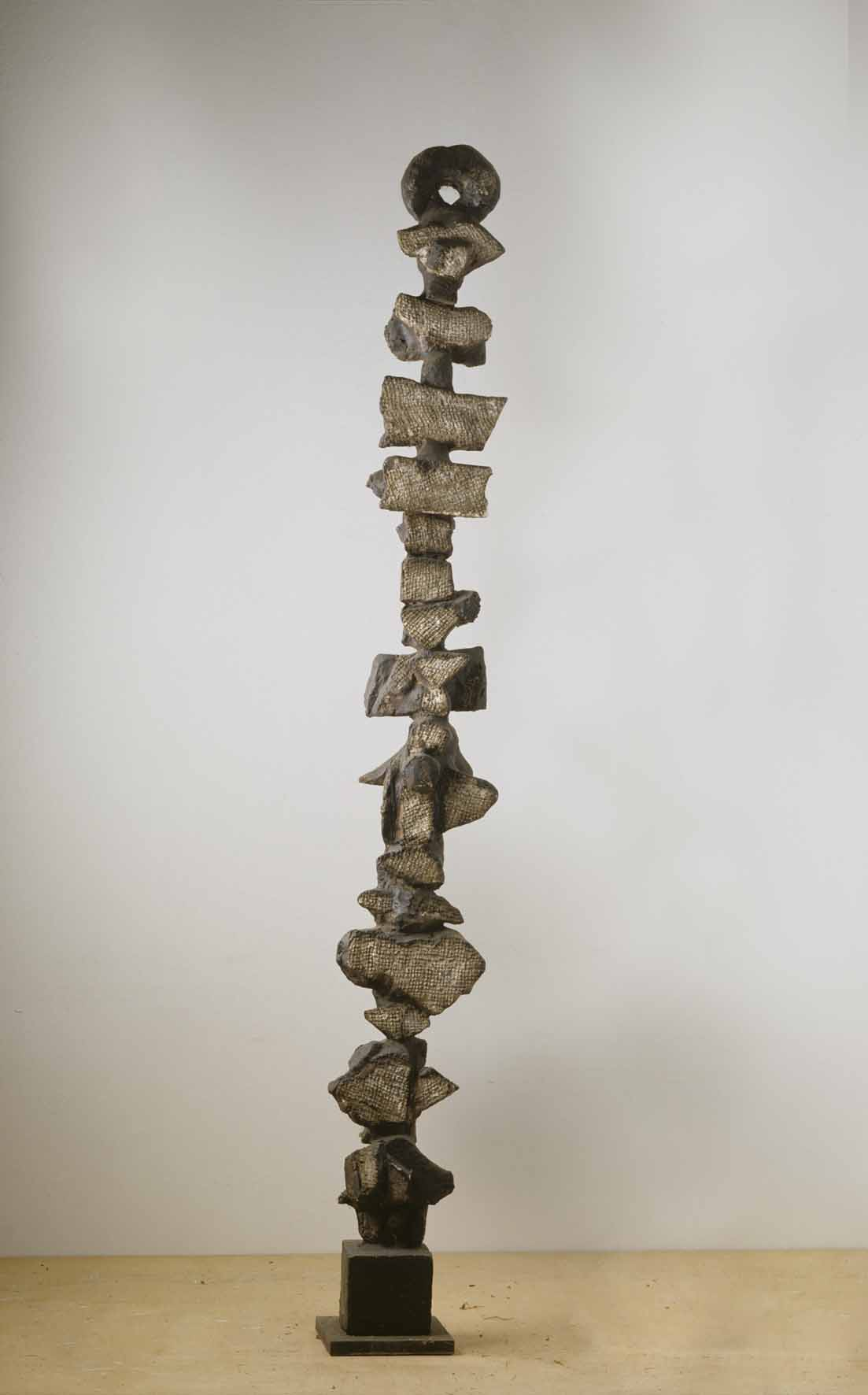
Krystalický totem (1962), polychromovaná sádra, v. 134 cm
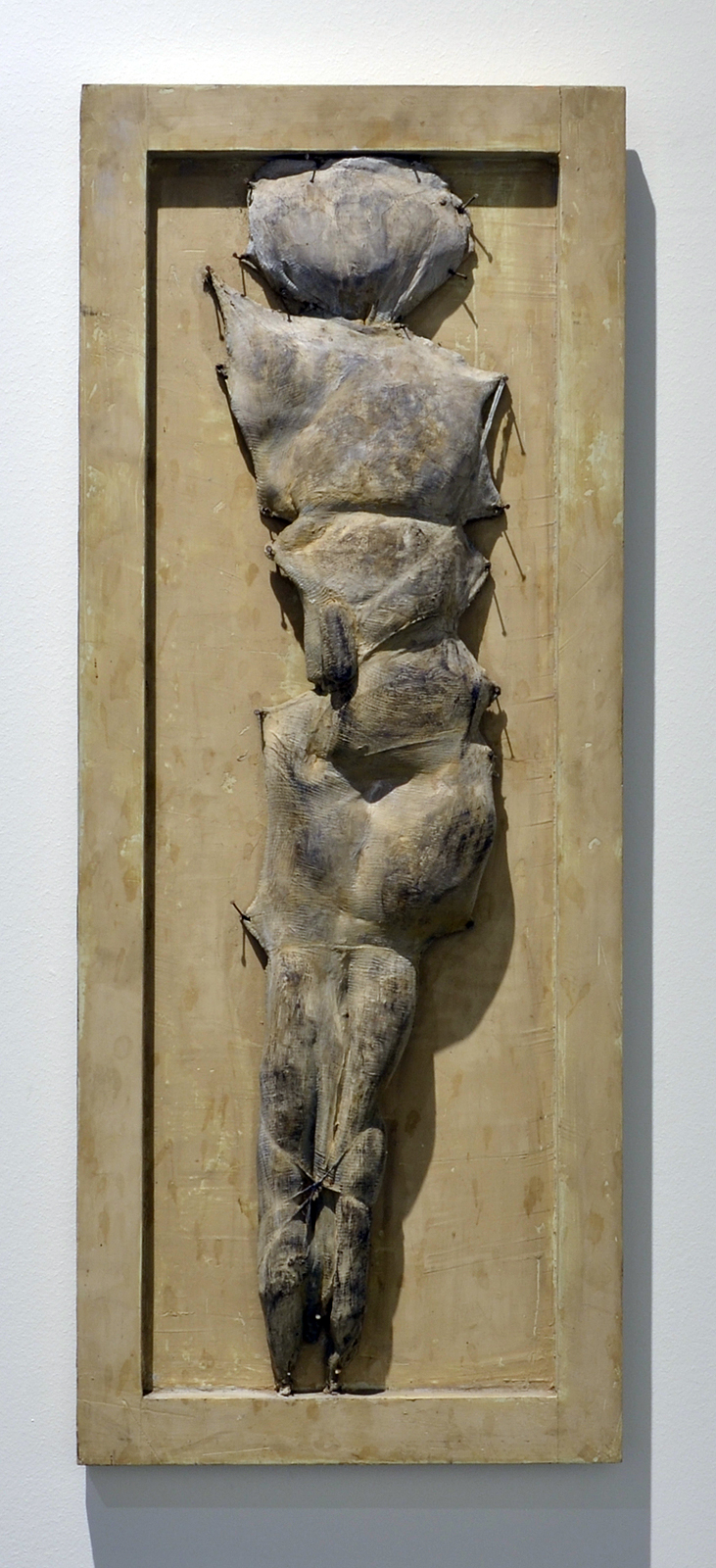
Napnutá figura, 1961, Galerie Zlatá husa
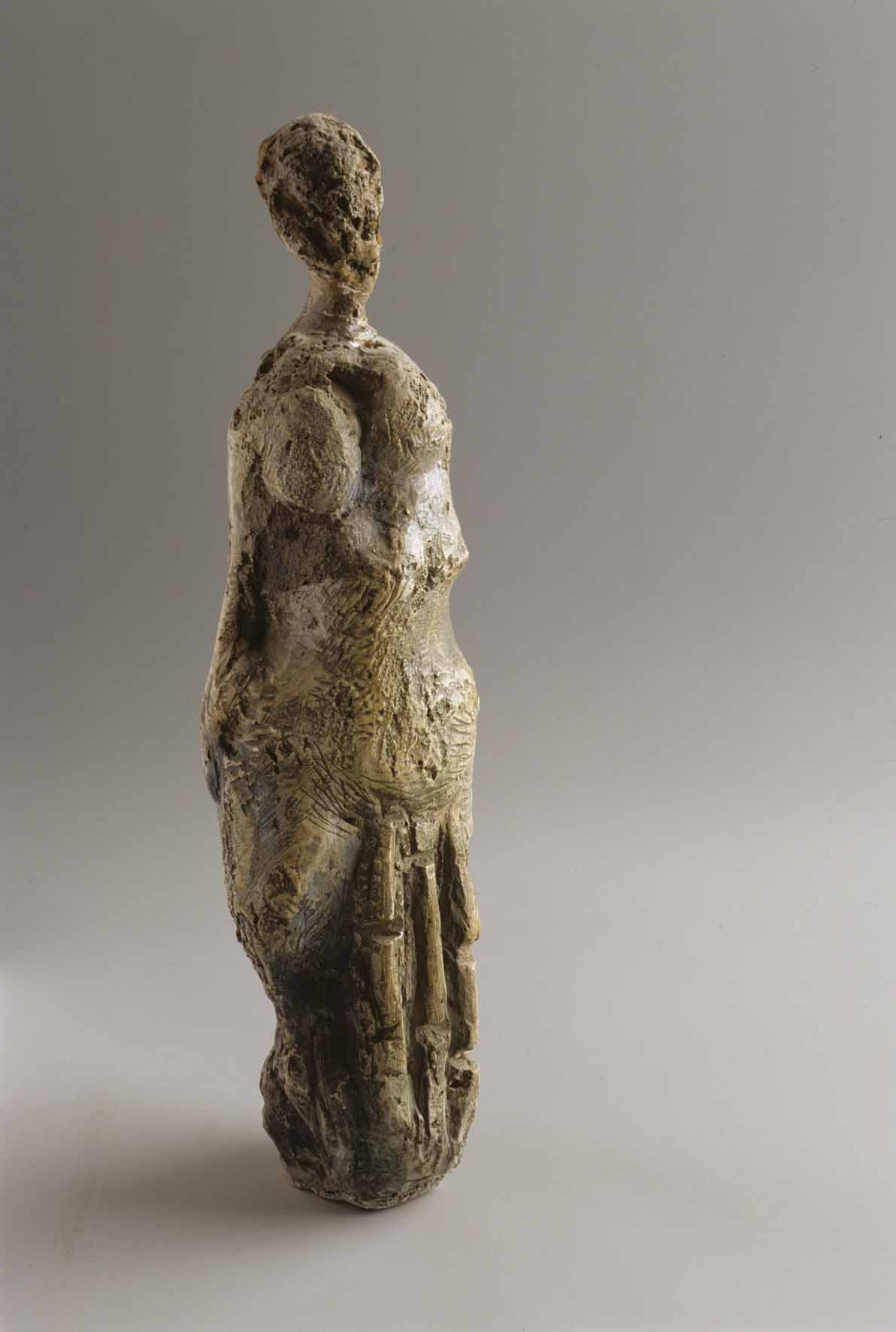
Škvárovka, škvára, sádra (1962), v. 23 cm
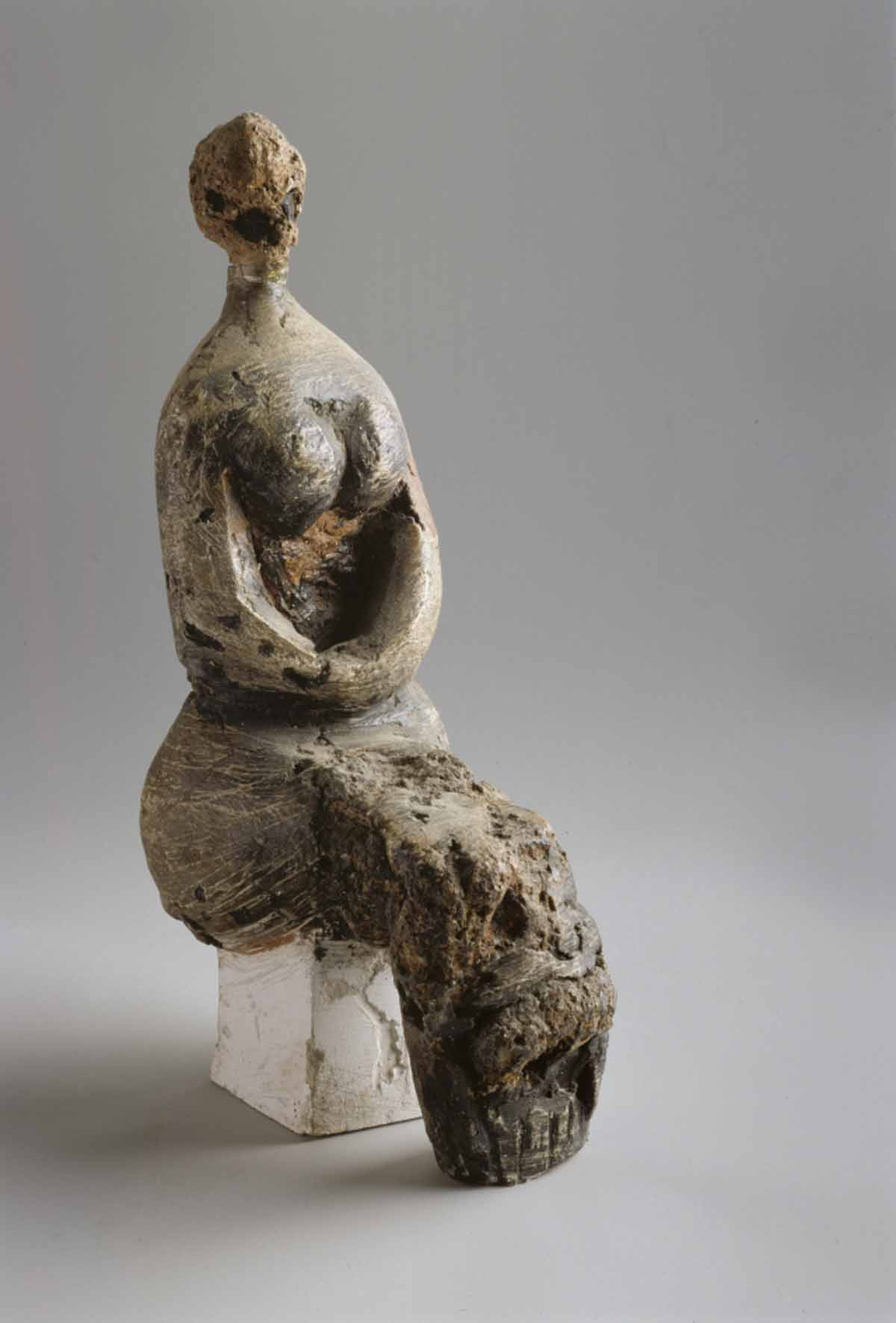
Škvárovka III (1962), v. 20 cm
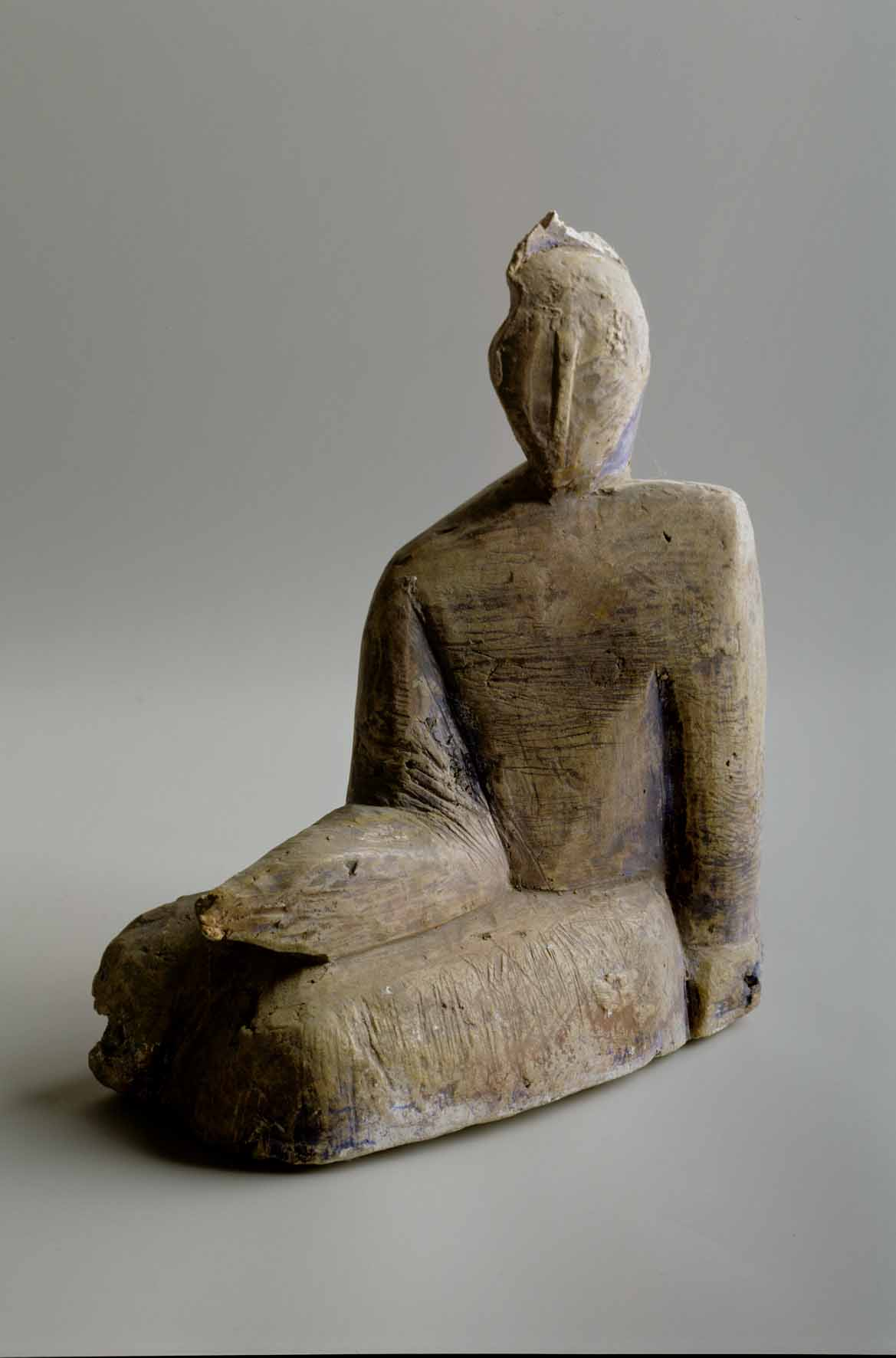
Škvárovka, škvára, sádra (1962), v. 20 cm

Janouškovou už v 50. letech zaujal řemeslný fortel a rukodělná opracovanost železných předmětů, které nacházela při pobytu na venkově v Dolní Kalné a později využila ke konstrukci stylizovaných figur (Hlava, 1964). Jednou linií její tvorby v letech 1958-1965 jsou figurální ploché sádrové plastiky, často kombinované se železem a jinými materiály, s jednoduchým obrysem a složitě strukturálně pojednaným povrchem, kterým se přiblížila Jeanu Dubuffetovi a "strukturalistům" - tvůrcům informelu (Hlava, 1961, Čtyřnohá, 1963). Je pro ně charakteristická frontalita, hapticky i vizuálně působivý povrch a zvláštní hieratičnost i vztah k figurálnímu archetypu (Sedící, 1962, Totem pro Fr. Jezerského, 1963, Dvojice, 1964, Idiotek, 1965). Tvůrčí záměr je podepřen formální kázní i jasnou ideovou představou. Postavy lze chápat jako novodobé idoly či modly, nadané jistou groteskností. Ve stejné době vzniklo několik křehkých vertikálních figur složených z drobných elementů, navozujících pocit vratkosti a ohrožení (Krystalický totem, 1962, Postava složená z keramických forem, 1961). Železné plastiky z let 1964-1965 jsou ve vtipné figurální zkratce osobitým příspěvkem k tehdejší železné plastice (Soubor železných figur, 1964-1965). Odlišnou polohu představují také železné figury, někdy kombinované s bakelitem nebo sádrou, které svou rustikálností a brutalitou připomínají totemy (Figura II, 1962, Figura z vlnitého plechu).

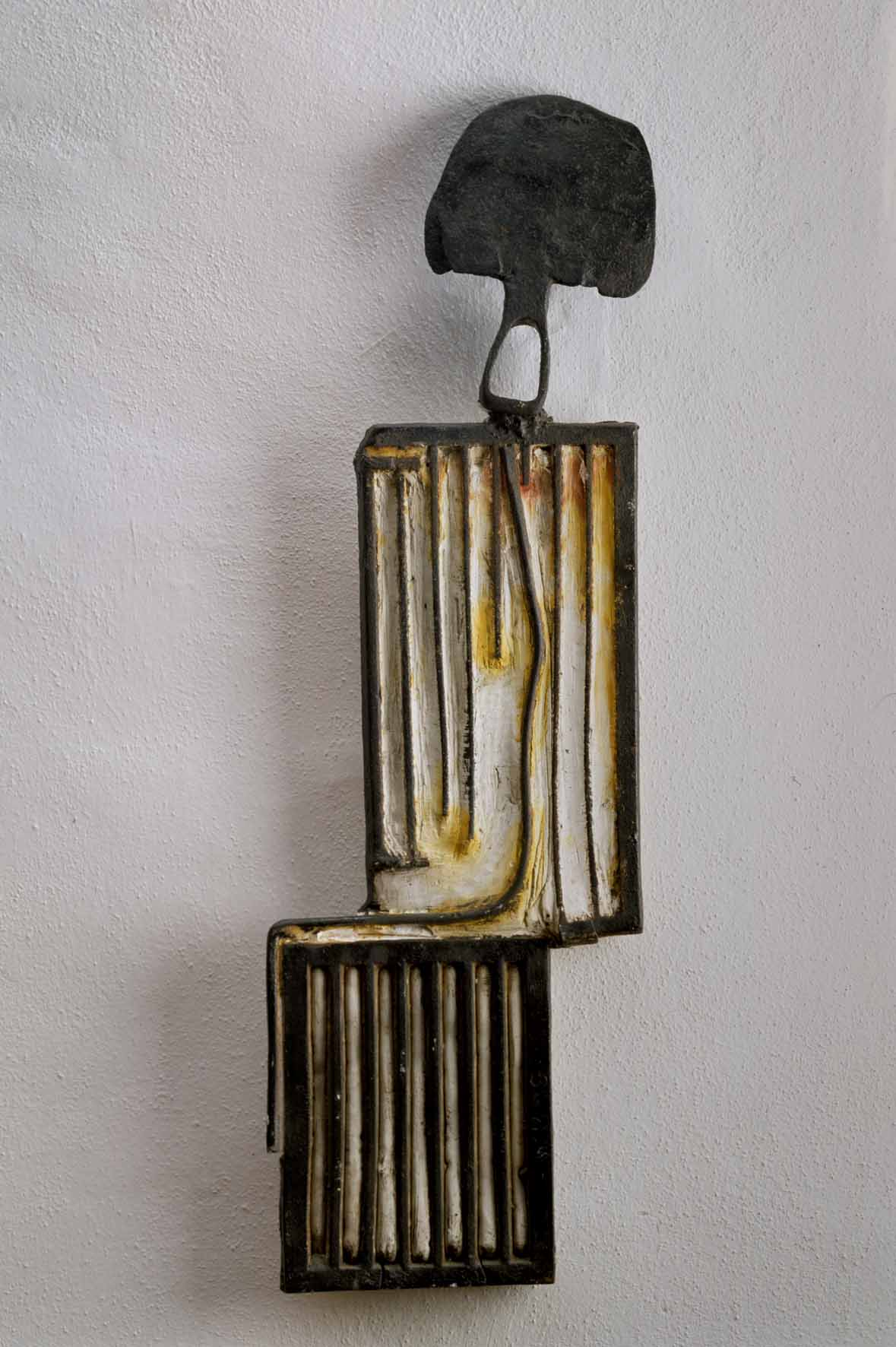
Sedící (1962), železo, sádra, v. 71 cm
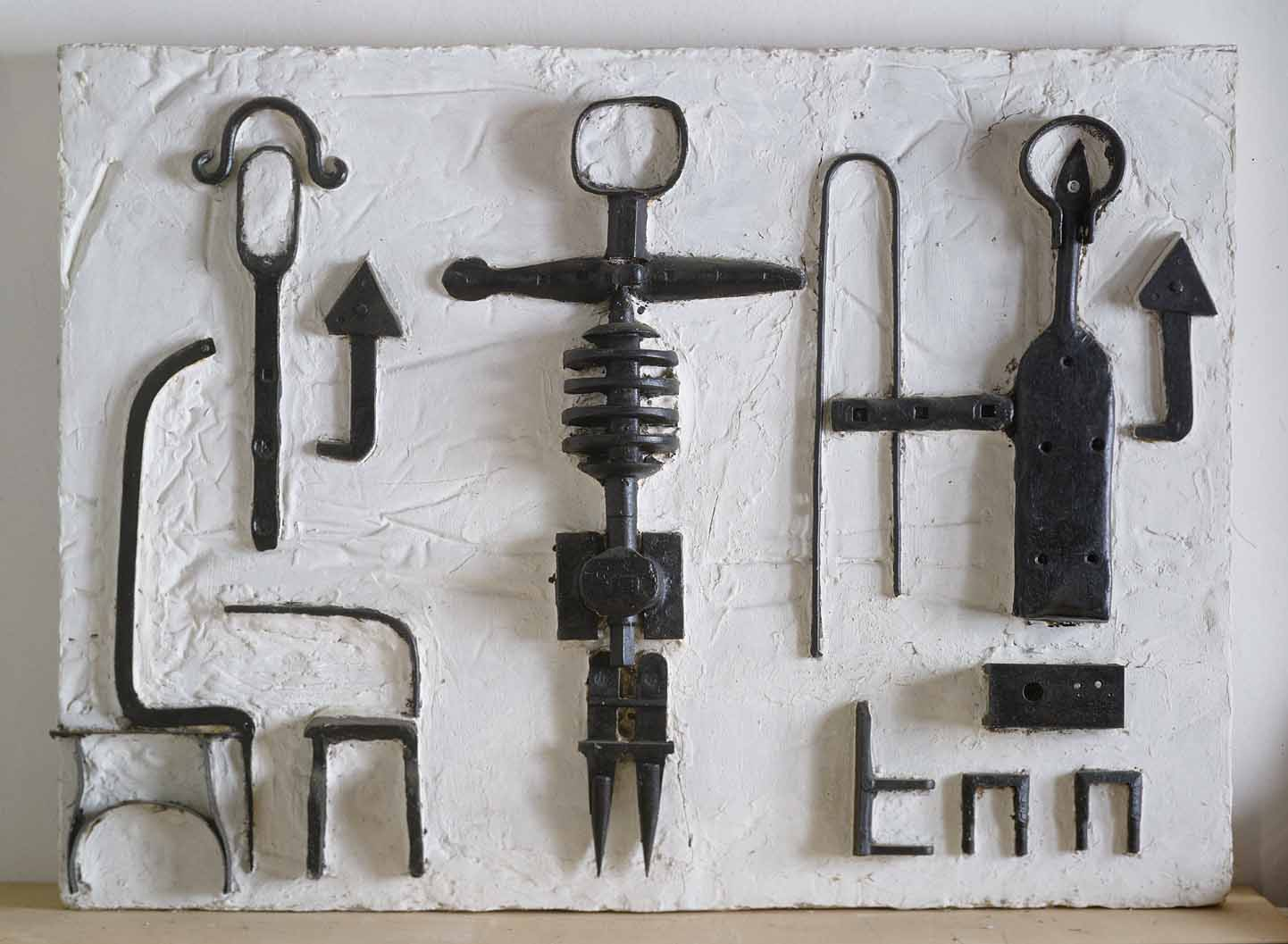
Bojovníci (1963), železo, sádra, v. 70 cm
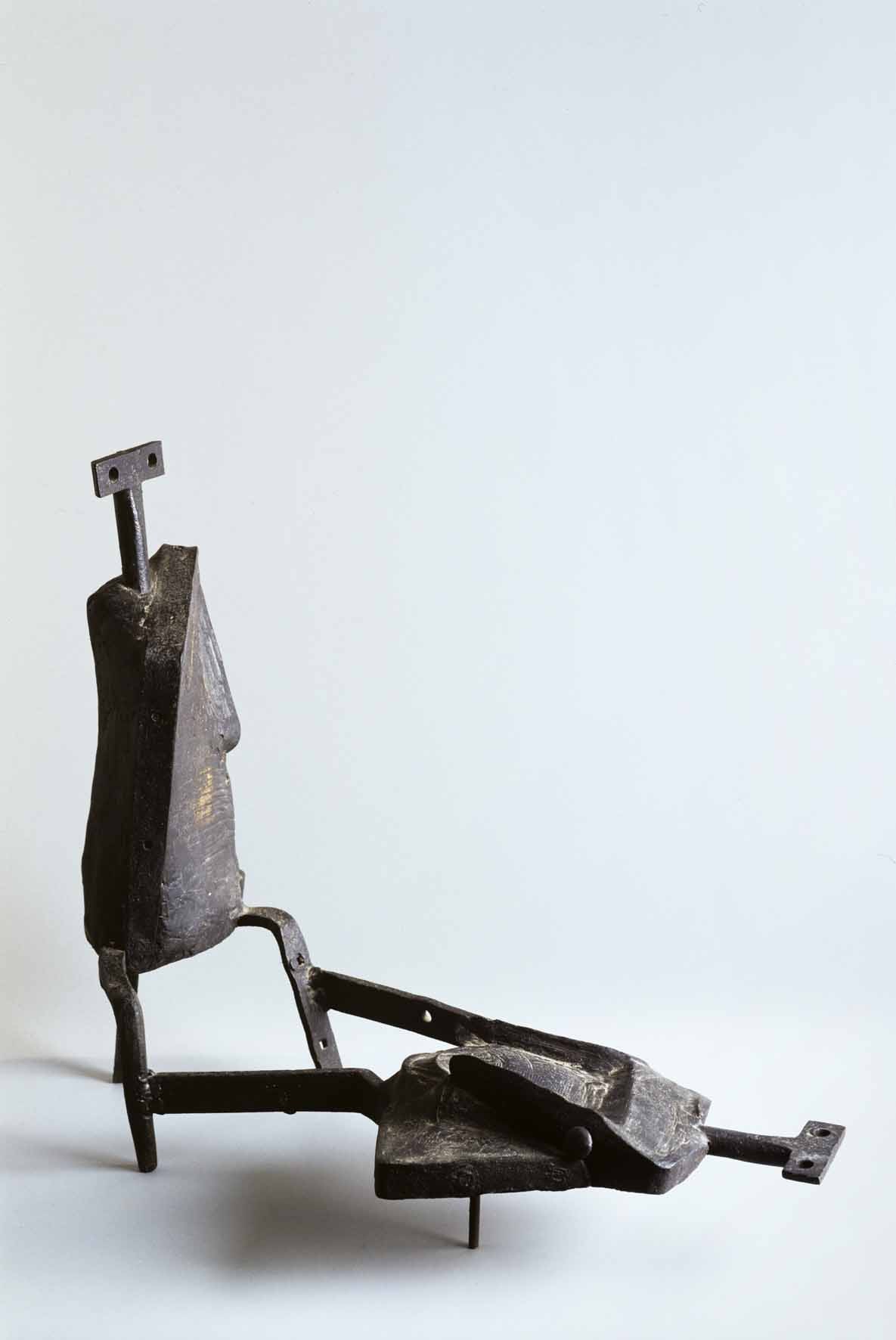
Dvojice (1964), železo, sádra, v. 44 cm
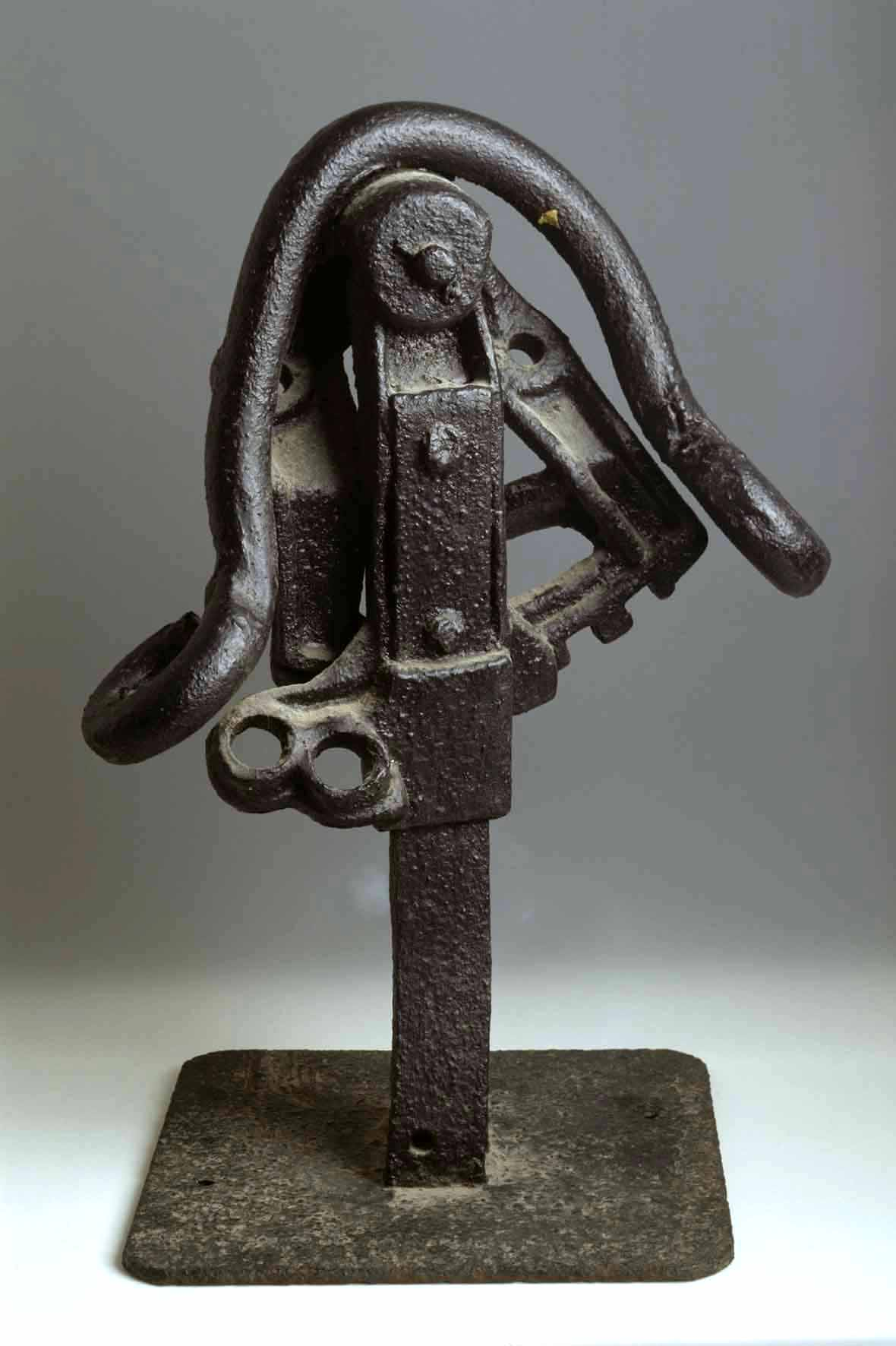
Hlava 3 (1964), železo, v. 35 cm
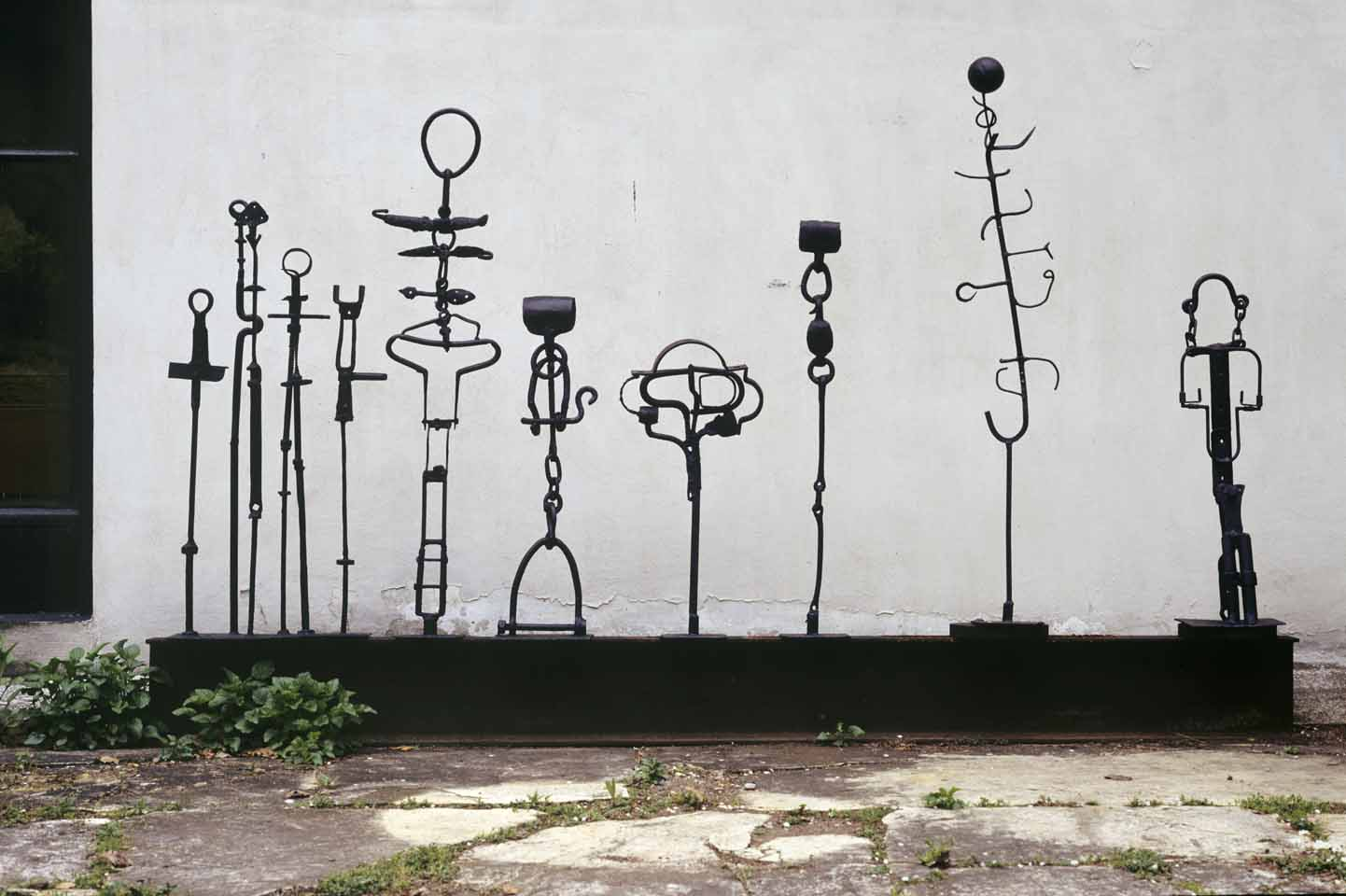
Soubor železných figur (1964-1965)
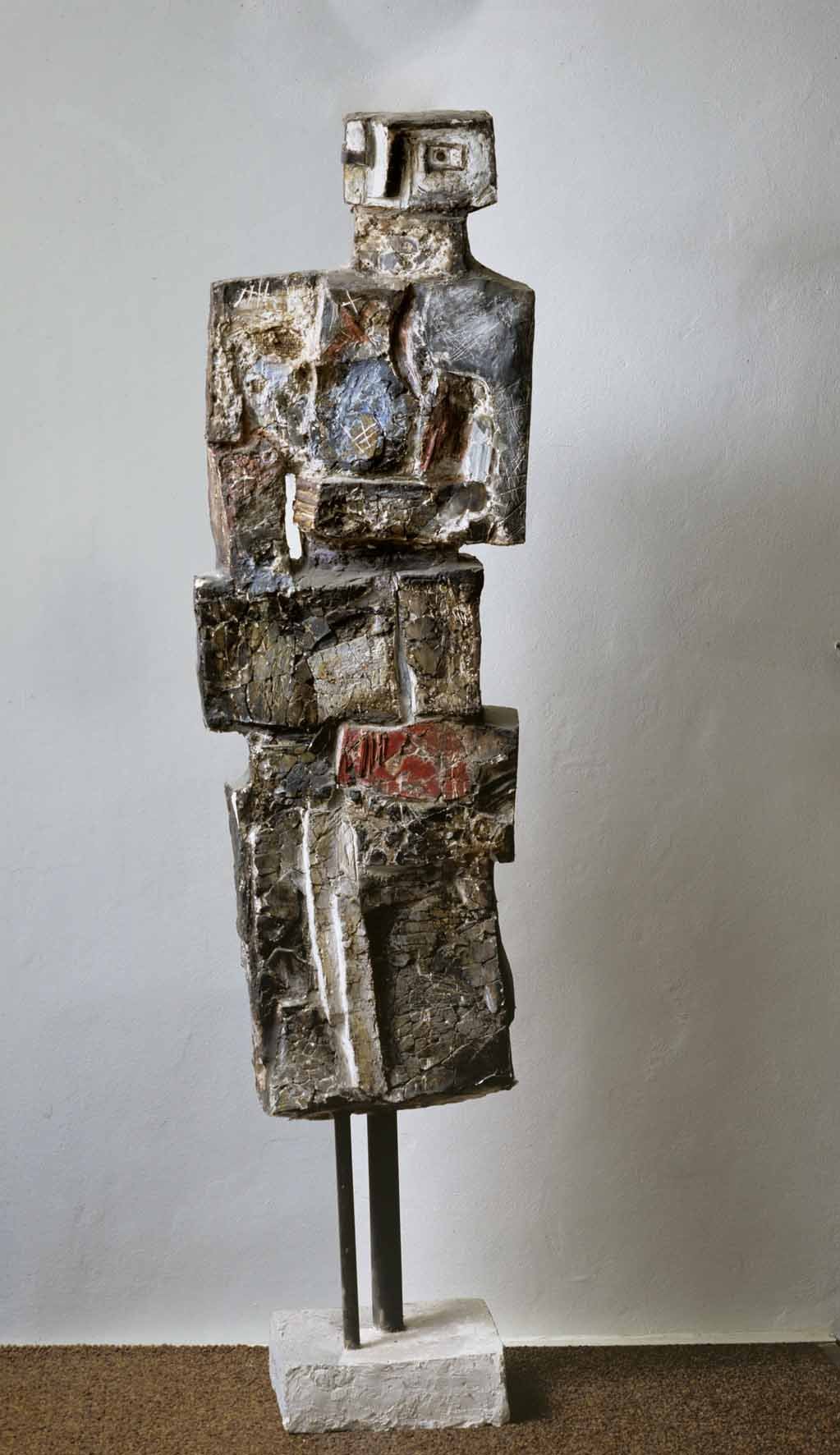
Barevná postava (1962), v.187 cm
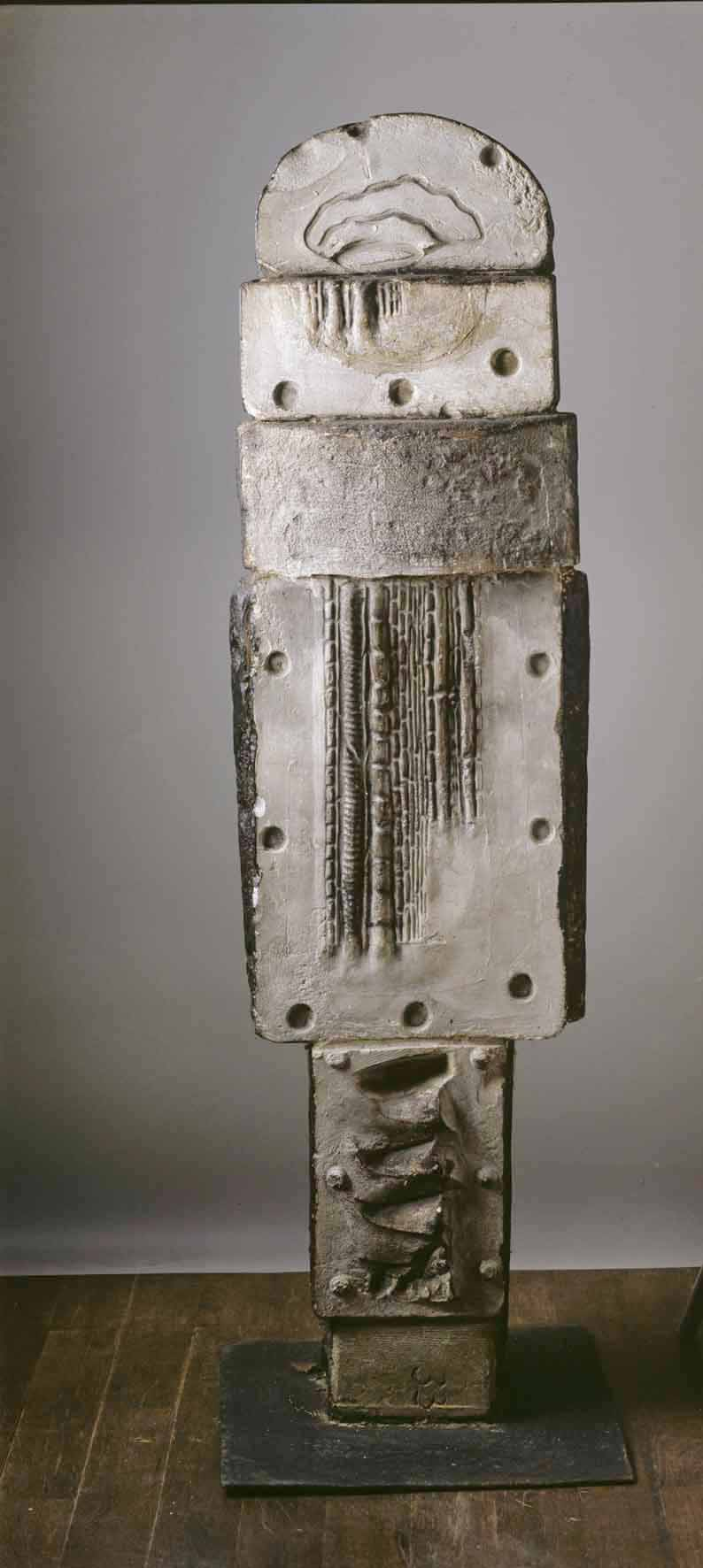
Totem pro Fr. Jezerského (1963), železo, sádra, v. 117 cm
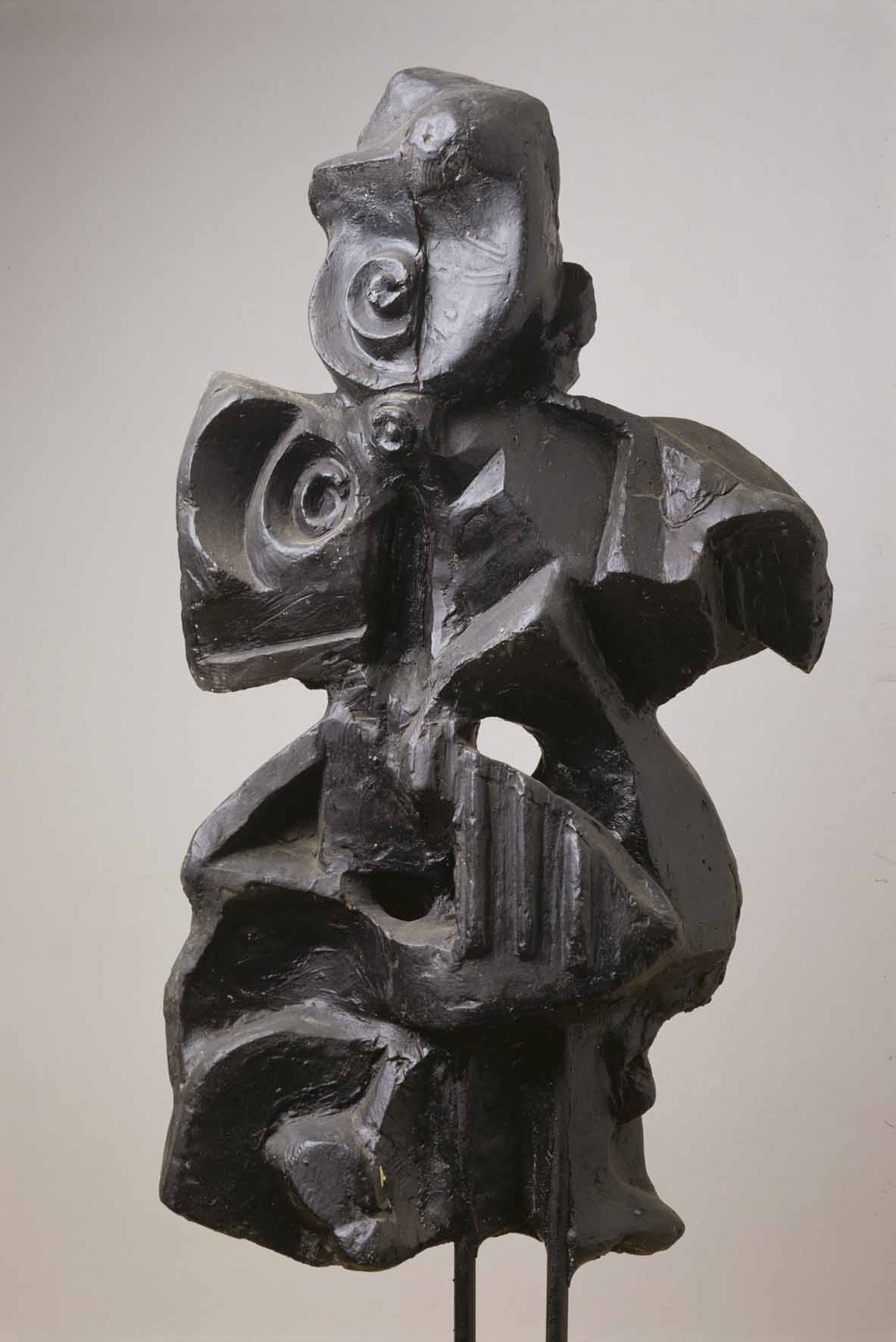
Dívka se šneky (1964), polychromovaný osinkocement, v. 90 cm
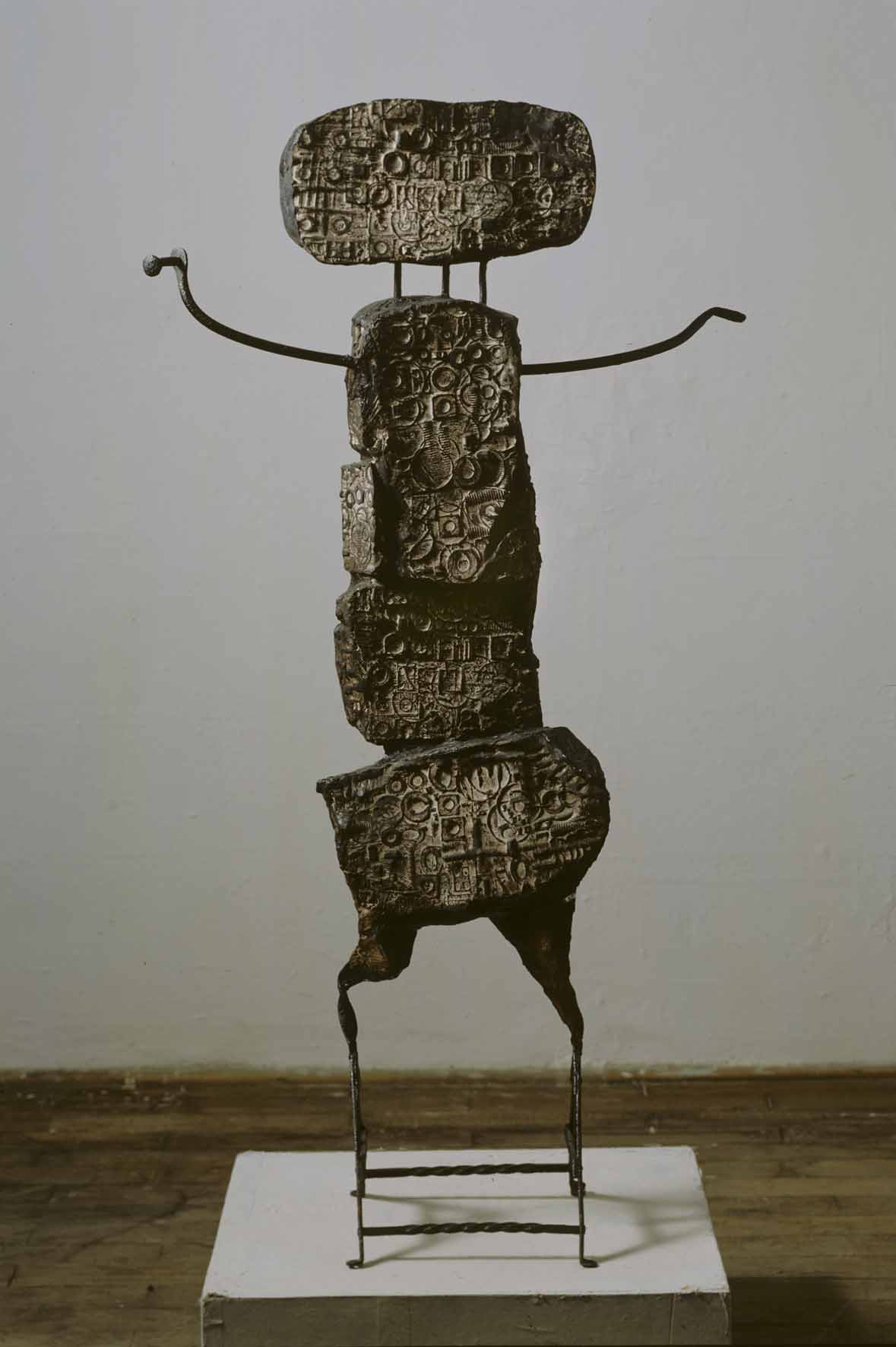
Postava s otisky (1963)
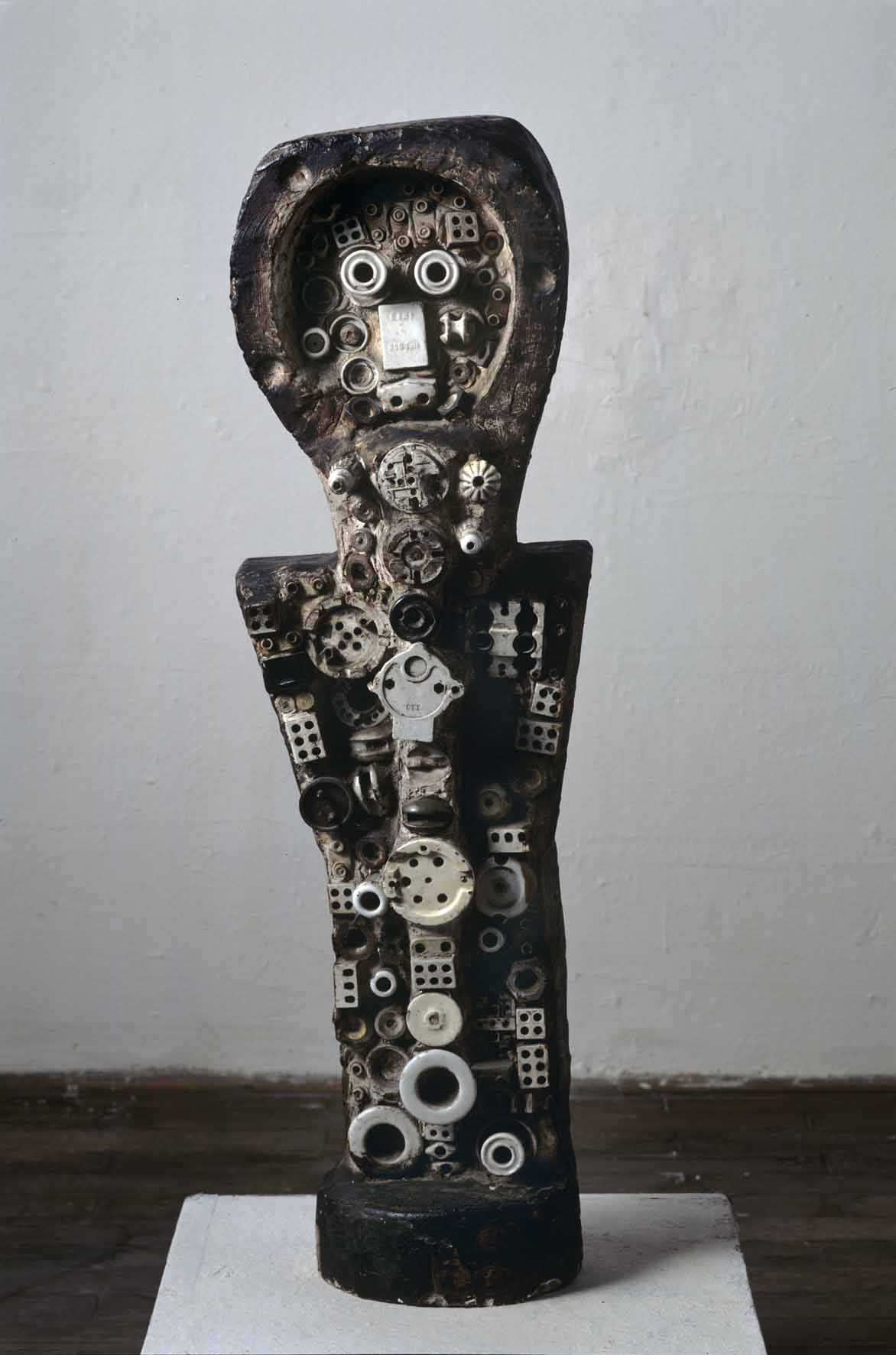
Idiotek (1965)

Od poloviny 60. let tvořila čisté a téměř bílé nefigurální sochy z osinkocementu, některé určené jako plastiky do veřejného prostoru. Materiál si Janoušková oblíbila pro jeho optické vlastnosti - drsný a matný povrch světlo absorbuje a pak zase vydává, jako by svítil sám. Banálnost nepotřebných věcí (Povlečená postel, 1964-1965, Peřinka, 1966, Polštář) ji v plastikách z let 1964-1970 přibližuje pop artu, který ale v tehdejším Československu mohl jen stěží představovat protest proti přetechnizované společnosti. Nejblíže pop artu jsou tři plastiky z konce 60. let, které se svou formální uvolněností a výraznou barevností vymykají z dosavadní linie tvorby (Malá zahrada, Modrá na červené) a předjímají některé postmoderní tendence českého sochařství 80. let. Na rozdíl od Kmentové a Szapocznikow nepracovala Janoušková s tělesnými odlitky, ale v jejích abstraktních sochách hlav a bust ze druhé poloviny 60. let, plných smyslovosti a barokní dynamiky, je tělesnost přítomná (Modrá hlava, 1966, Hlava s důlky, 1969).

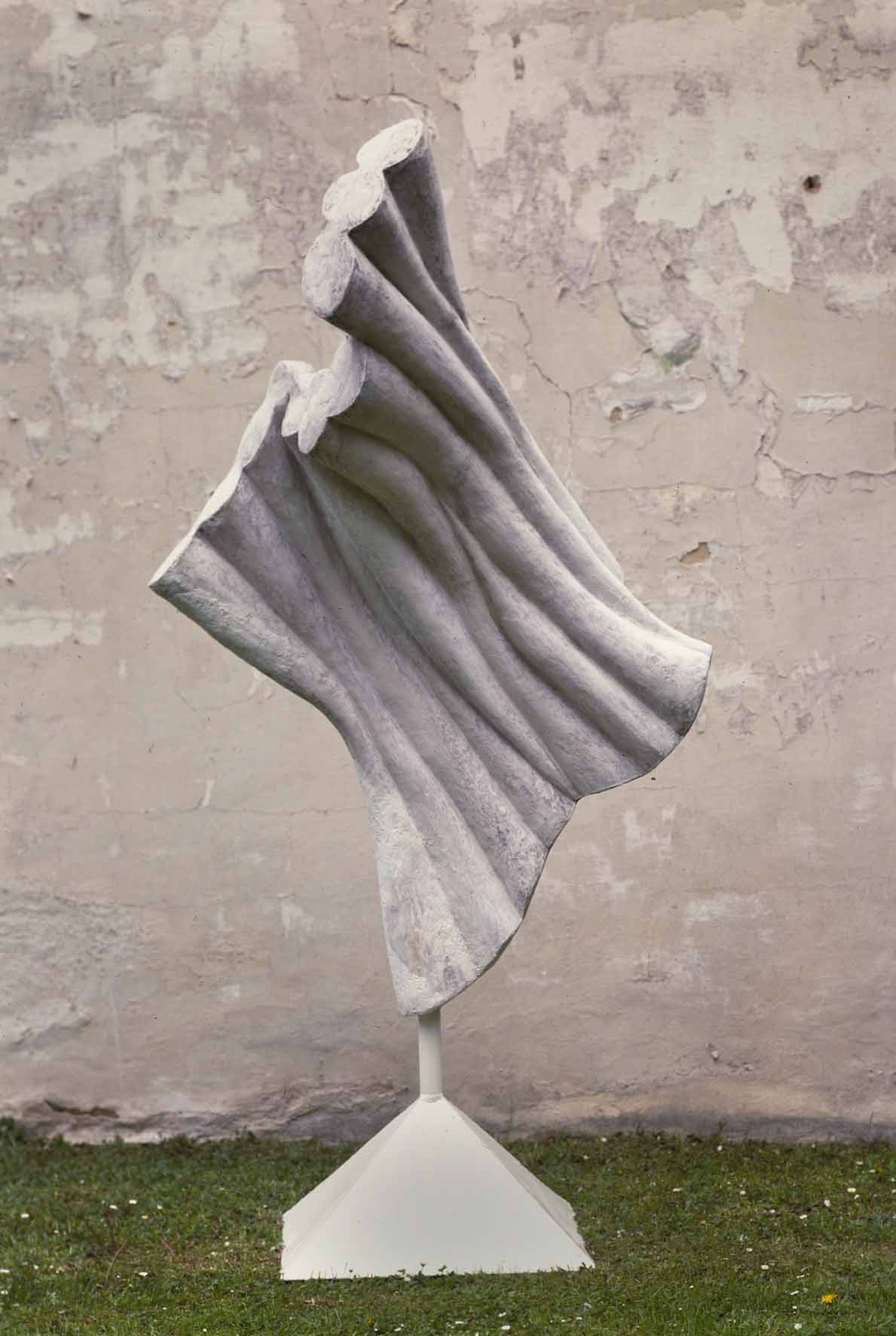
Povlečená postel (1964-1965)
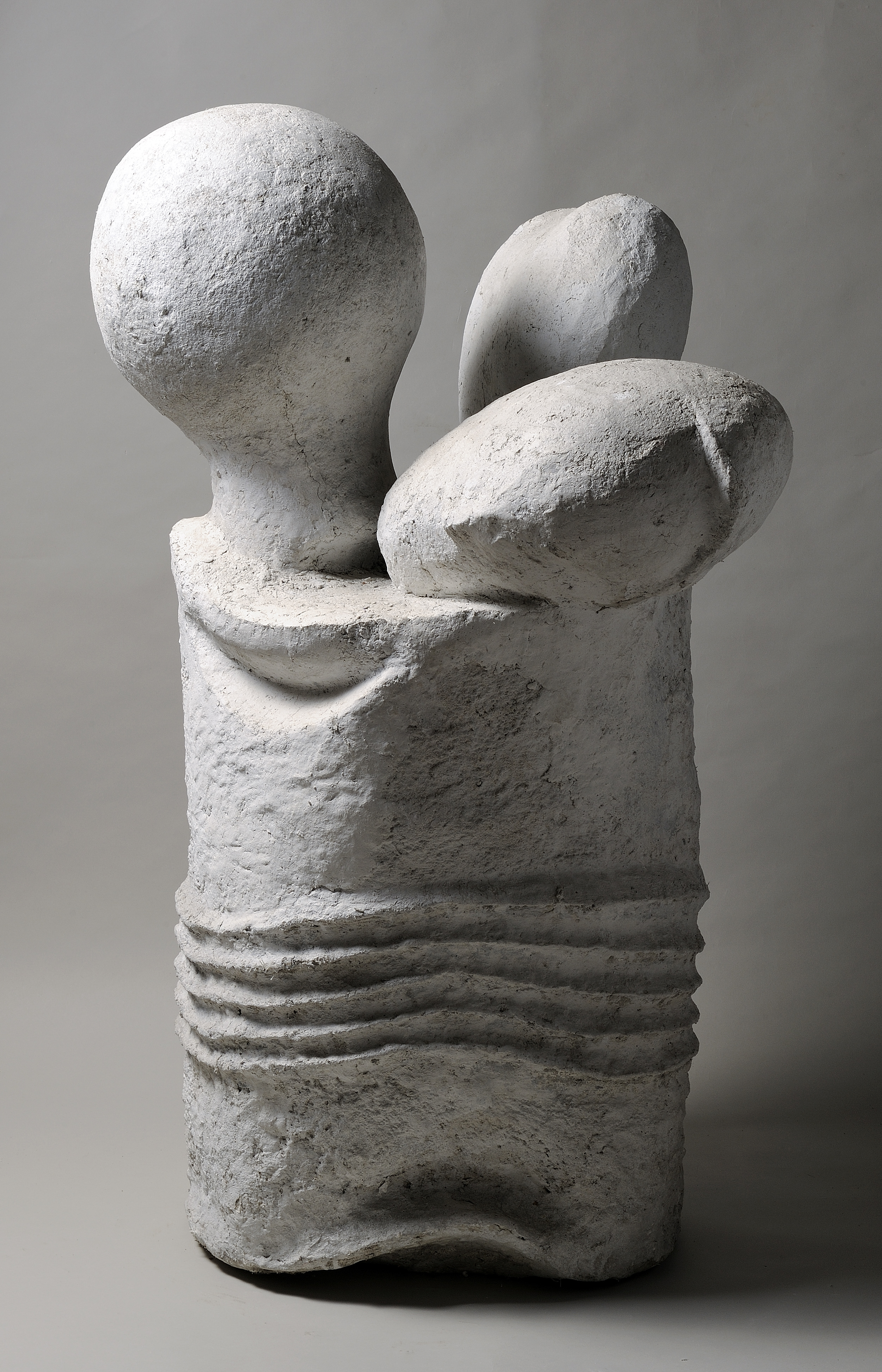
Tři unavené hlavy na sudu (1966), plech a osinkocement, výška 106 cm
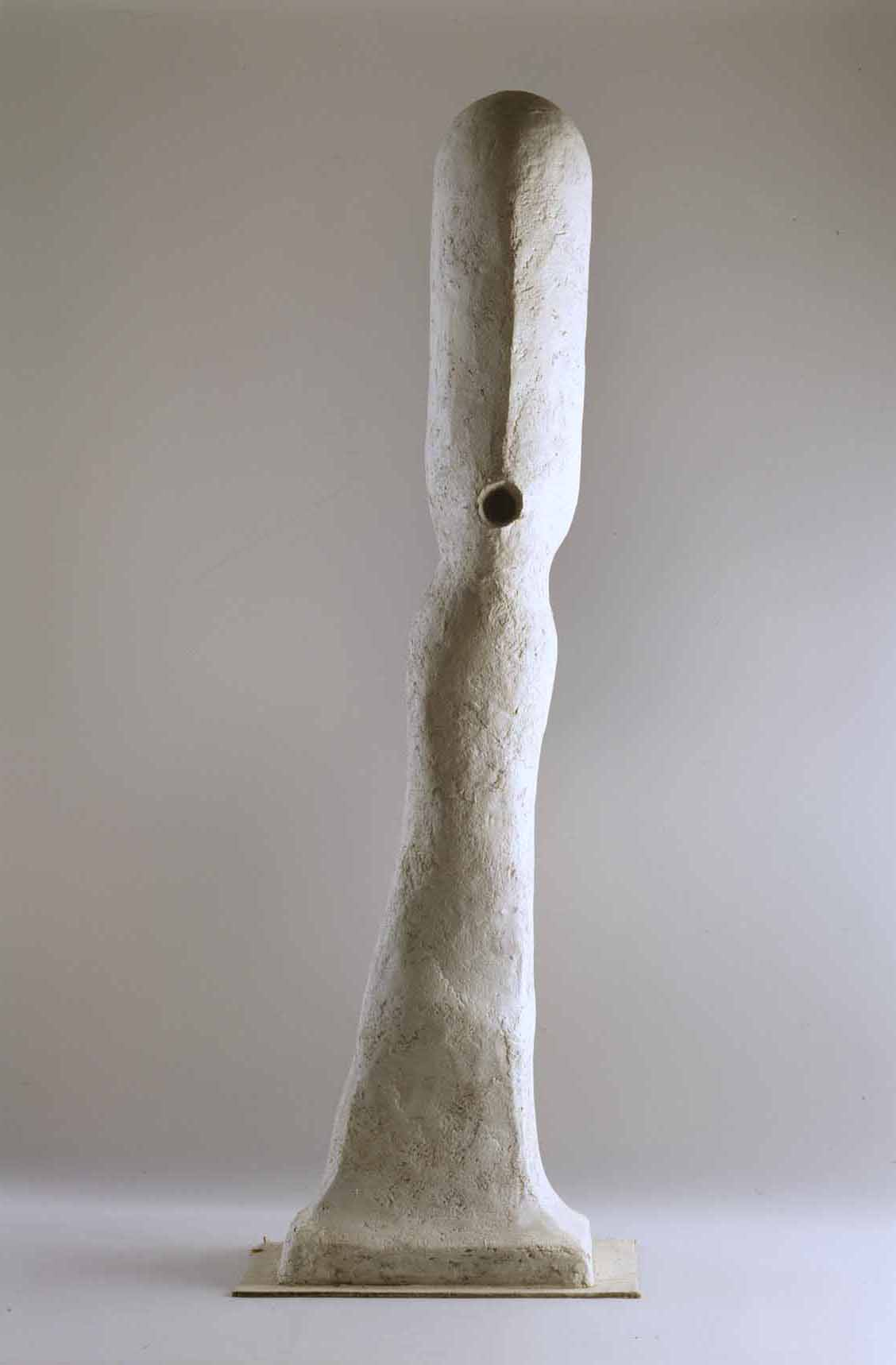
Sloupek (1972), osinkocement, v. 118 cm
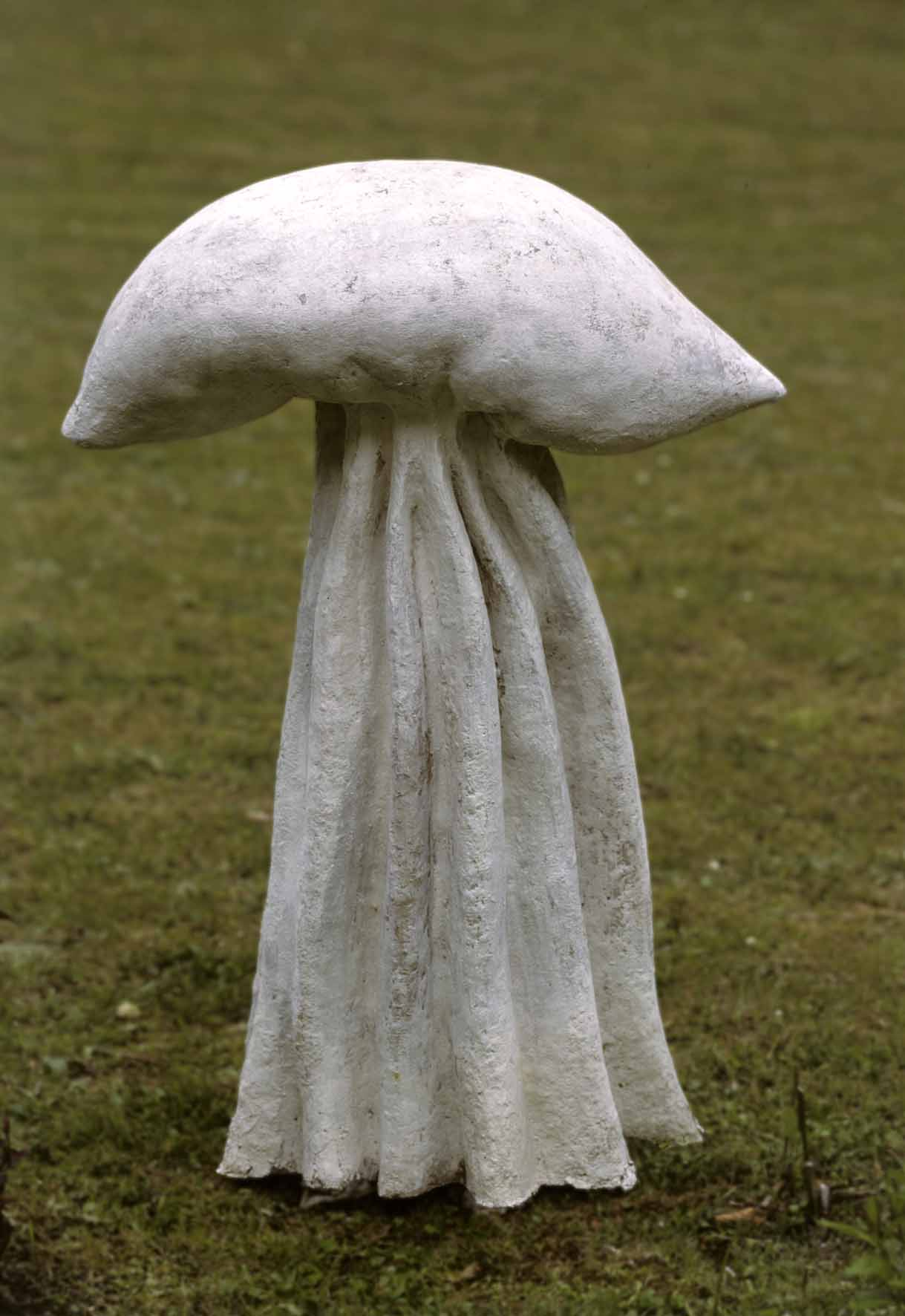
Peřinka (1982-1984), vlnitý plech, peřinka, osinkocement, 115 cm
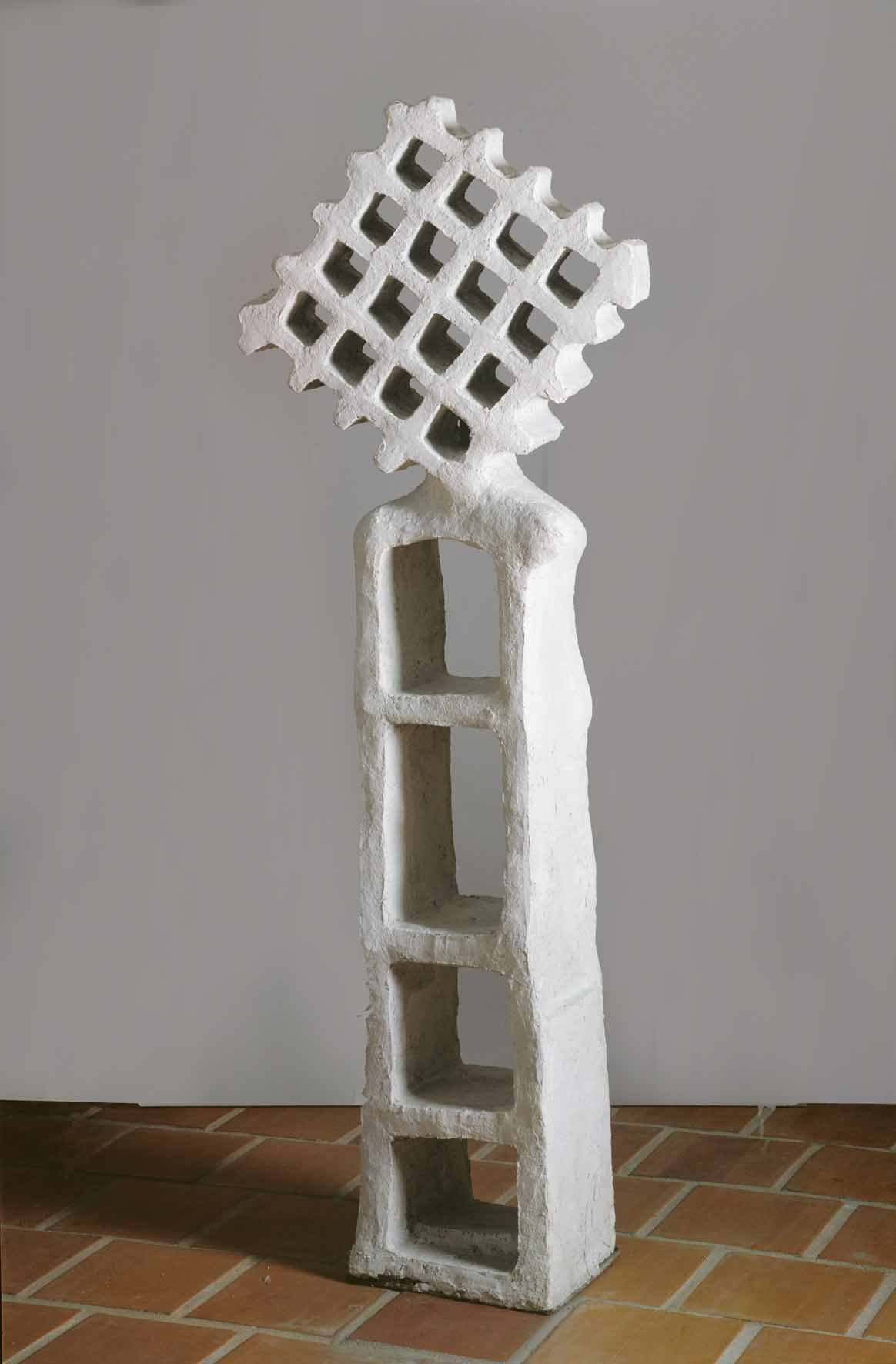
Přihrádky (1989-1990), osinkocement, v. 175 cm

Pro figurální i abstraktní sochy z osinkocementu Janoušková používá jako kostru různé kovové předměty, části zemědělských stojů, sudy nebo benzinové nádrže motocyklů, stavební tvárnice apod. Vzniklý novotvar má někdy nabubřelou monumentalitu, jindy připomíná kapličku (Boží muka) nebo je ironickou hříčkou, ale zachovává si ukázněnost. Osinkocement povrch sjednocuje (Tři unavené hlavy na sudu, 1966), potlačuje nepodstatné detaily i původní funkci předmětu a propůjčuje mu poetický obsah. Její tvarově úsporné a frontálně koncipované Hlavy se znakovostí podobají pravěkým modlám a znázorňují volající či do prázdna vytřeštěné tváře. Jsou vůlí po syntéze a potřebě probudit v sobě i druhých pocit sounáležitosti s prvotním zobrazováním člověka a vrátit životu jeho lidský rozměr a obsah. Ilustrují úzkostný životní pocit z bezvýchodné situace v totalitním režimu Československa obsazeného okupačními vojsky i z pozdější ztráty manžela. Jednou z nejchmurnějších soch je černá Ležící figura s bezmocně rozepjatými pažemi, evokující motiv Ukřižování.

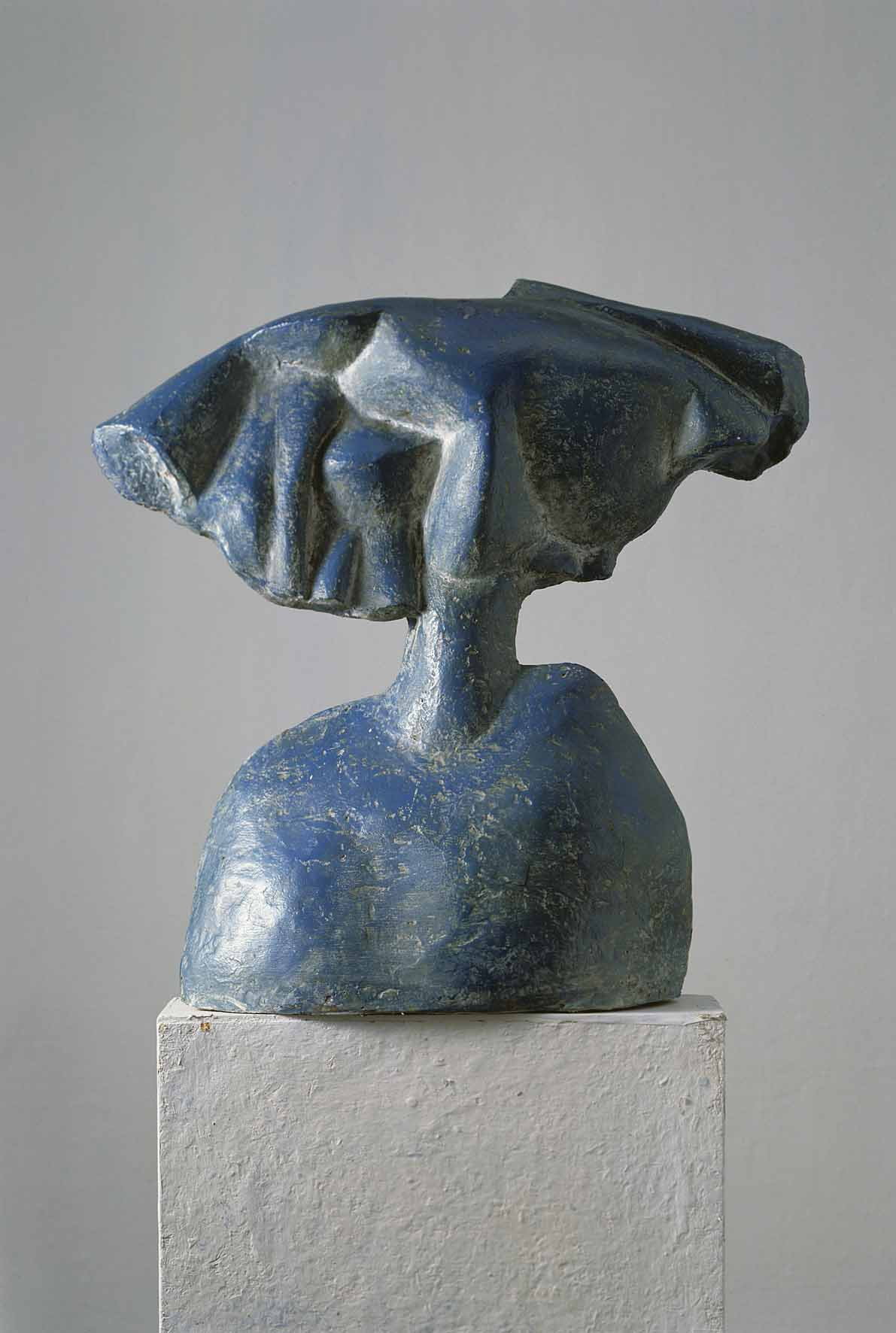
Modrá hlava (1966), modře kolorovaný osinkocement
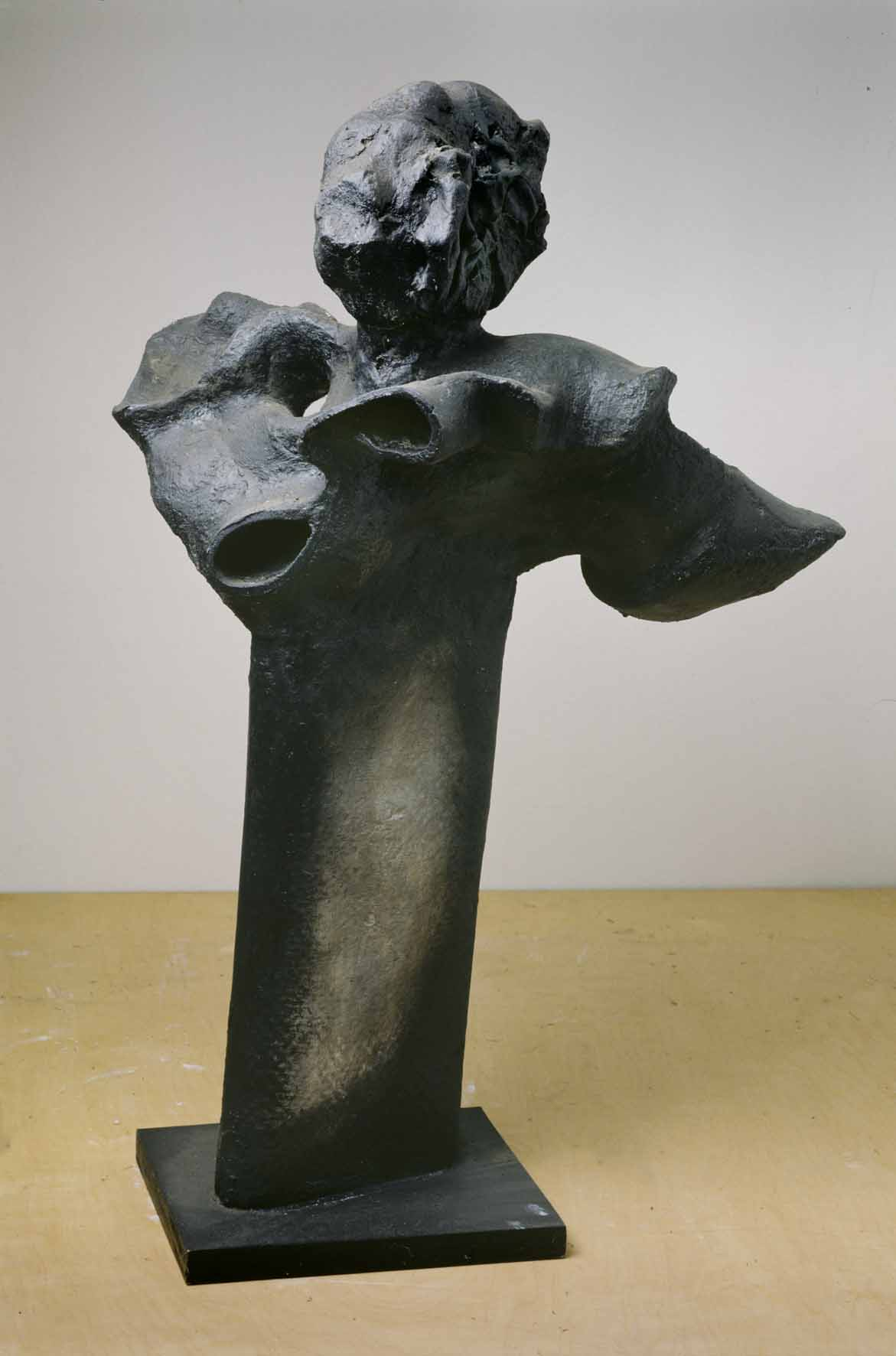
Černý anděl (1969), osinkocement, v. 68 cm
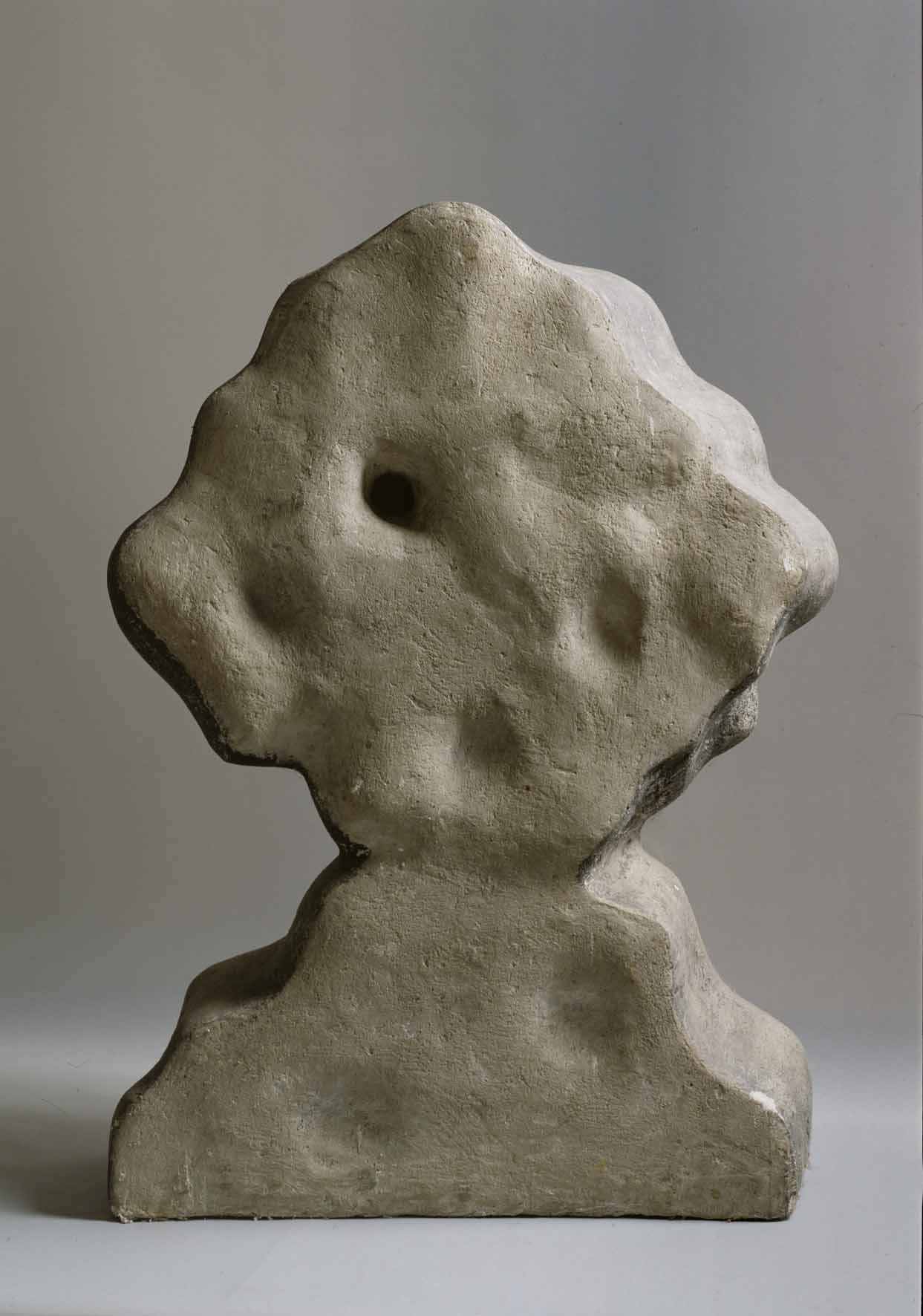
Hlava s důlky (1969), osinkocement, v. 77 cm
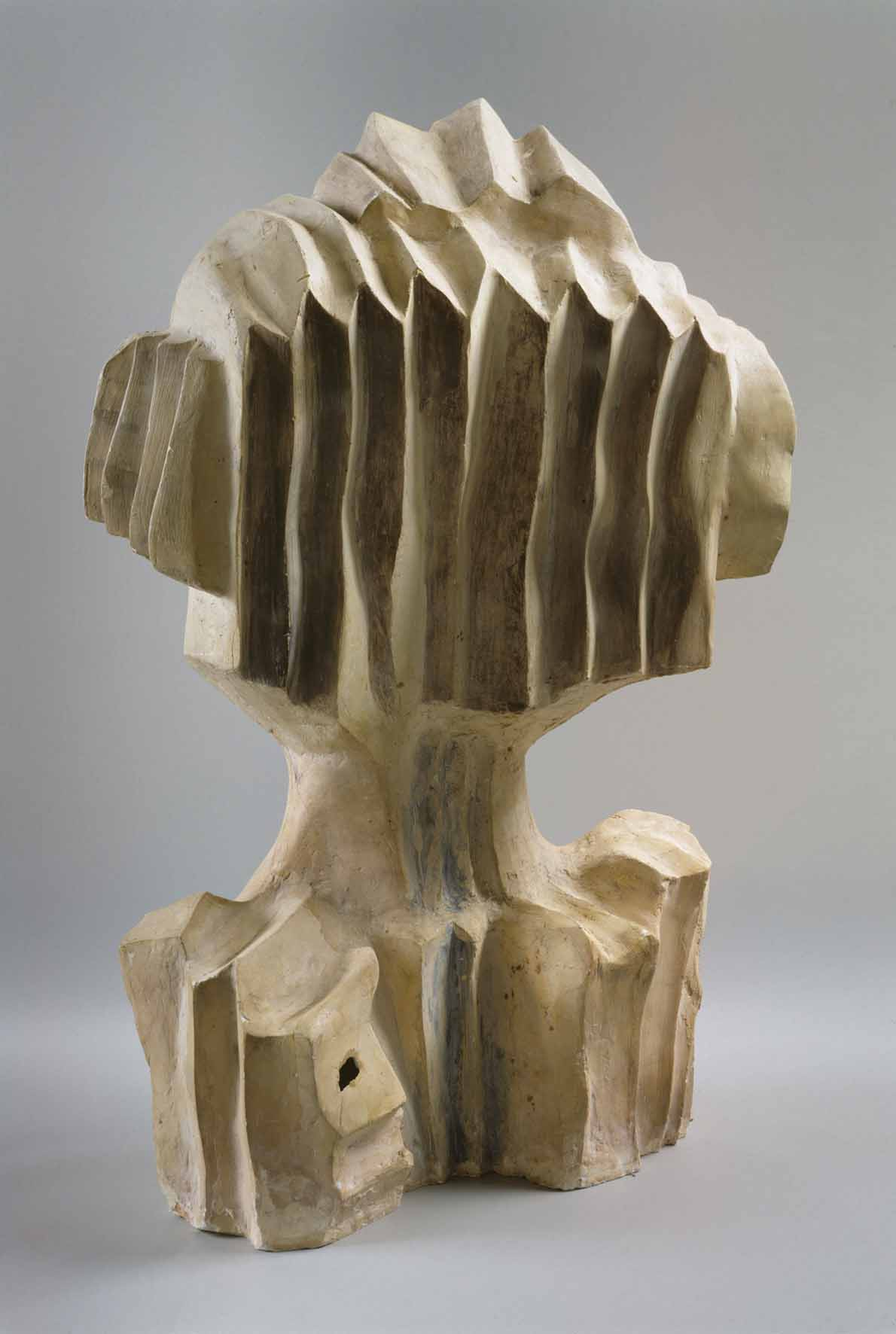
Vrásčitá hlava (1969), polychromovaná sádra, v. 72 cm
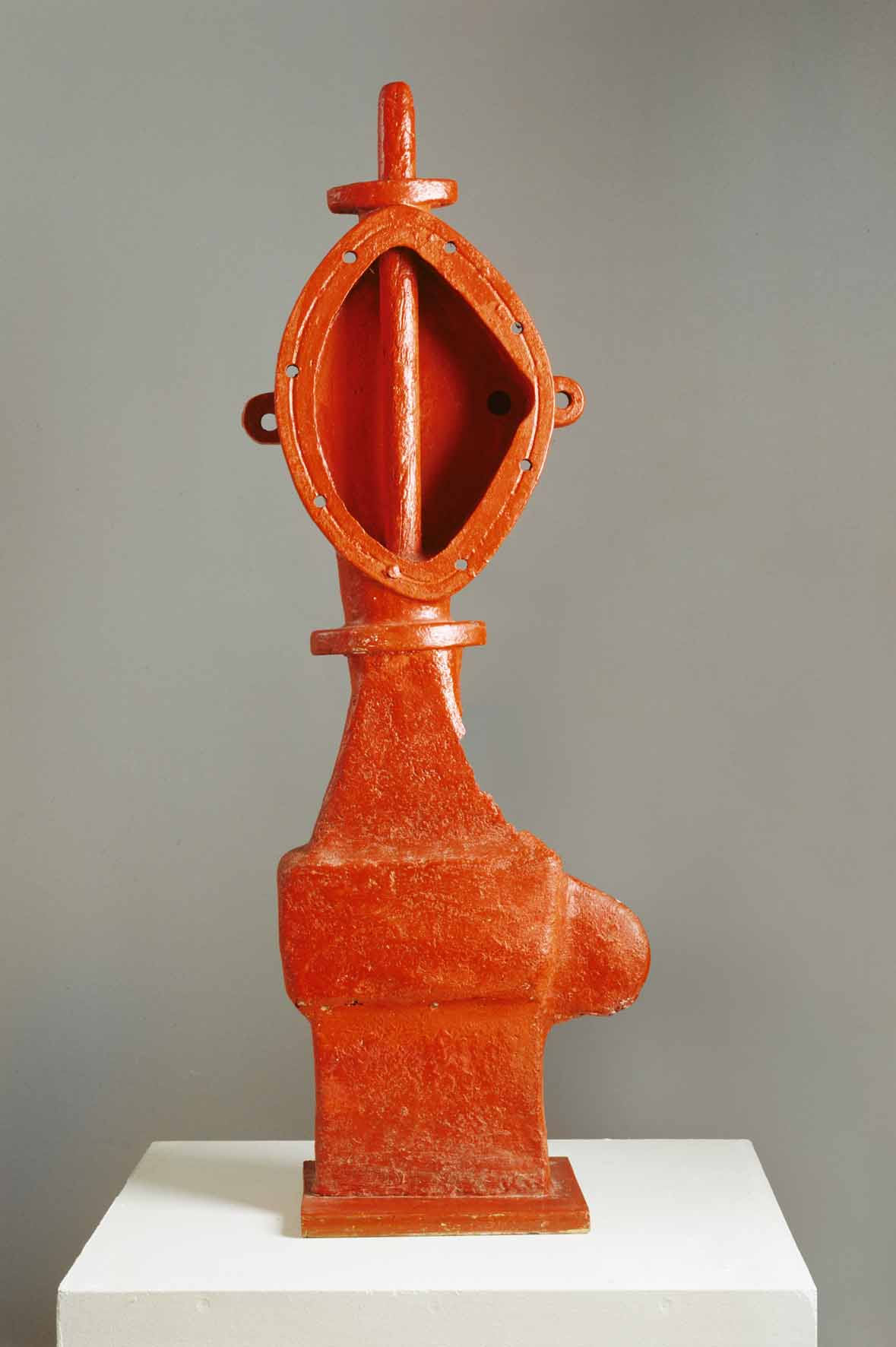
Rudá hlava (1970), železo, sádra, v. 84 cm
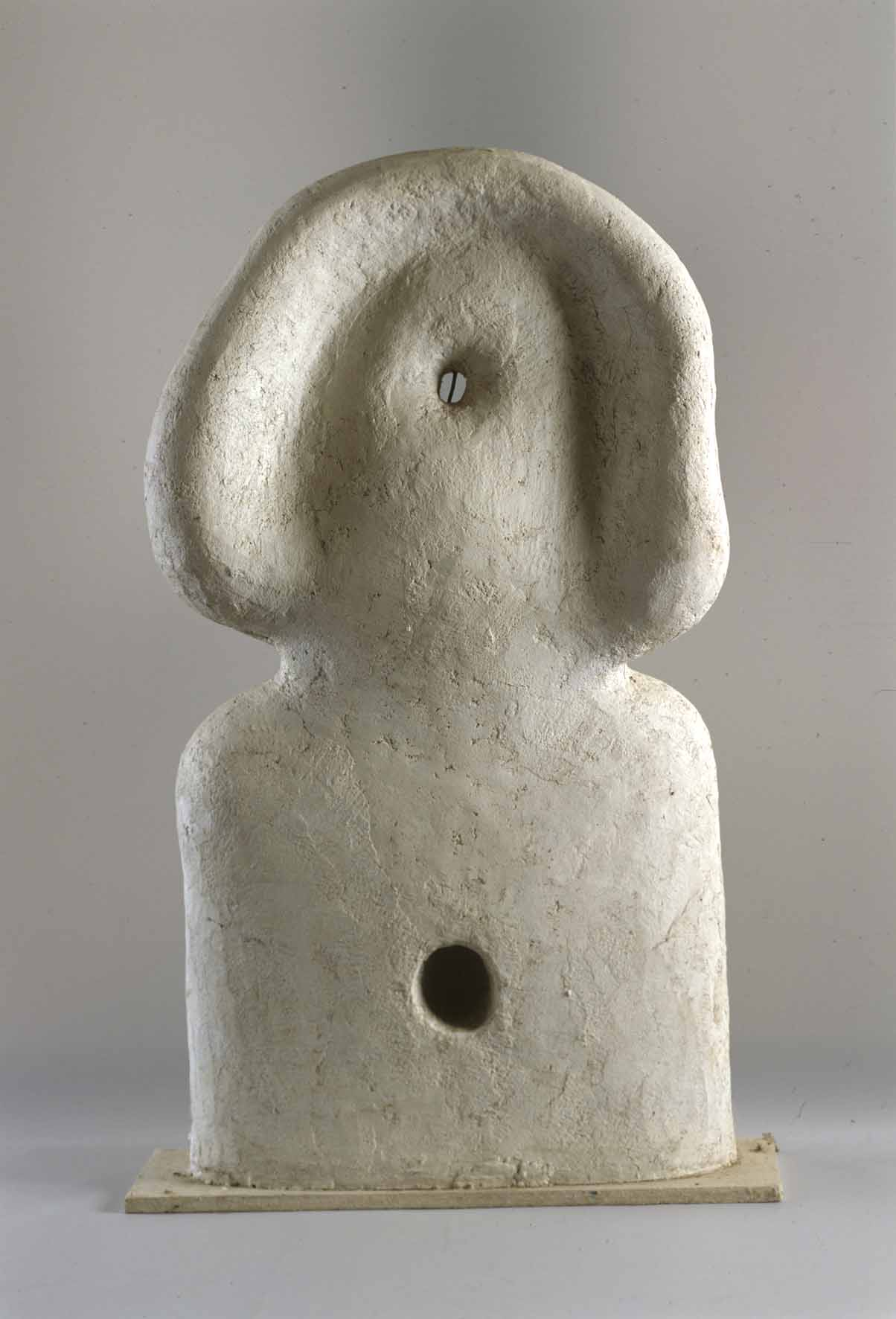
Bílá postava (1978), osinkocement v. 86 cm
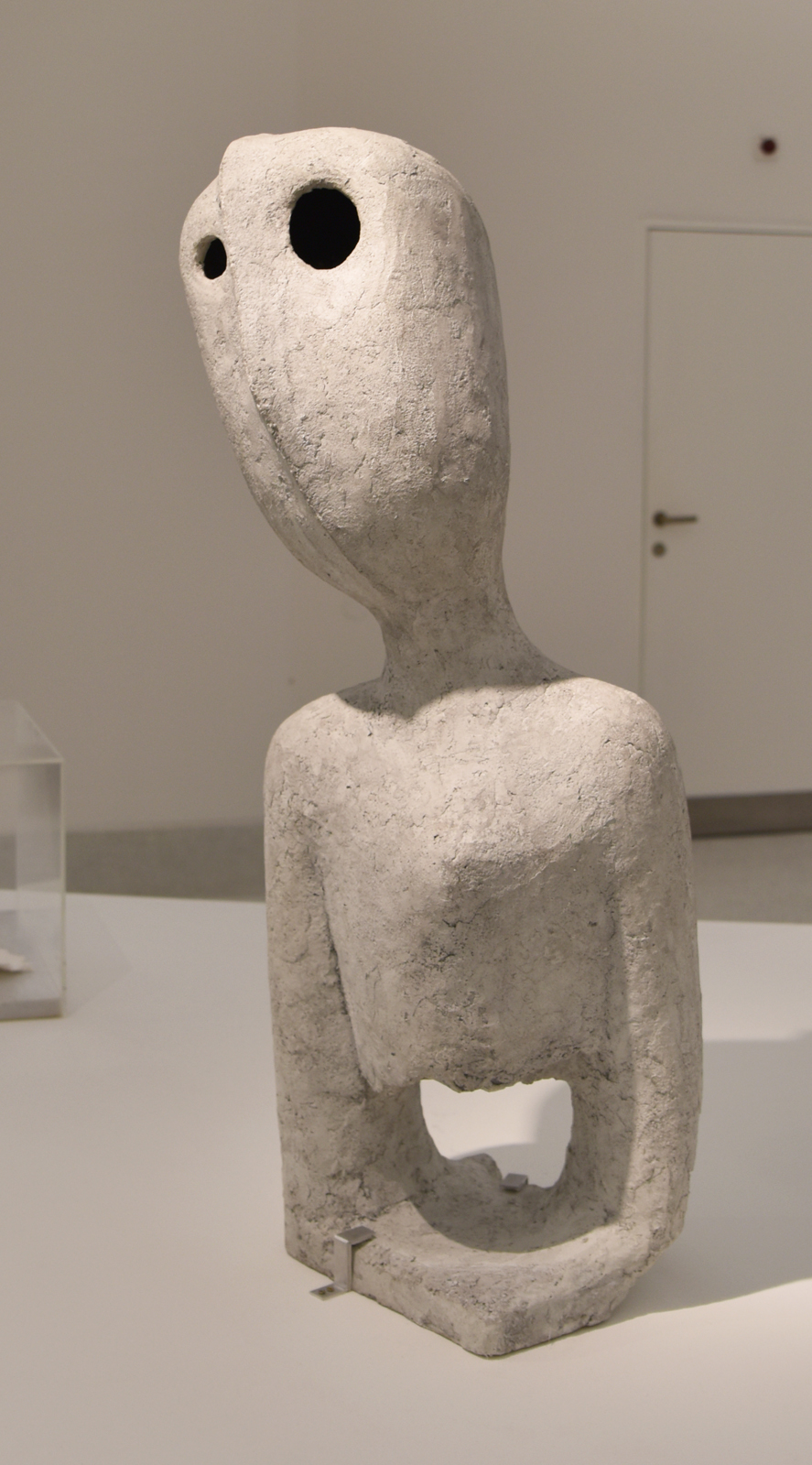
Šedá figura, 1986, Národní galerie Praha
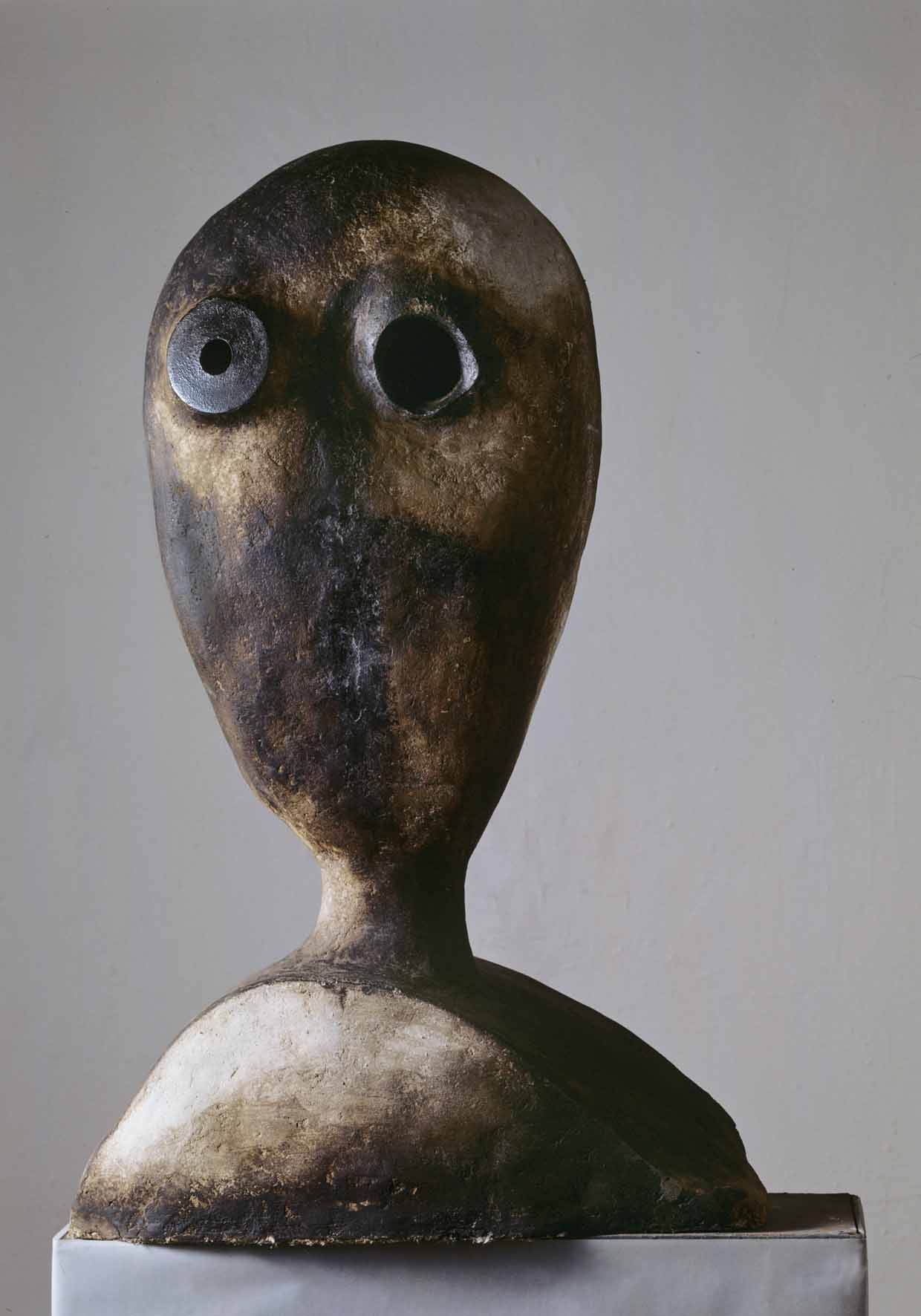
Hlava (90. léta)

Počínaje rokem 1963 upoutala Janouškovou výrazná barevnost smaltovaného plechu a menší fragmenty zprvu využila jako součást povrchu plošných závěsných figur a totemů ze sádry nebo osinkocementu. Častý je motiv kříže, který není patetizován a vzhledem k použitému materiálu je zbaven tragiky.

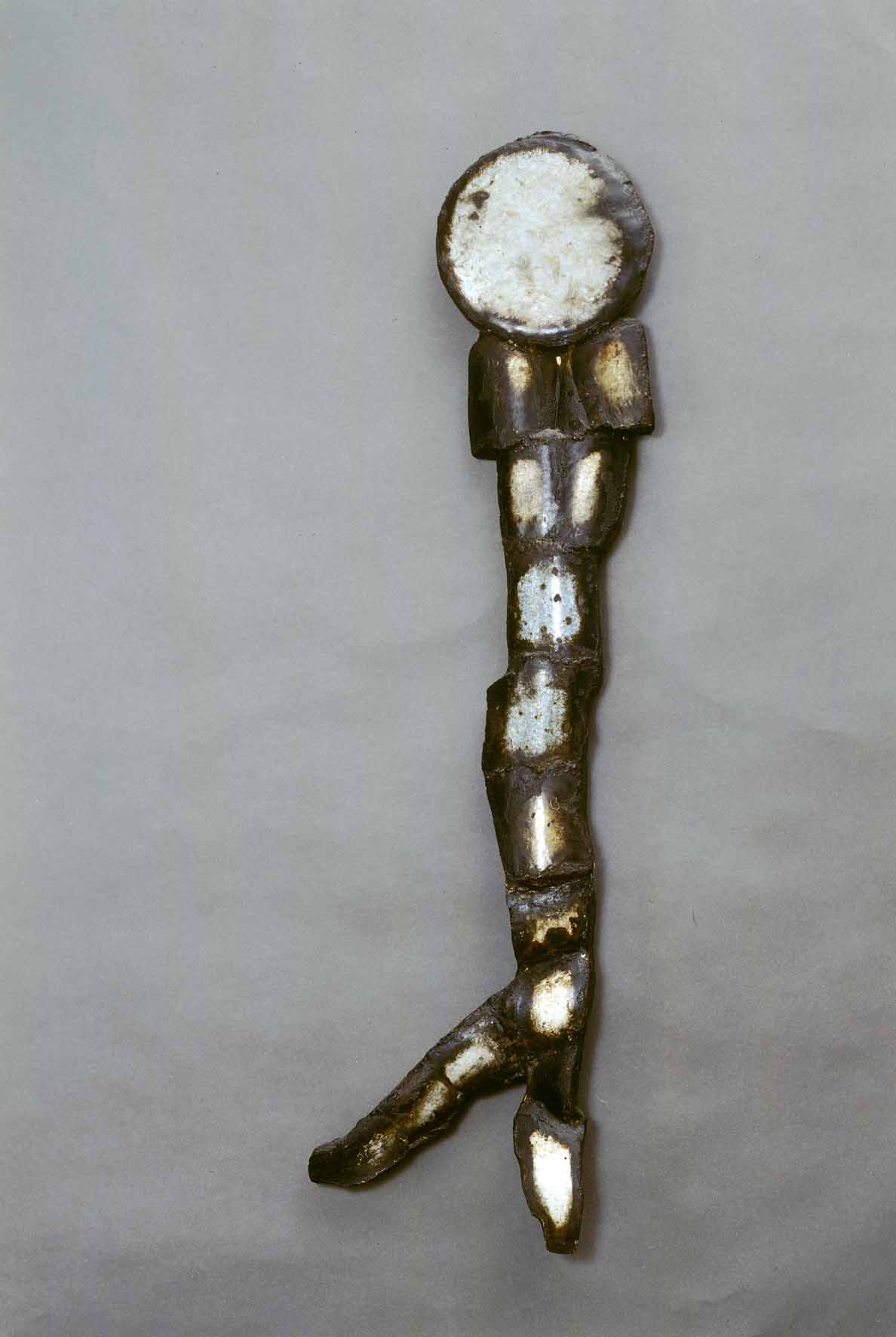
Šedý smalt (1963-1964)
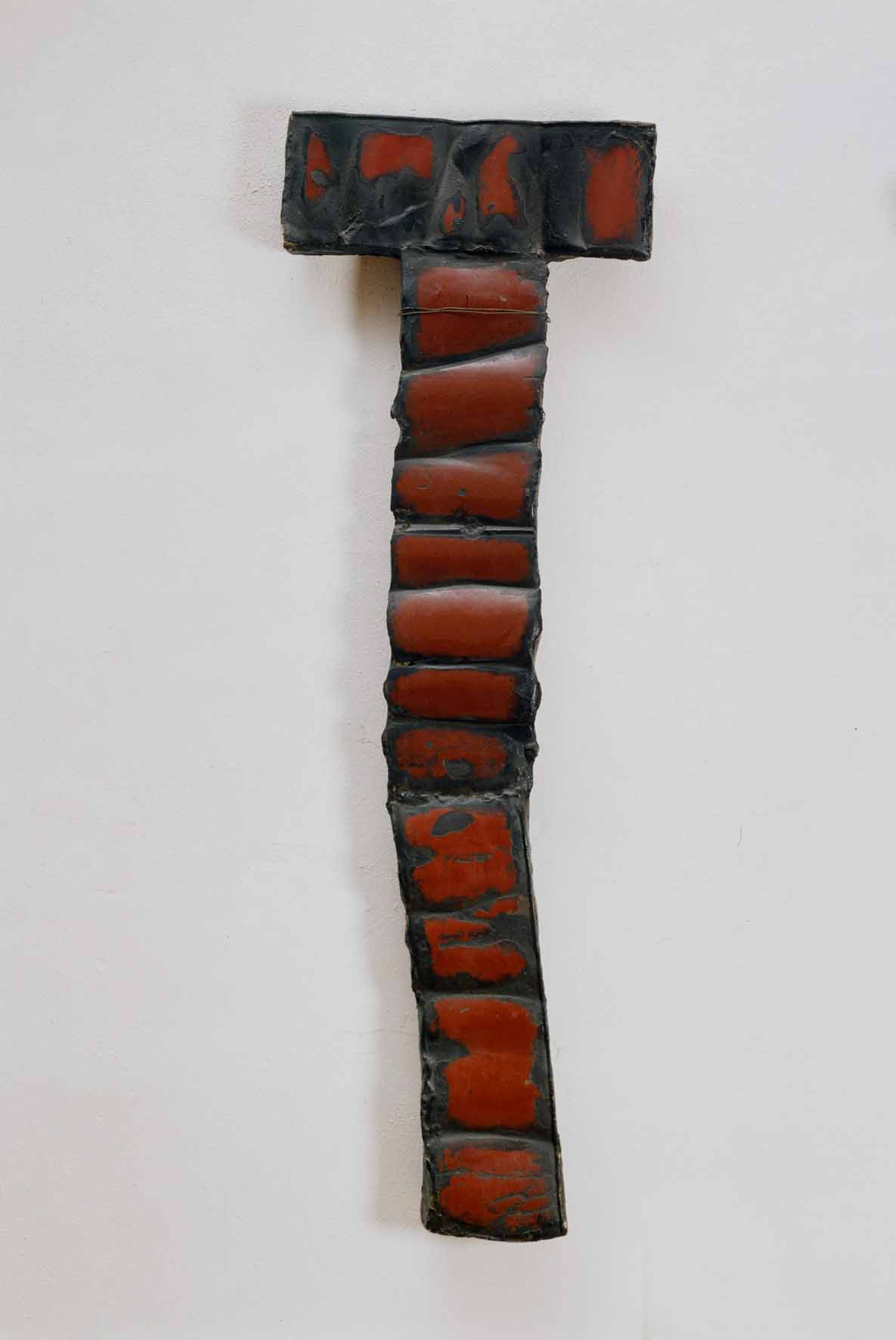
Kříž (1965), smalt, osinkocement, v. 112 cm
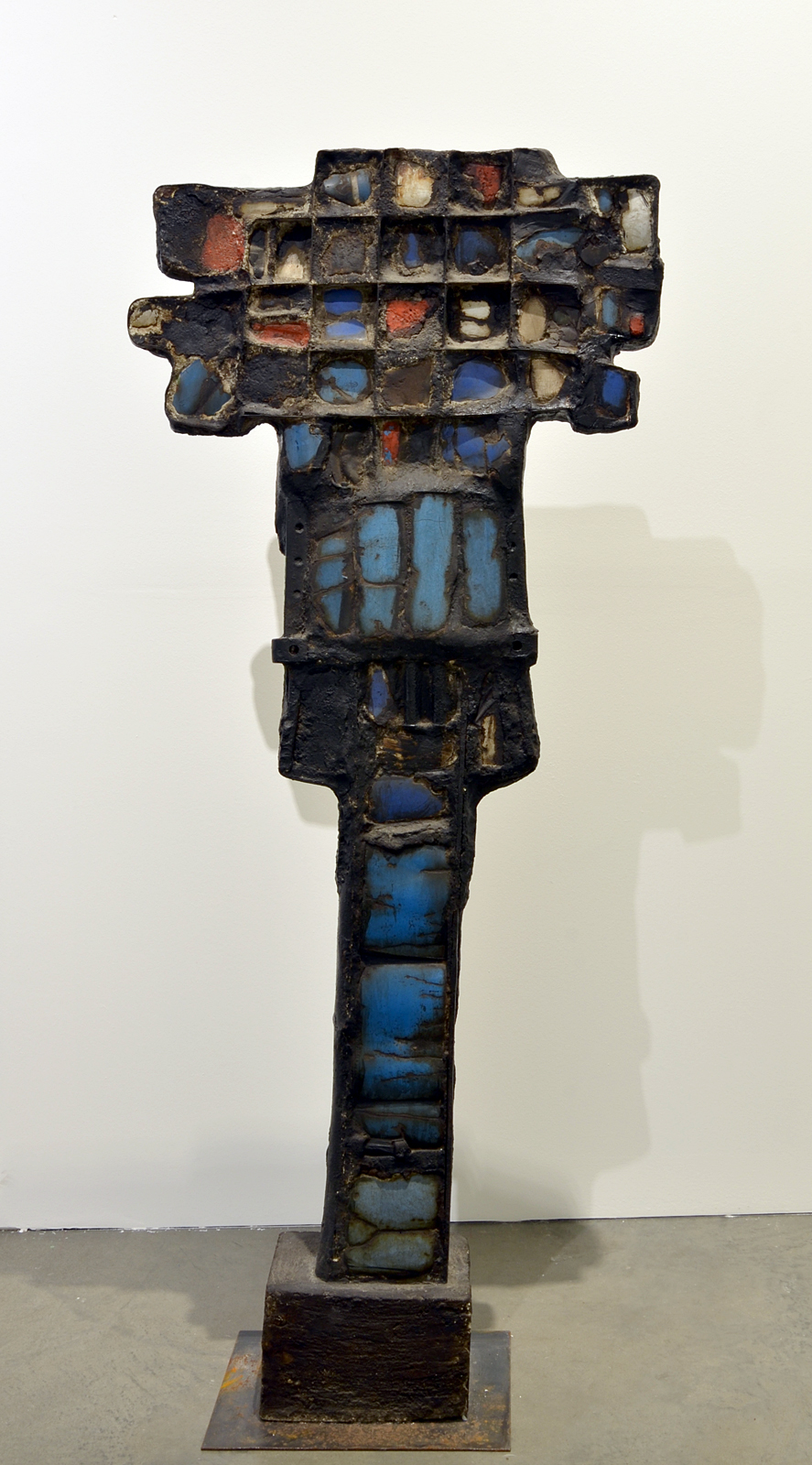
Totem (60. léta), Museum Kampa
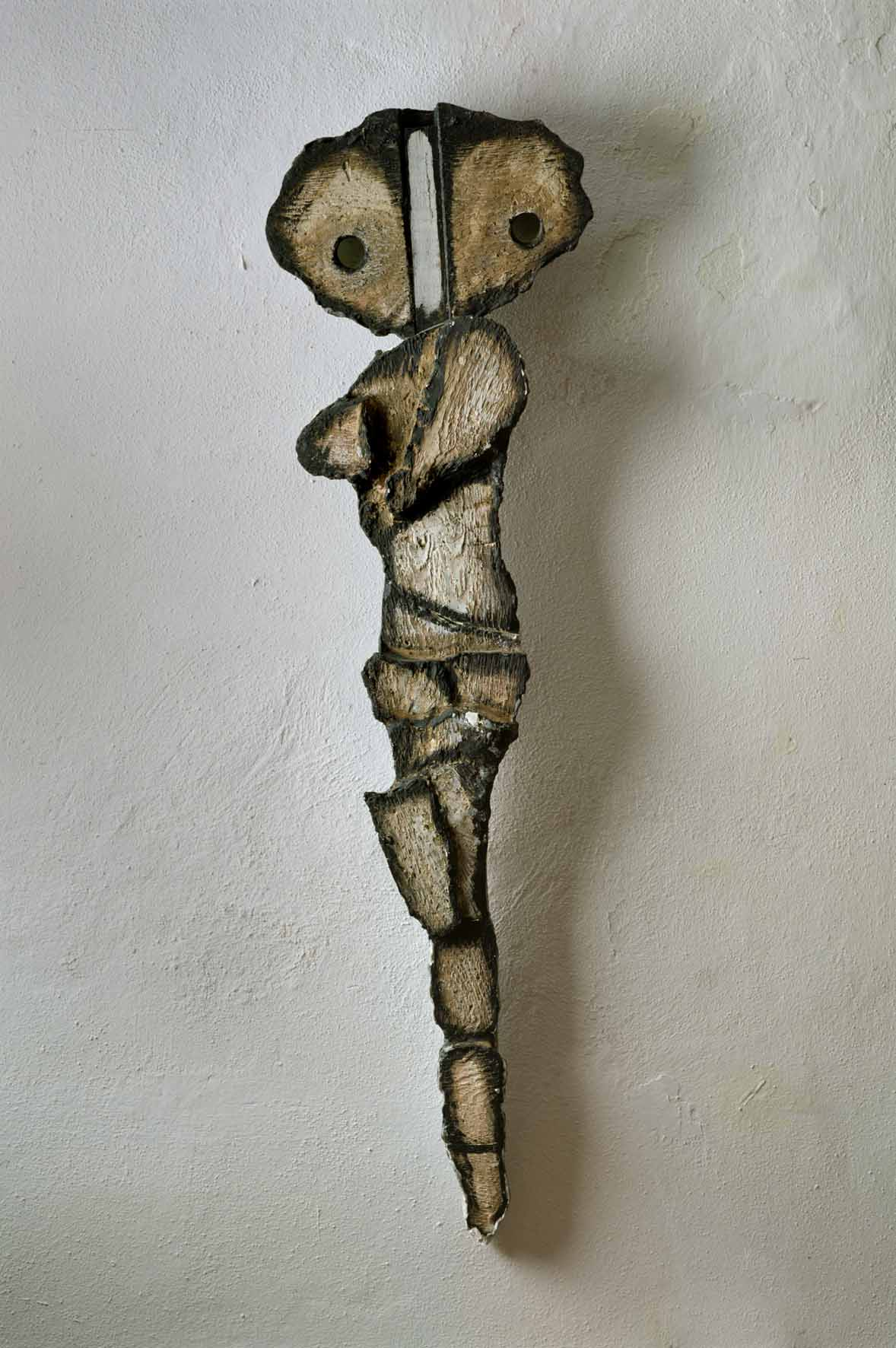
Lidský pulec (1967-1968), otisk dřeva, polychromovaná sádra, 120 cm
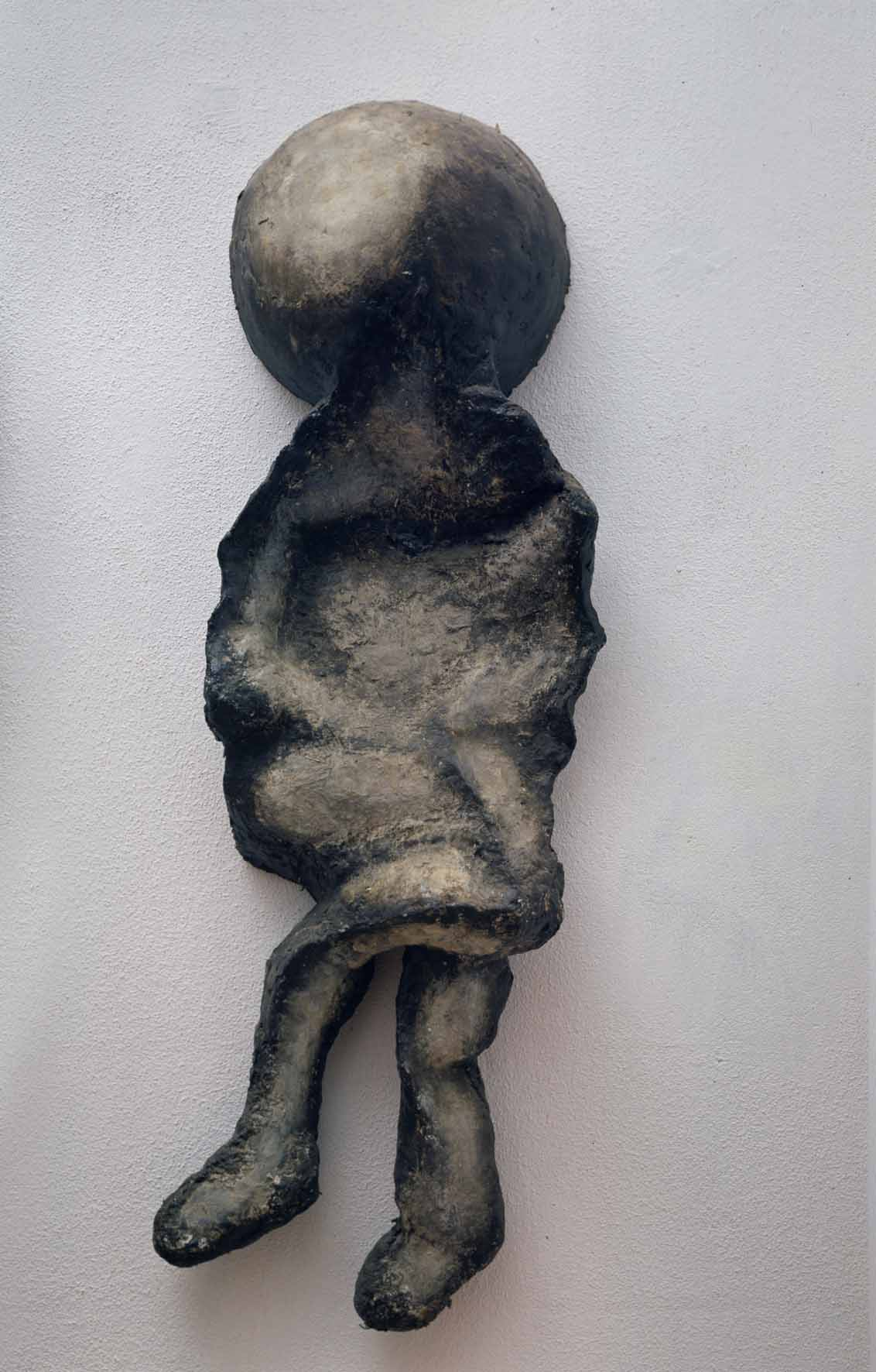
Mimozemské dítě (1982-1984), osinkocement, v. 122 cm

Krátce nato se naučila řezat plech plamenem a svařovat pomocí elektrod a vytvořila série barevných figur sešívaných jako prostorové koláže pomocí svářečského drátu z částí použitých a odhozených smaltovaných předmětů. Tvoří metodou taille directe a s výjimečným citem koloristy kombinuje červenou a modrou barvu s bílou, černou nebo šedou. Janoušková respektuje a zároveň využívá specifické vlastnosti nezvyklého materiálu, barevné akcenty, povrchové zdrsnění nebo oprýskání, kresbu žárem, párání plamenem i opětné sešívání drátem pomocí elektrického oblouku. Barevné smalty si uchovávají banálnost opotřebovaných předmětů, která sochařce vyhovuje a vytváří potřebné napětí. Pitvorný vzhled některých plastik evokuje lidové Morany, které děti vynášejí ze vsi koncem zimy jako symboly své radosti i strachu. Je vždy fascinována svými nálezy a kouzlo materiálu pro ni neztrácí přitažlivost. Zdánlivě mrtvou, nepotřebnou, odhozenou, rozpadající se, zničenou, zjizvenou a rozedranou hmotu probouzí ze spánku a v tvořivém procesu, spojením reálného s imaginárním, vytváří novou kvalitu.

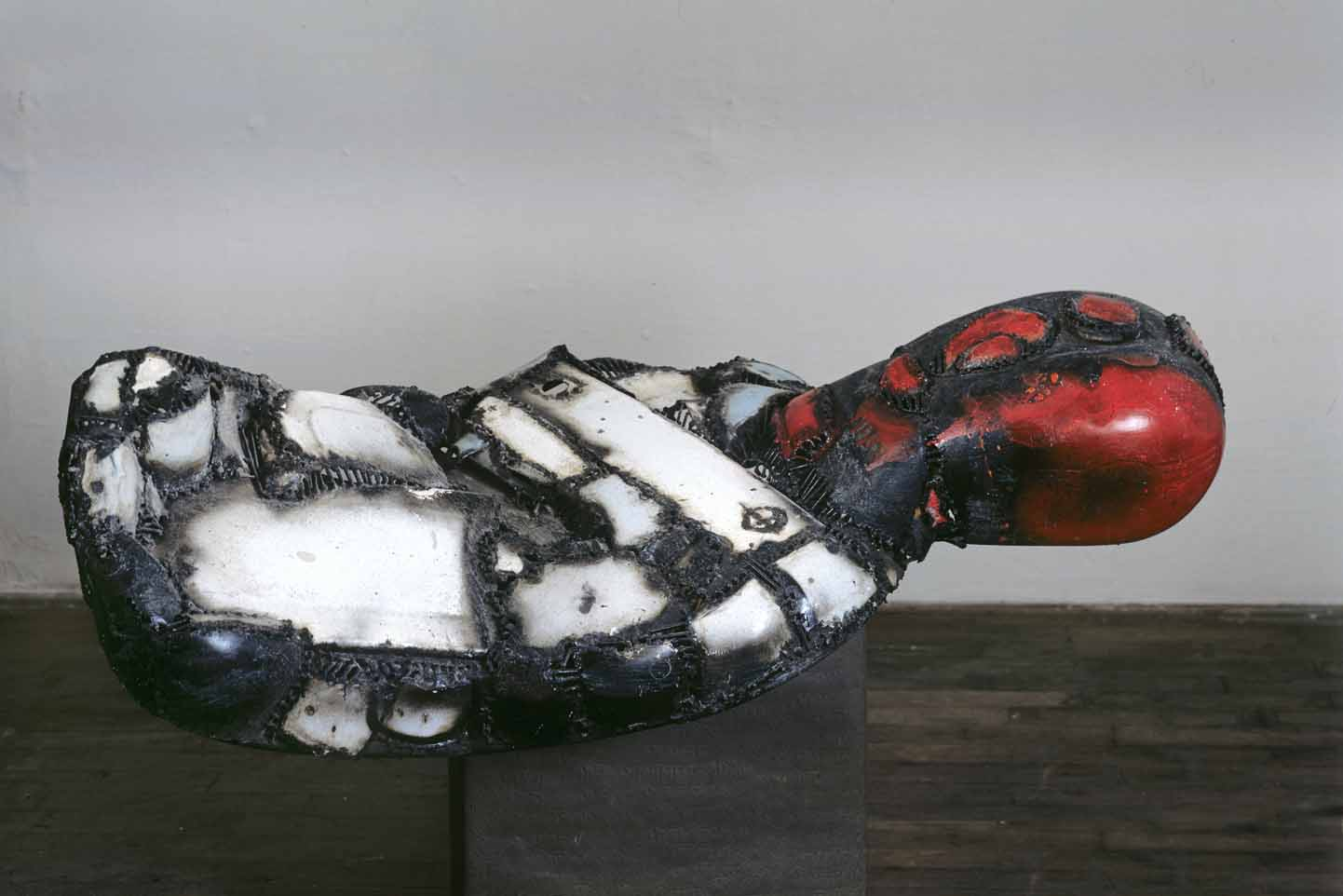
Schýlená postava (1972), svařovaný smalt
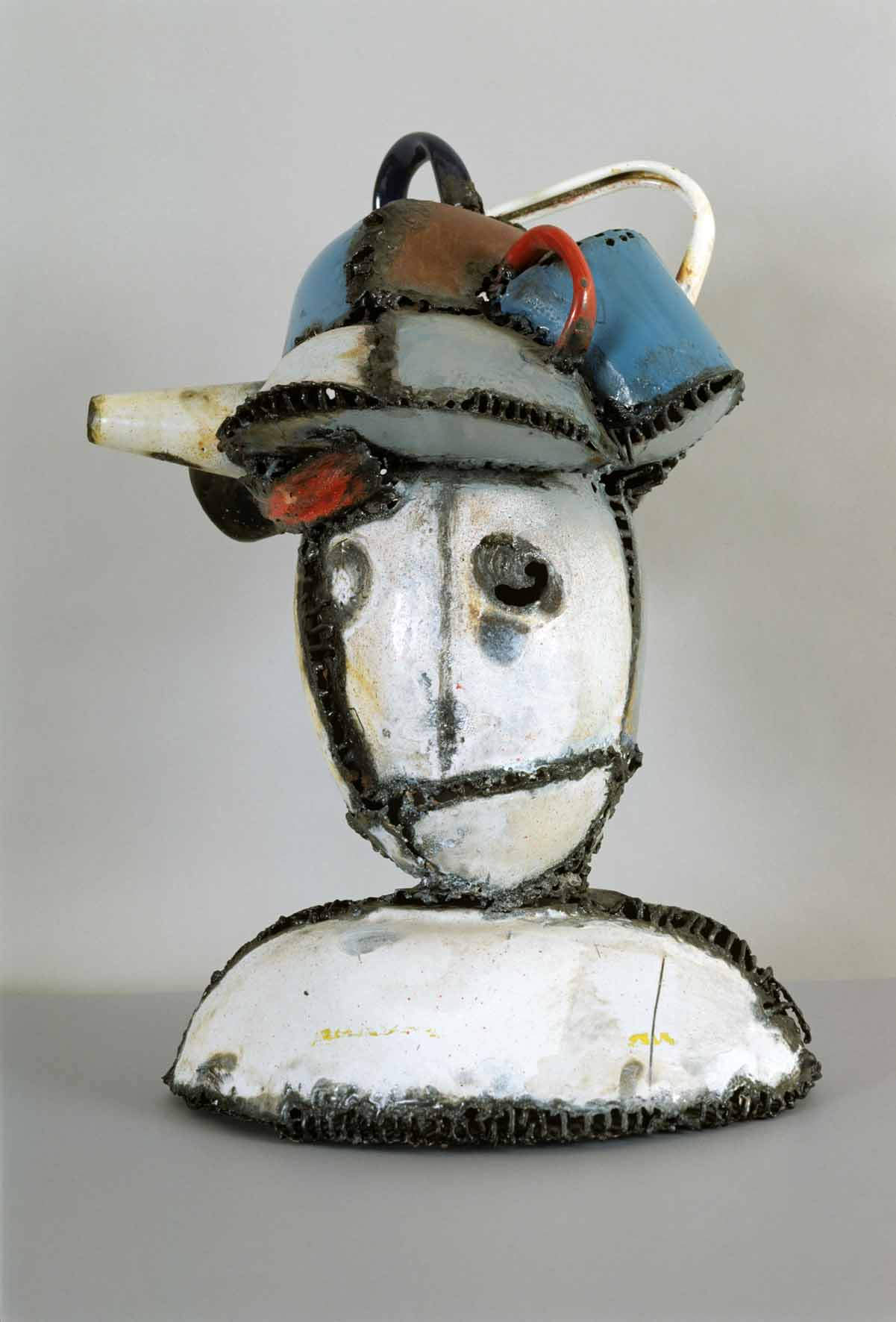
Ušatá hlava (1975), svařovaný smalt, v. 48 cm
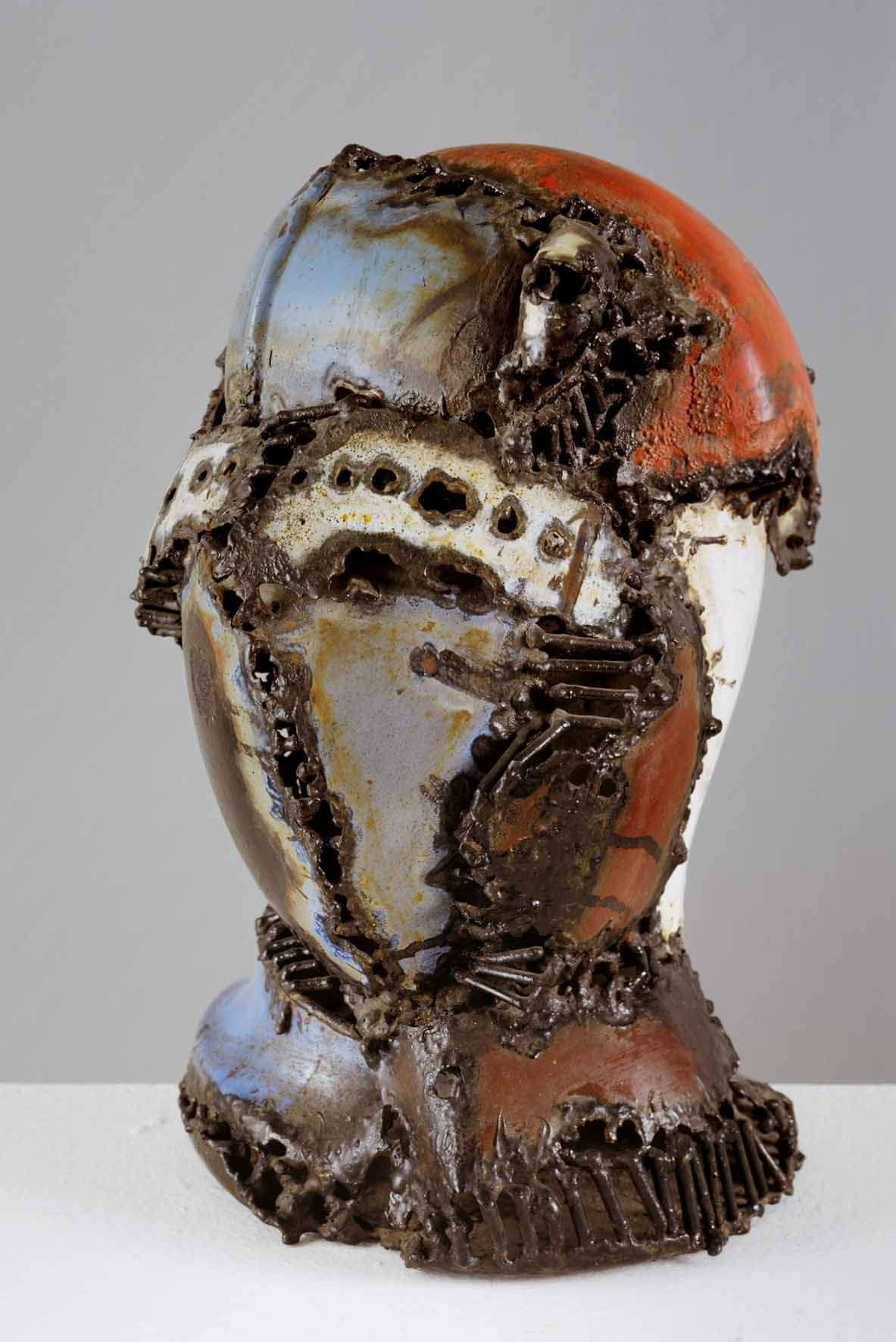
Hlava (1986), svařovaný smalt, v. 30 cm
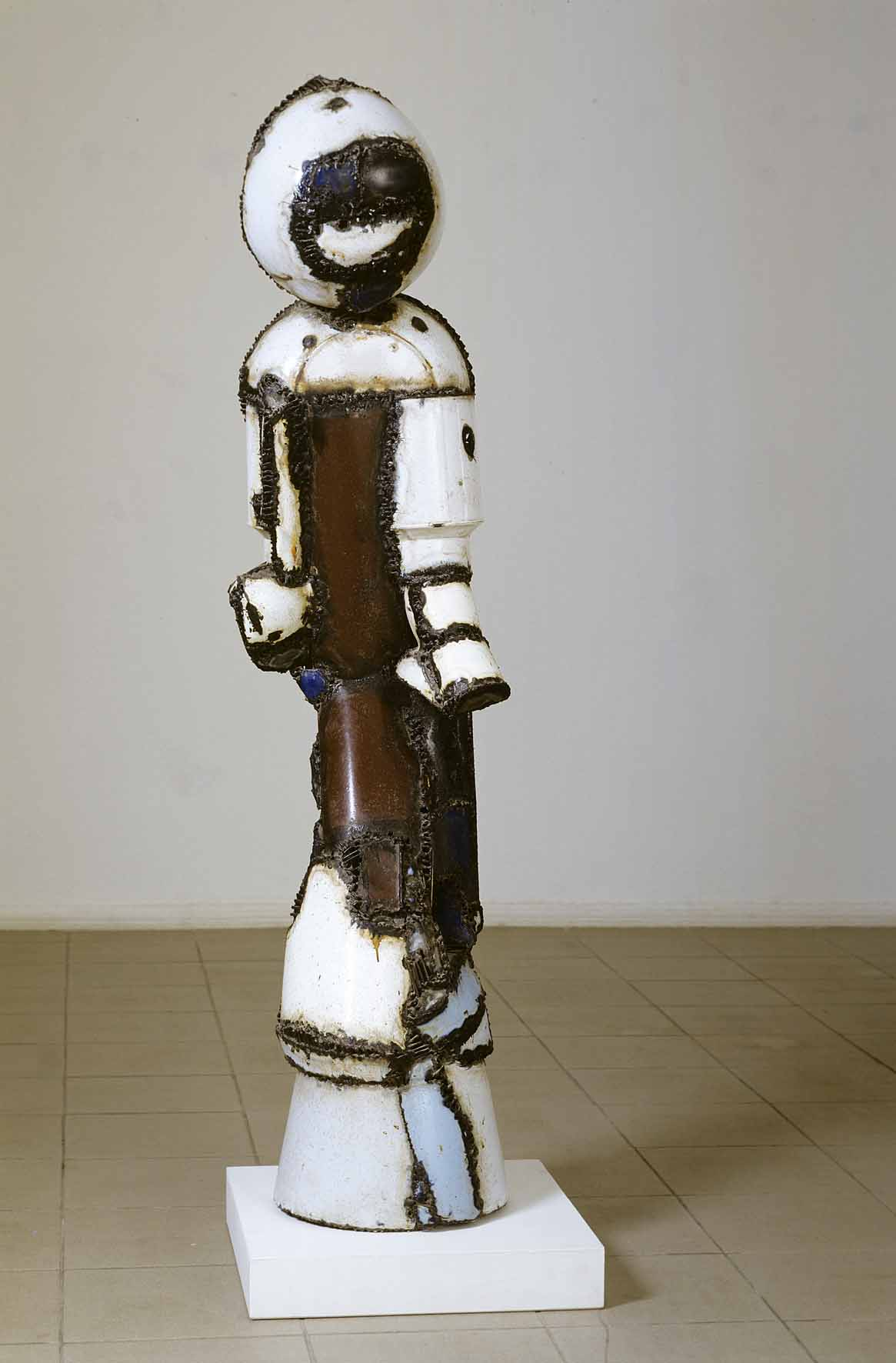
Postava (1978), svařovaný smalt
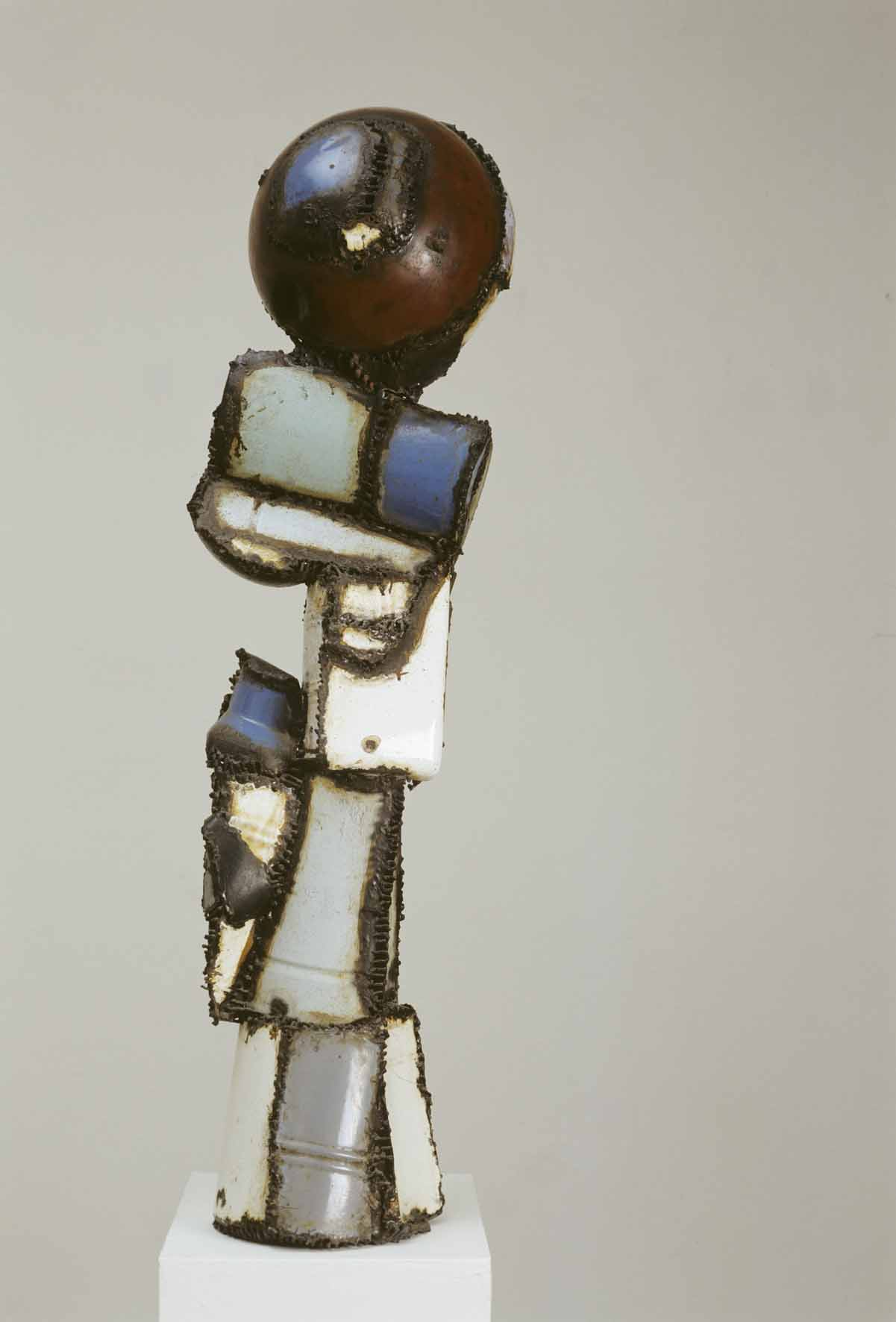
Postava (1980), svařovaný smalt, v. 107 cm

Figury nejsou přetíženy osudovými obsahy a zachovávají si lidský neheroický rozměr. Výsledná hlava, busta nebo postava je sestavena s lehkou ironií, ale groteskní vzhled nese vážné sdělení. Banální materiál pocházející ze smetiště je použit překvapivým způsobem, uchovává si silnou fyzickou přítomnost a vytváří nečekaný vztah původního a nového smyslu věcí. Konečná asambláž, která povyšuje použitý materiál do svrchované estetické roviny, působí dojmem drahocennosti. Její sochy jsou groteskní a veselé, ale i důstojné a z určitého pohledu i tragické, mají absurdní a trochu ironizující monumentalitu. Janouškové se přitom daří vnutit monumentálnímu tvaru velmi osobní až intimní obsah. Neklasické spojování materiálu, při kterém se švy nezahlazují, ale naopak zvýrazňují a tematizují je odkazem k tradiční ženské činnosti zašívání a nabízí i hlubší význam jako metafora scelování ran a trhlin na těle a na duši.
Nejznámější a nejvíce oceňovaná figurální tvorba Věry Janouškové je reflexí její tíživé sociální situace a osobních emocí v 70. a 80. letech, kdy ve vynucené izolaci bez možnosti vystavovat žila velká část její generace (Černý anděl, osinkocement, 1969). Na počátku 70. let vytvořila ojedinělé, ale emocionálně silné figurální sochy ze smaltovaných plechů (Schýlená postava). Sochu Anděl pro Vitíka (1972) začala svařovat v době jeho těžké nemoci a dokončila až po smrti Aloise Vitíka. Figury obestírá smutek, sváry připomínají zranění, ale i přes nachýlení postavy stále stojí a poskytují jistou naději. Od poloviny 70. let mají její svařované sochy trojrozměrný objem, dynamickou stavbu a suverénní sochařské kvality. Samotný materiál, ze kterého jsou sestaveny, jim při zachování objemu propůjčuje jisté odlehčení. Labilní postoj torzálních soch je vyvážen kontrapostem. Figury jsou členité a nejednoduché, stažené do sebe, ale zachovávají si lidskou důstojnost a rezistenci. Vedle soch v životní velikosti vzniklo i množství menších soch, ve kterých převažuje spíše hravost a uvolněnost.

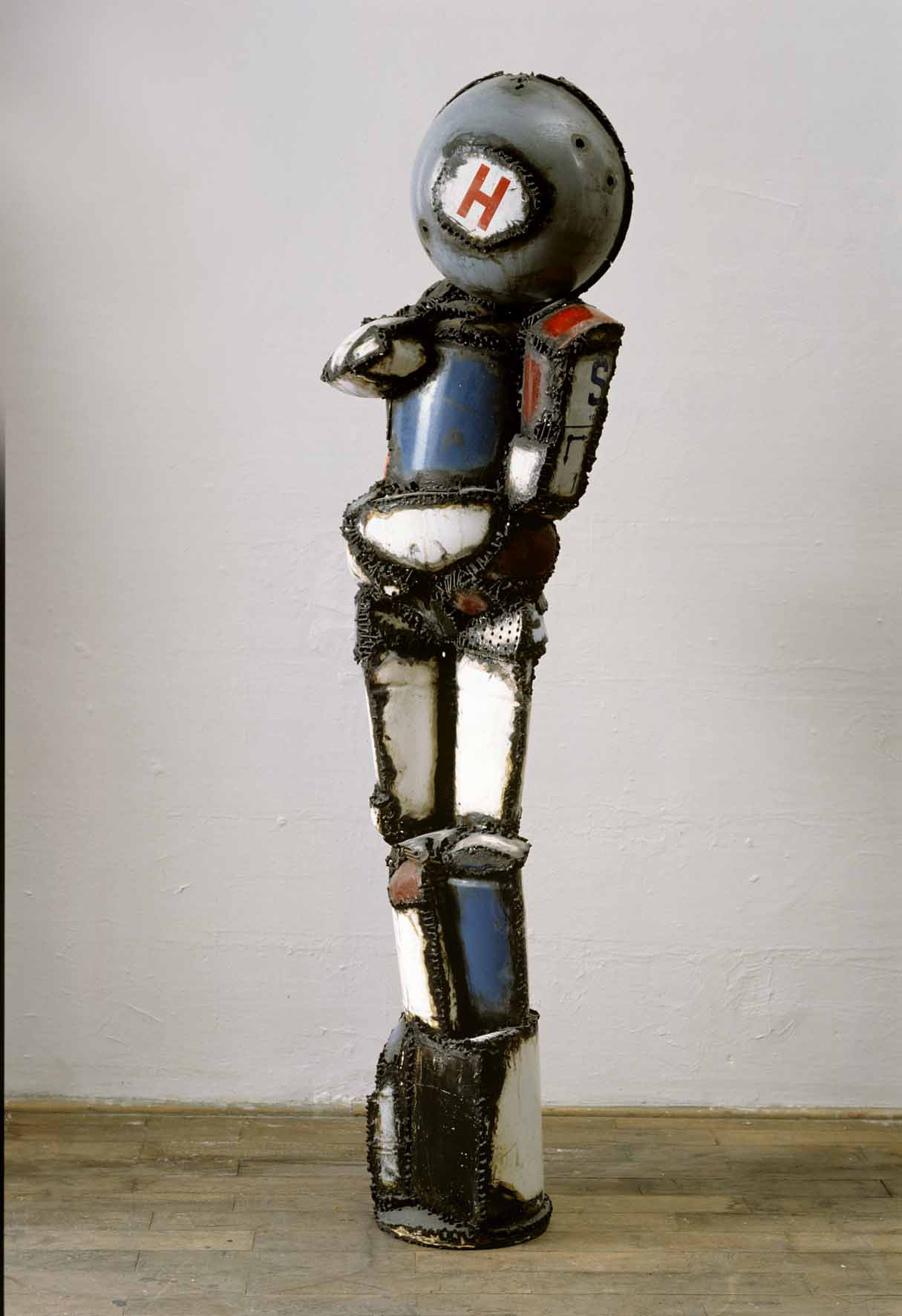
Figura s písmeny (1984)
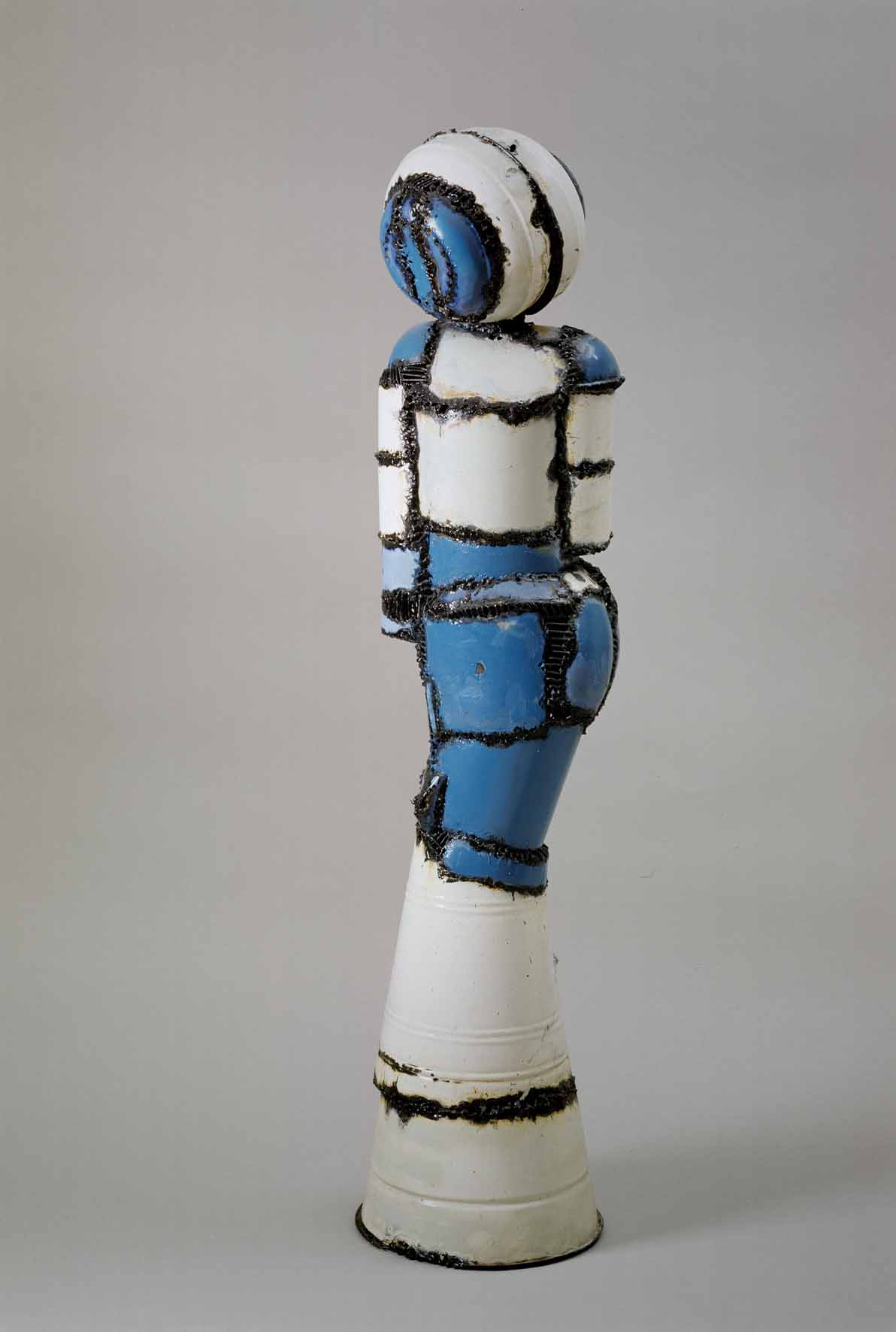
Štíhlá postava (1985), svařovaný smalt, v. 139 cm
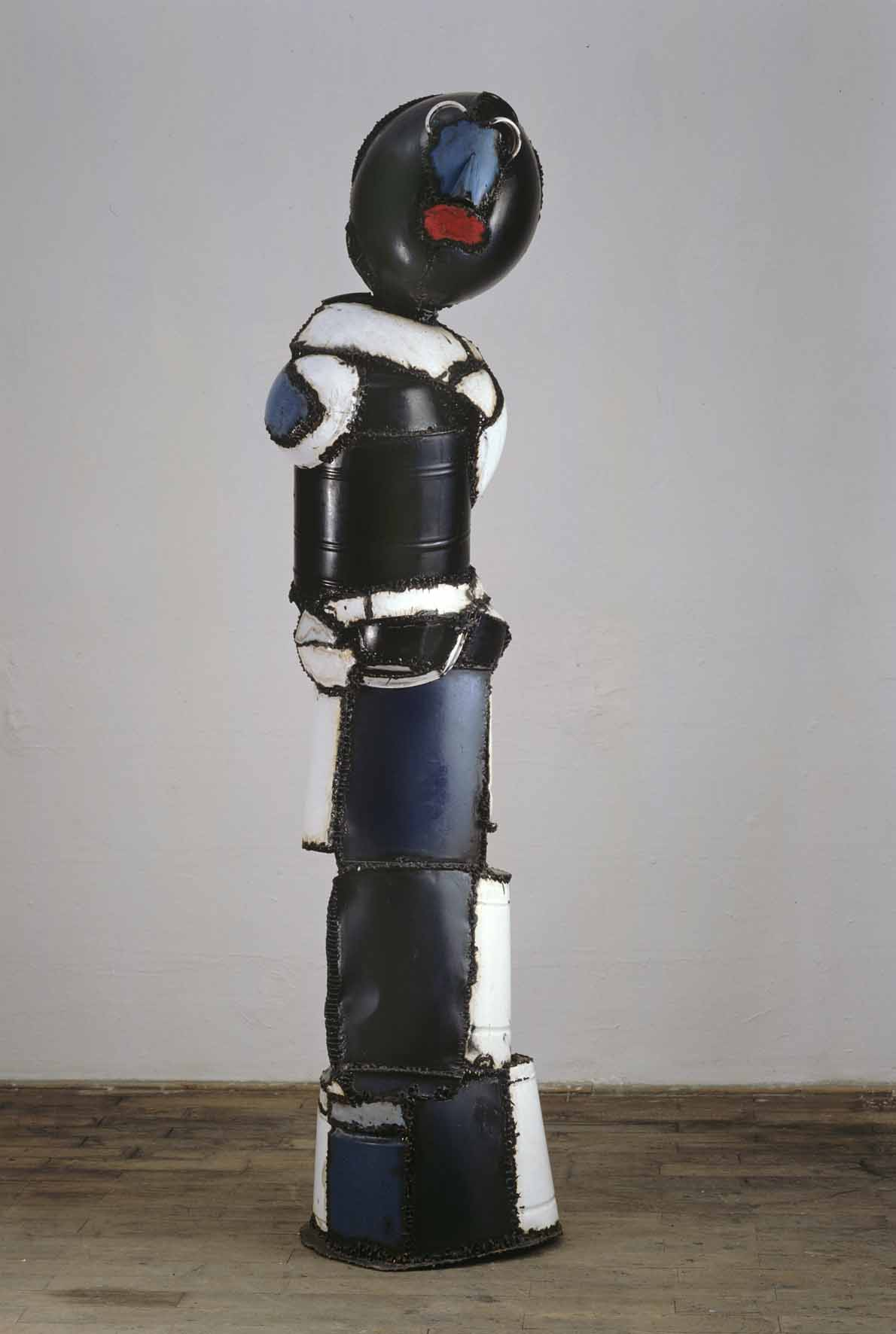
Postava do S (1988), svařovaný smalt, v. 175 cm
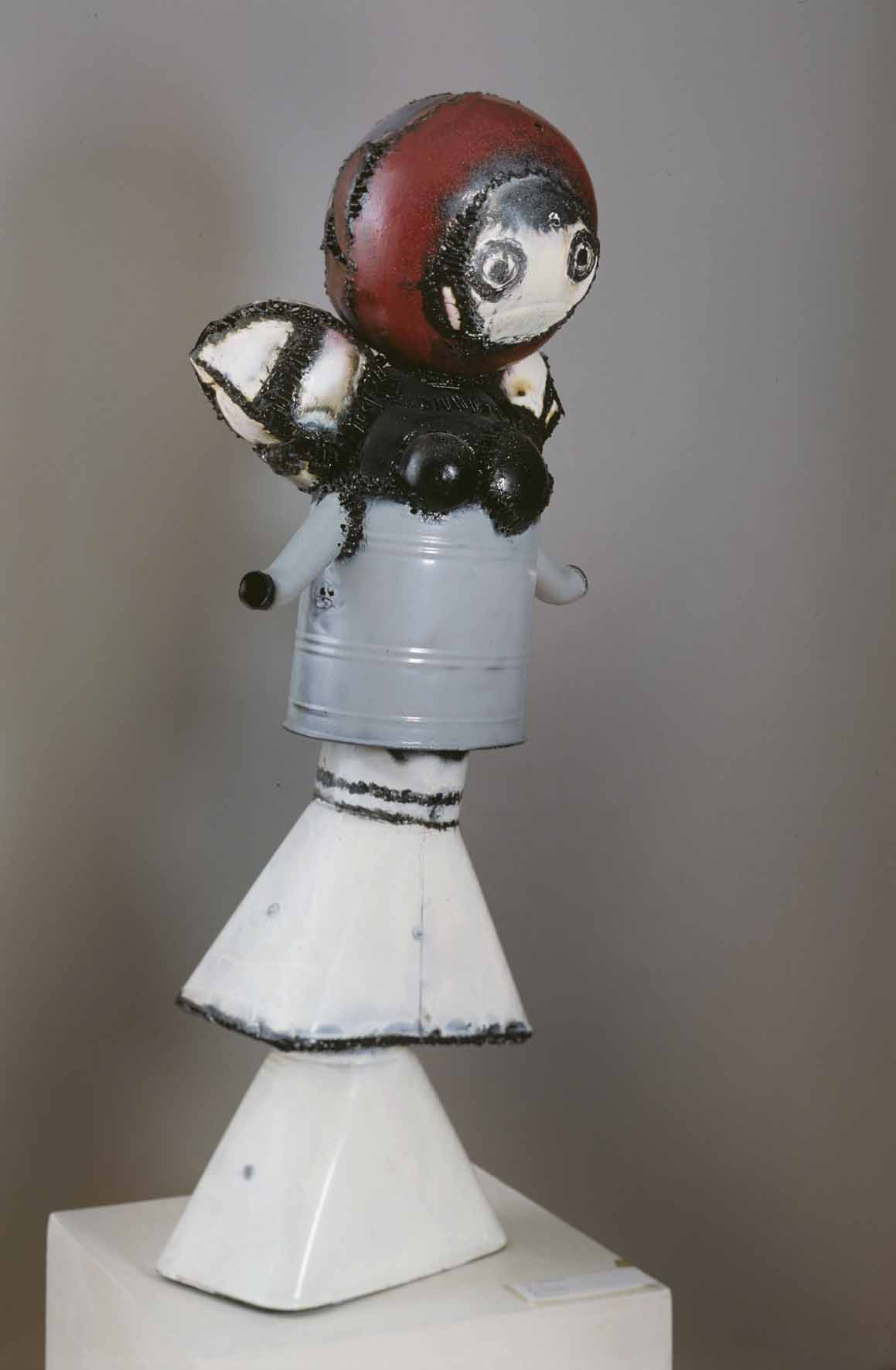
Překvapený andílek (1989-1990), svařovaný smalt, v. 120 cm
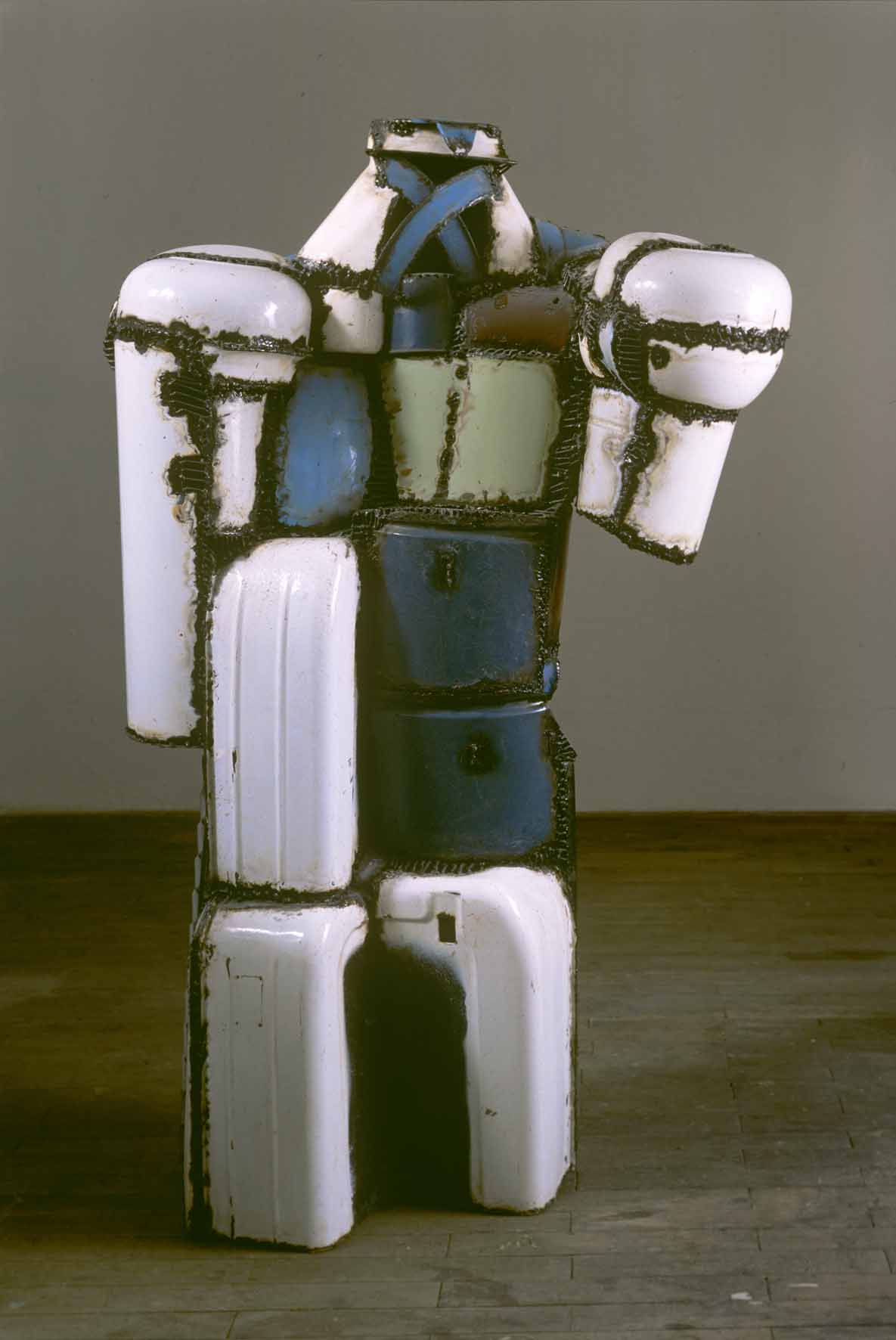
Roucho (1990), svařovaný smalt, v. 130 cm

I když samotné sochy charakterizuje nahodilost a hravost, improvizace s použitým materiálem a často určitá nedokončenost ponechávající prostor pro fantazii, vždy se jedná o tvorbu vážnou a autorka rozhodně odmítala, že by vědomě tvořila věci groteskní nebo humorné. V 80. letech se v jejích sochách odráží pocit životní tíže a úzkosti a místo scelování jsou spoje dílů spíše jizvami - stále zřetelnějšími a rušivějšími stopami snahy vrátit život, plnost a jednotu z nenávratna. Vrací se tak existenciální pocit, charakteristický pro život v komunistickém režimu na přelomu 50. a 60. let.
Zvláštní část její tvorby tvoří svařované objekty z bílého smaltovaného plechu, kde větší nečleněné plochy bez zdůrazněného detailu působí jako plošný reliéf a jsou protějškem jejích koláží (Bílý reliéf, 1984, Košilka, 1988, V koupelně).
Ojedinělé jsou v její tvorbě kovové sochy dokončené výraznou červenou barvou a sestavené z kovového odpadu, někdy zpevněné sádrou a obvazem (Červená hlava, 1970, Venkovský hoch, 1980, Žena u stroje, Okřídlená postava, 1986, Rudá postava, 1994).

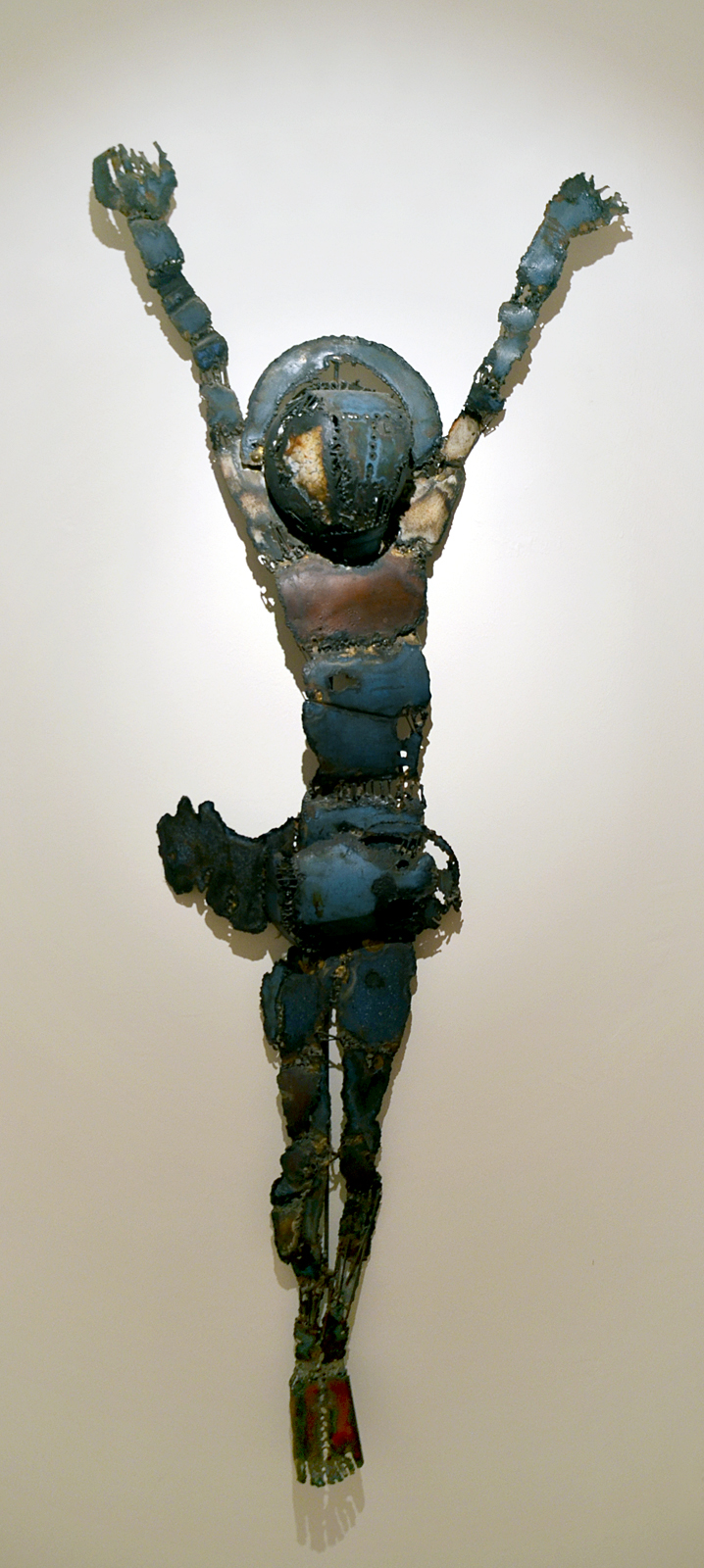
Ukřižování, Museum Kampa
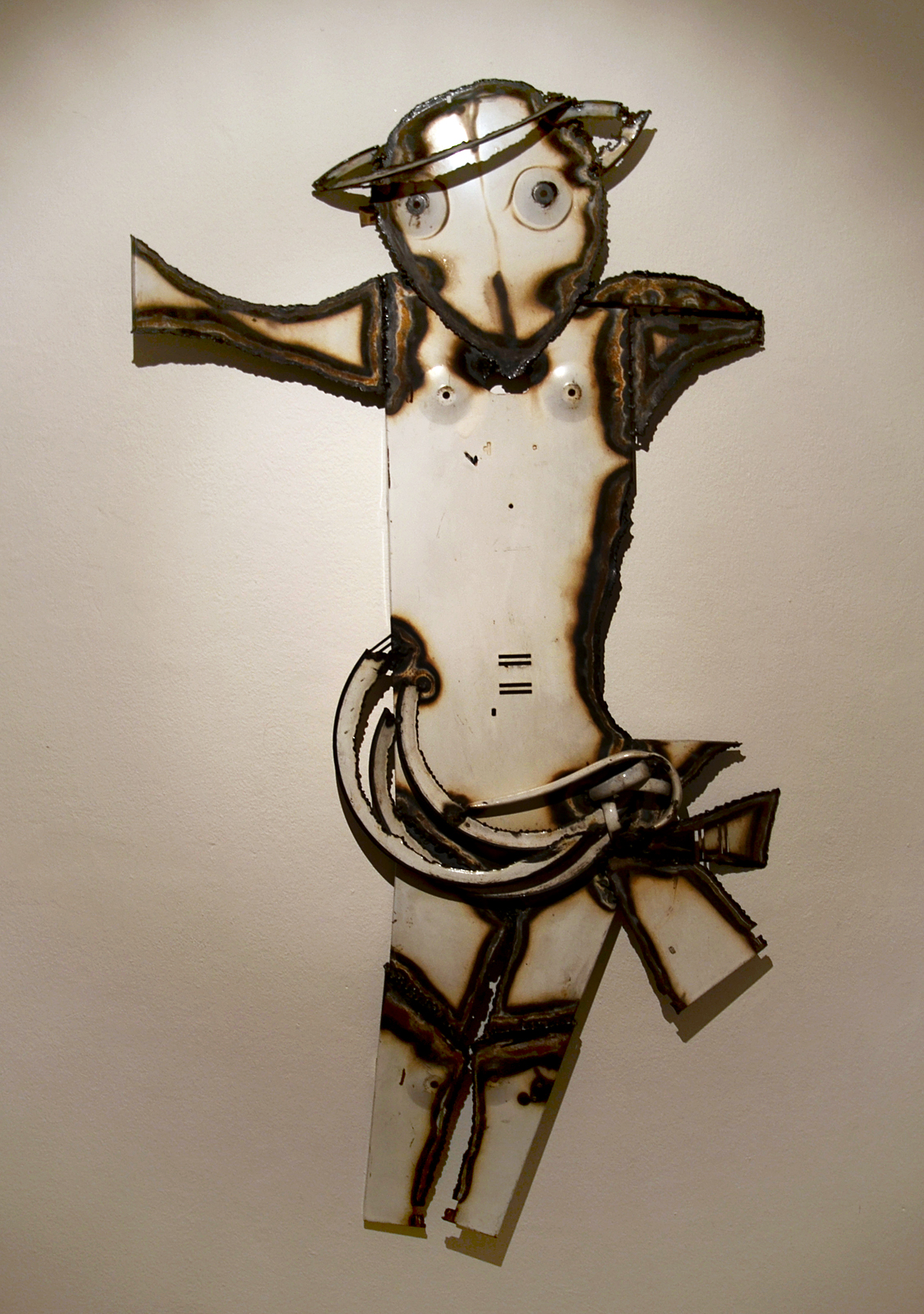
Kristus z Karlova náměstí, 1989-1990, Museum Kampa
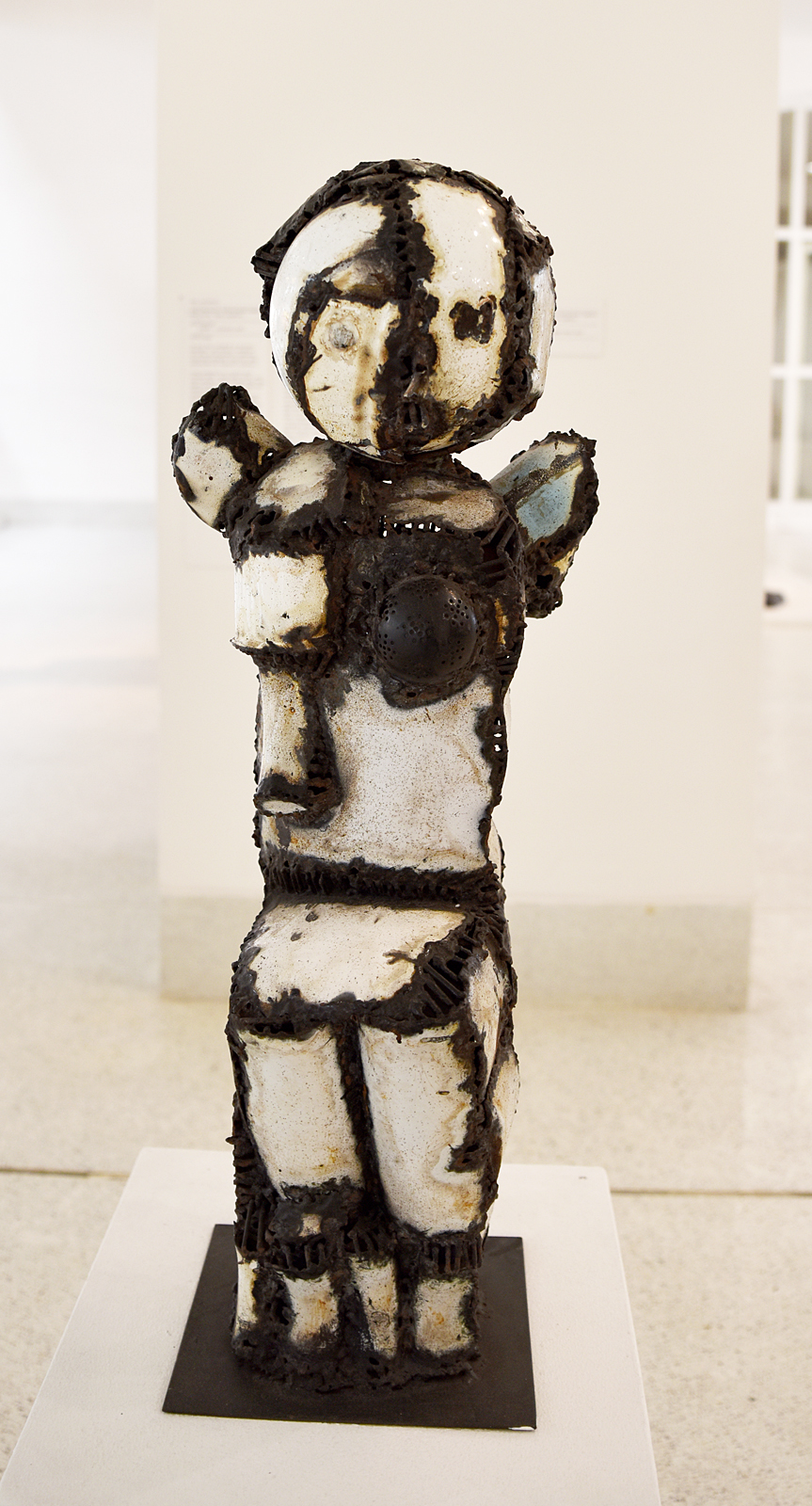
Anděl, 1976, Národní galerie Praha
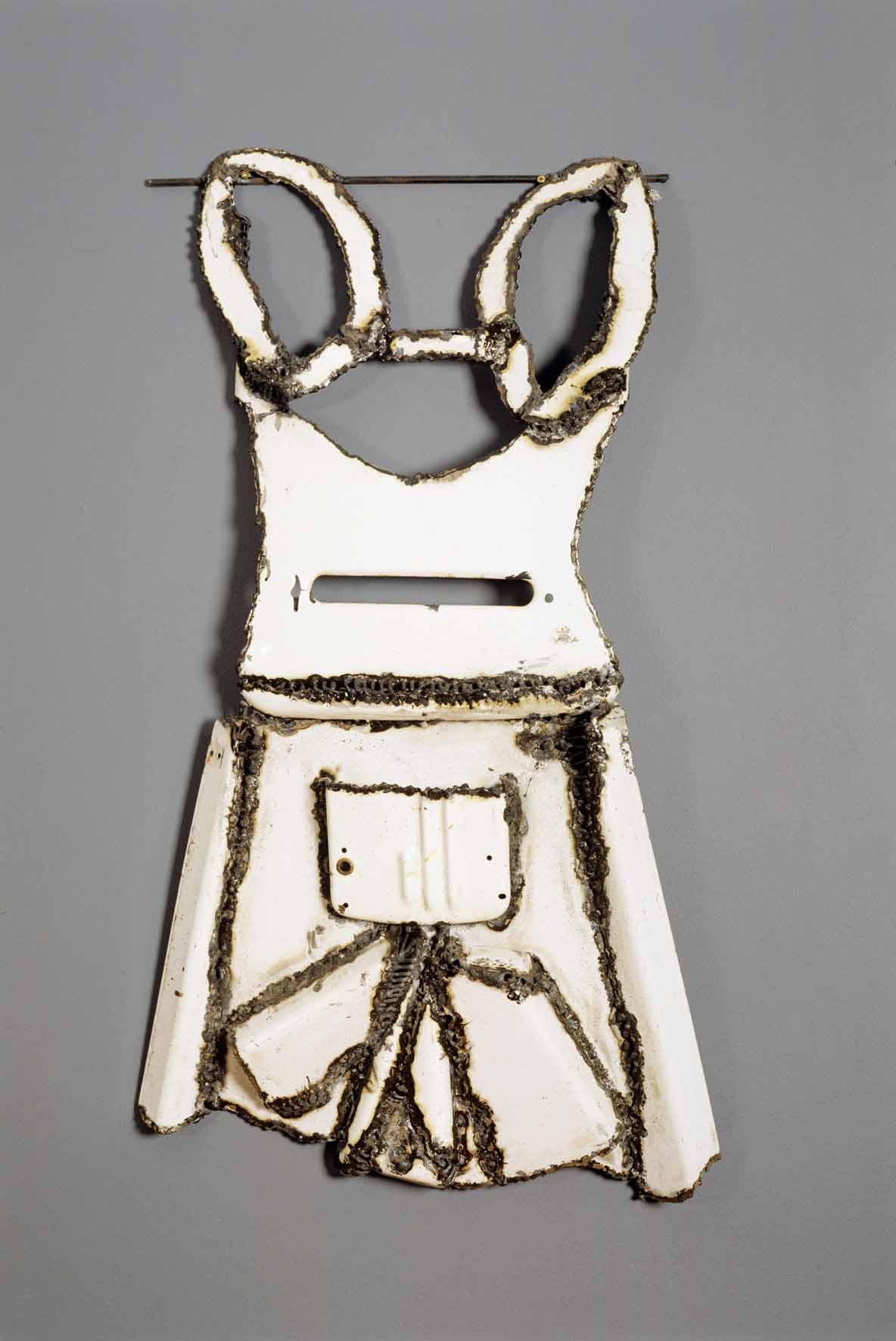
Košilka 2 (1988, 1995), svařovaný smalt, v. 95 cm
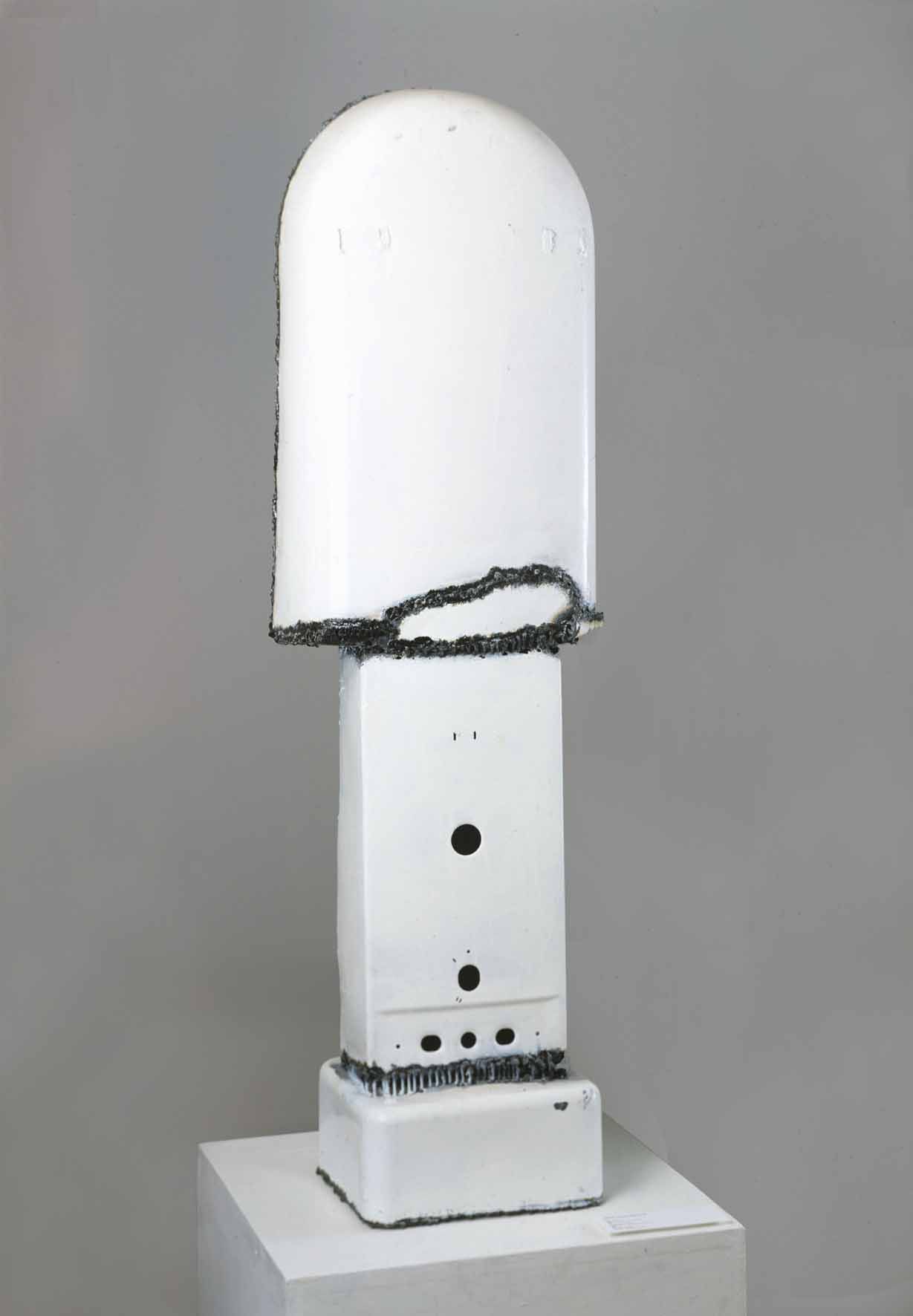
Bílý totem (80. léta), svařovaný smalt, v. 124 cm
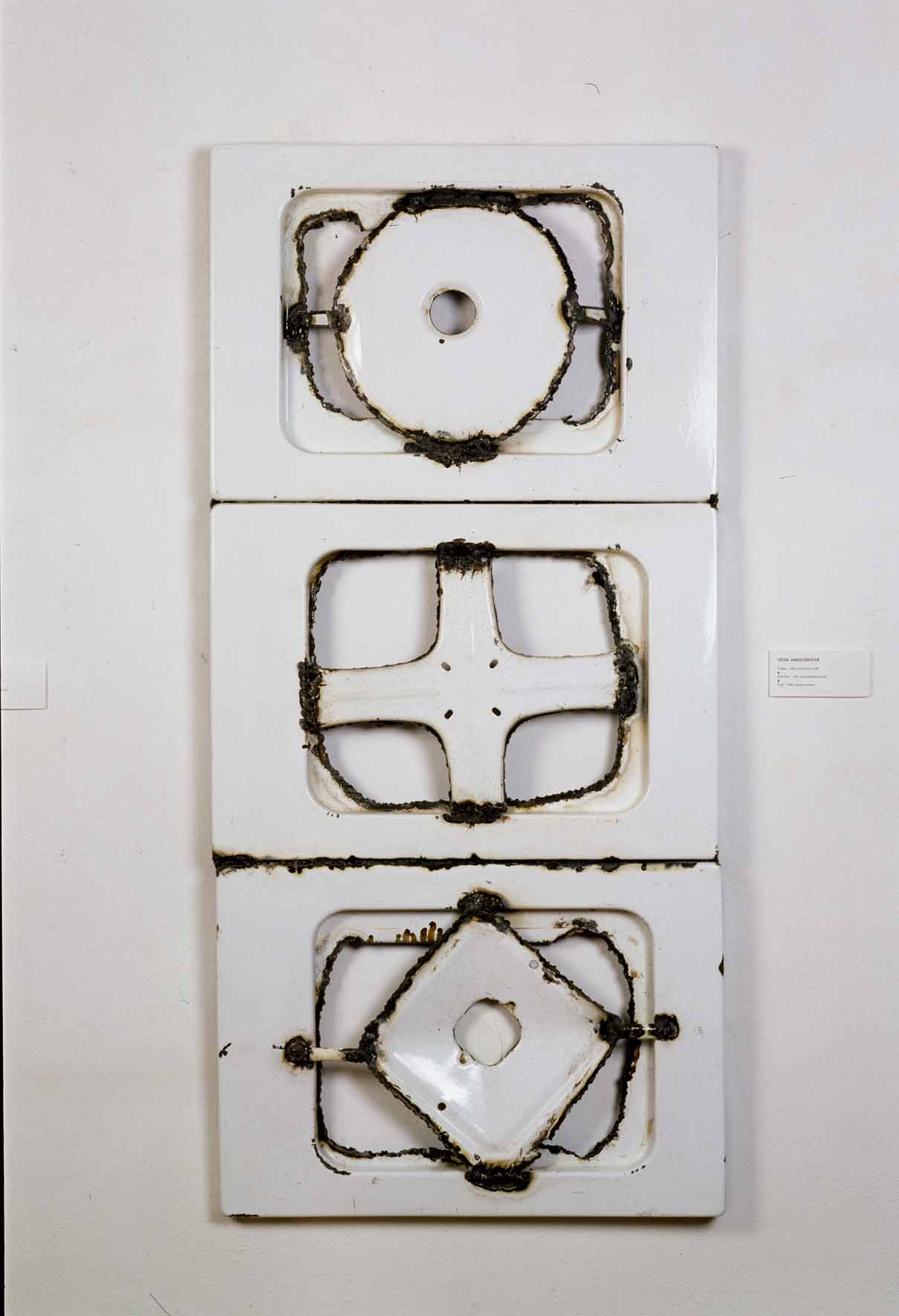
Znaky (1989), svařovaný smalt, v. 127 cm
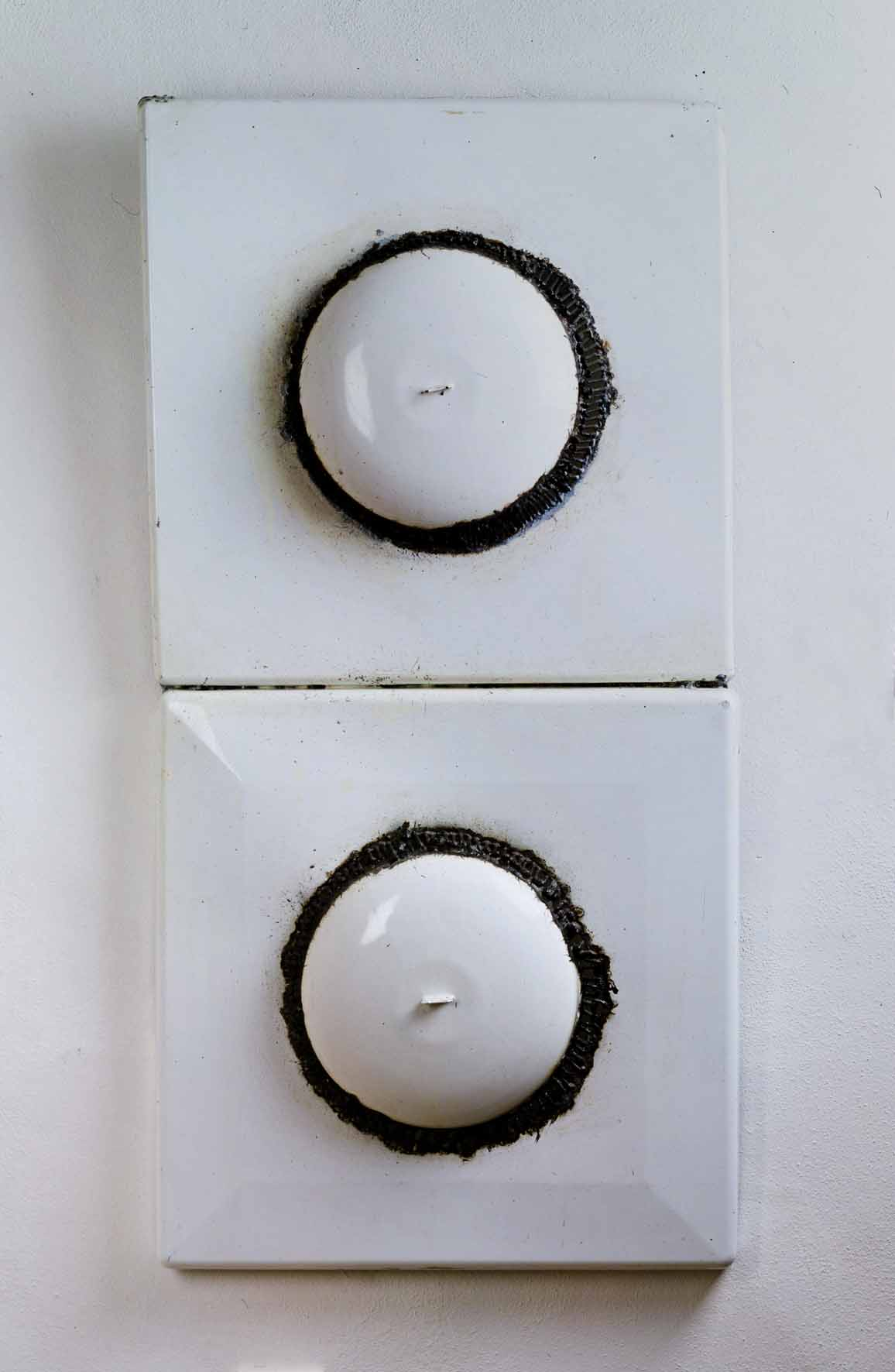
Tajemství (1991), svařovaný smalt, v. 102 cm
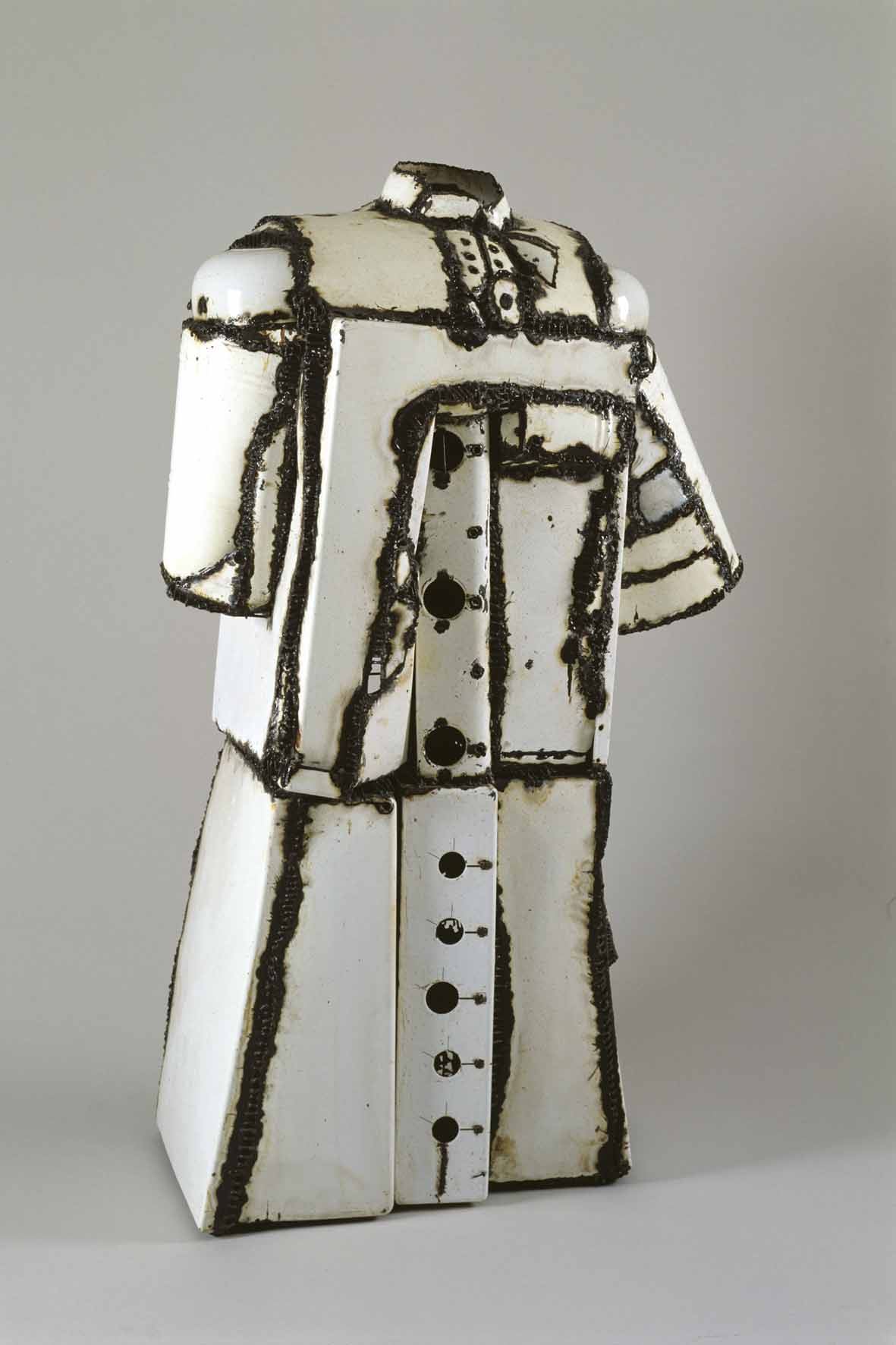
Bílý kabát (1990-1992), svařovaný smalt, v. 127 cm
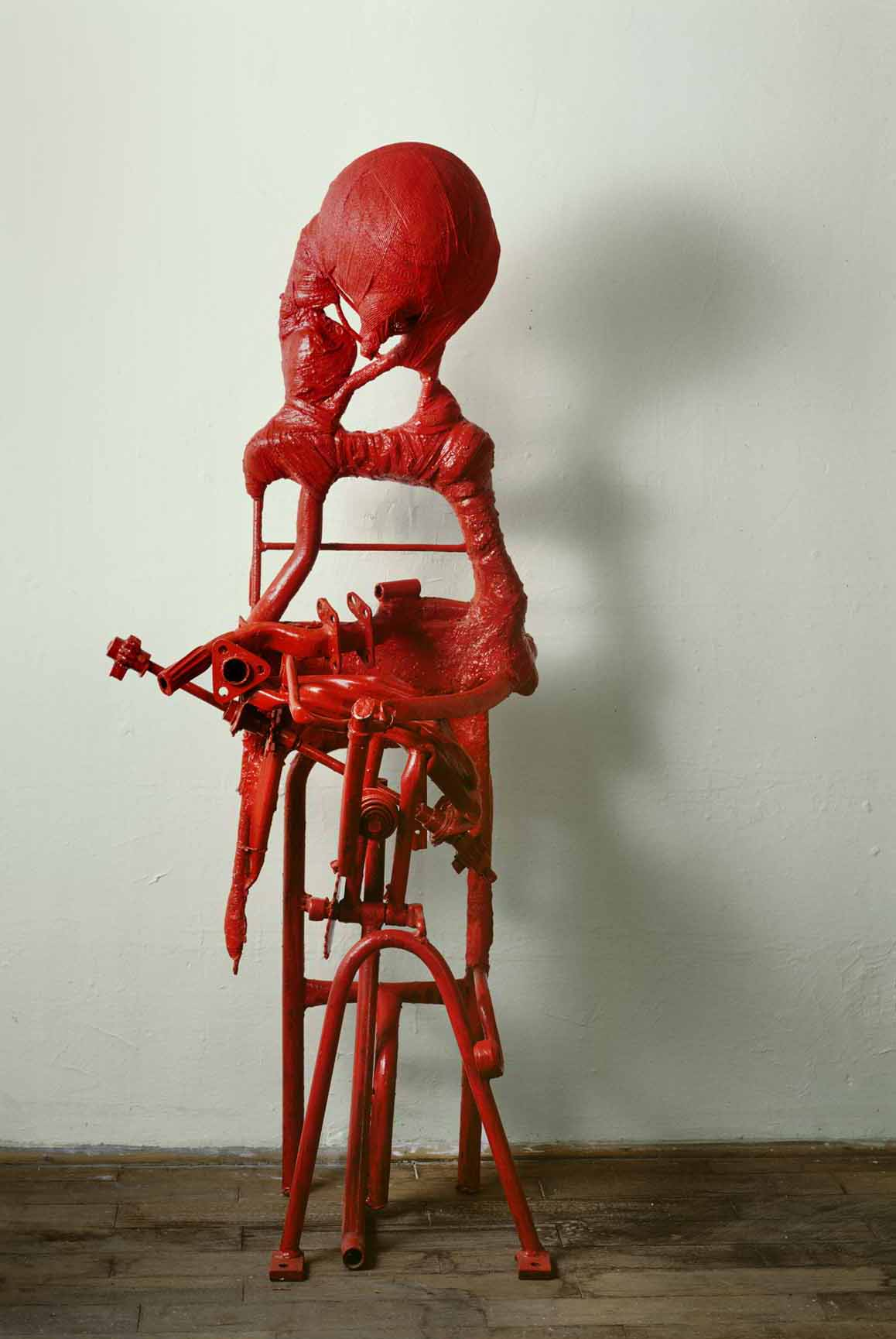
Žena u stroje (1986)
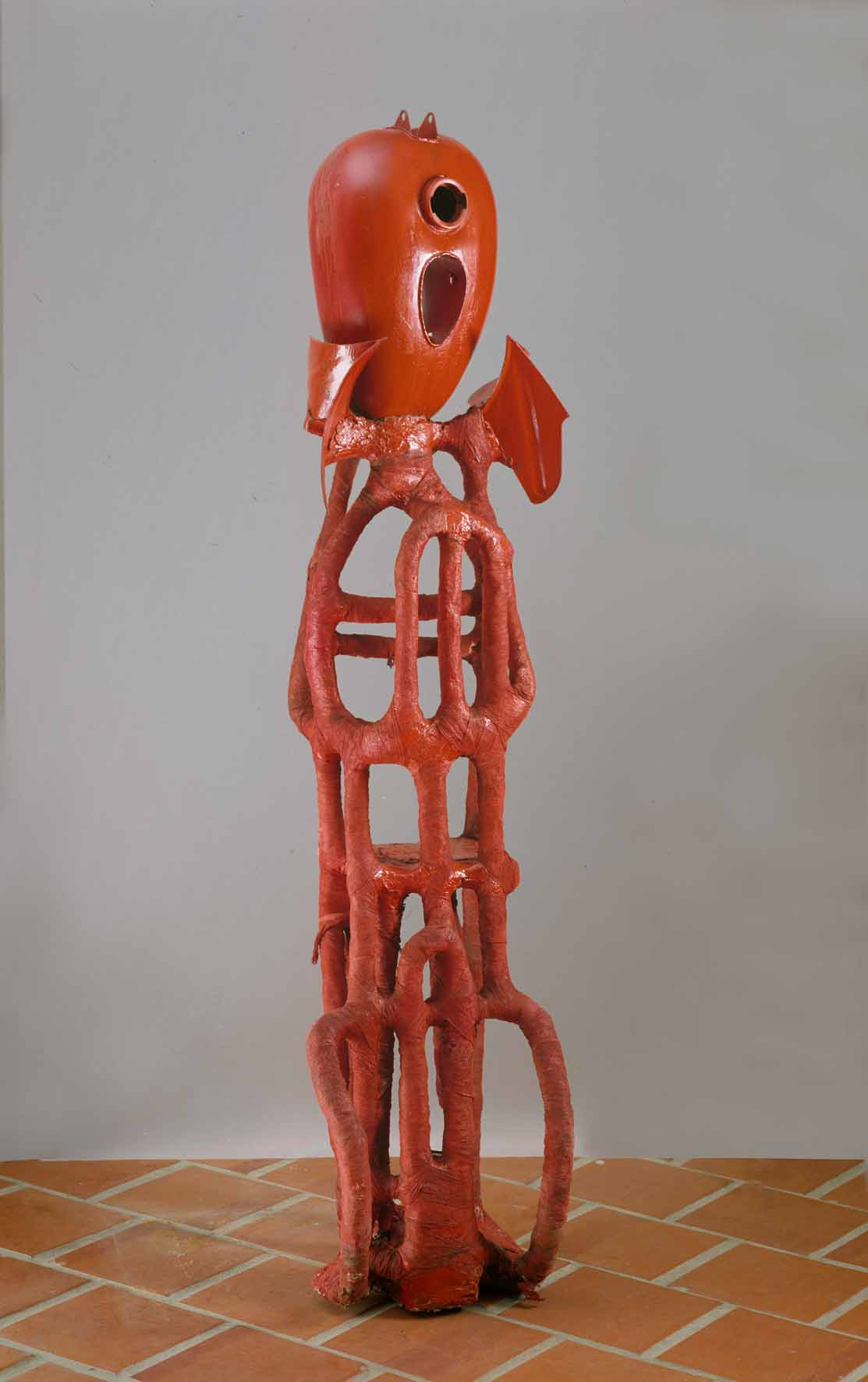
Rudá postava (1994), kombinovaná technika, v. 178 cm

Věra Janoušková zanechala jednu z nejoriginálnějších stop v českém sochařství druhé poloviny 20. století a její dílo je ojedinělé i v širším než pouze českém kontextu. Významné  místo Janouškové v historii moderního sochařství je vnímáno i v zahraničí.

### Obrazy a koláže
První rozměrné figurální koláže, sestavené z útržků papíru, jsou datovány už koncem 50. let (Figura, Silueta, 1959). Kolážované obrazy představují svébytnou část tvorby Věry Janouškové, ale vznikly patrně z nedostatku vhodného sochařského materiálu nebo času, jako plastické skládané sochy, jejichž frontalita byla dovedena do důsledků. Po okupaci roku 1968, ztrátě možností vystavovat a nuceném odchodu obou manželů do ústraní se Věra Janoušková přechodně věnovala převážně pracím na papíře.
Od 70. let až do roku 2010 jsou figurální papírové koláže originální a důležitou součástí tvorby Věry Janouškové. Předcházela jim inspirující výstava Koláž v českém výtvarném umění (GVU Havlíčkův Brod, 1969) a obeznámení s dílem Kurta Schwitterse, ale bezprostředním důvodem byla únava a potřeba odpoutat se od sochařské tvorby a zkusit něco jiného. I zde přetrvala potřeba plastického tvaru a Janoušková již od počátku při jejich tvorbě využívá kombinace nejrůznějších postupů včetně frotáže, propalování, trhání a kresby, útržky papírů vrství nebo muchlá až do tvaru nízkého reliéfu. Podle slov autorky se sice "technicky jedná o koláže, ale projektem je to plastika". Přestože načas opouští kresbu, zasahuje do koláží tužkou i štětcem a zdůrazňuje tak nový význam. Barevnost koláží představuje podvědomou touhu malovat. Tehdy vzniklo také několik osinkocementových figurálních plastik s povrchem pokrytým papírovou koláží a kresbou (Polepené torzo, 1971, Polepené tělo, 1972). Janoušková modelovala figury nikoli jako samostatná díla, ale pouze jako konstrukční podklad koláží. Nakreslené nebo z papíru vystřižené díly vypadají jako to, co skutečně z figury zbylo, zatímco podklad zůstává jen jakousi iluzí skutečného těla.

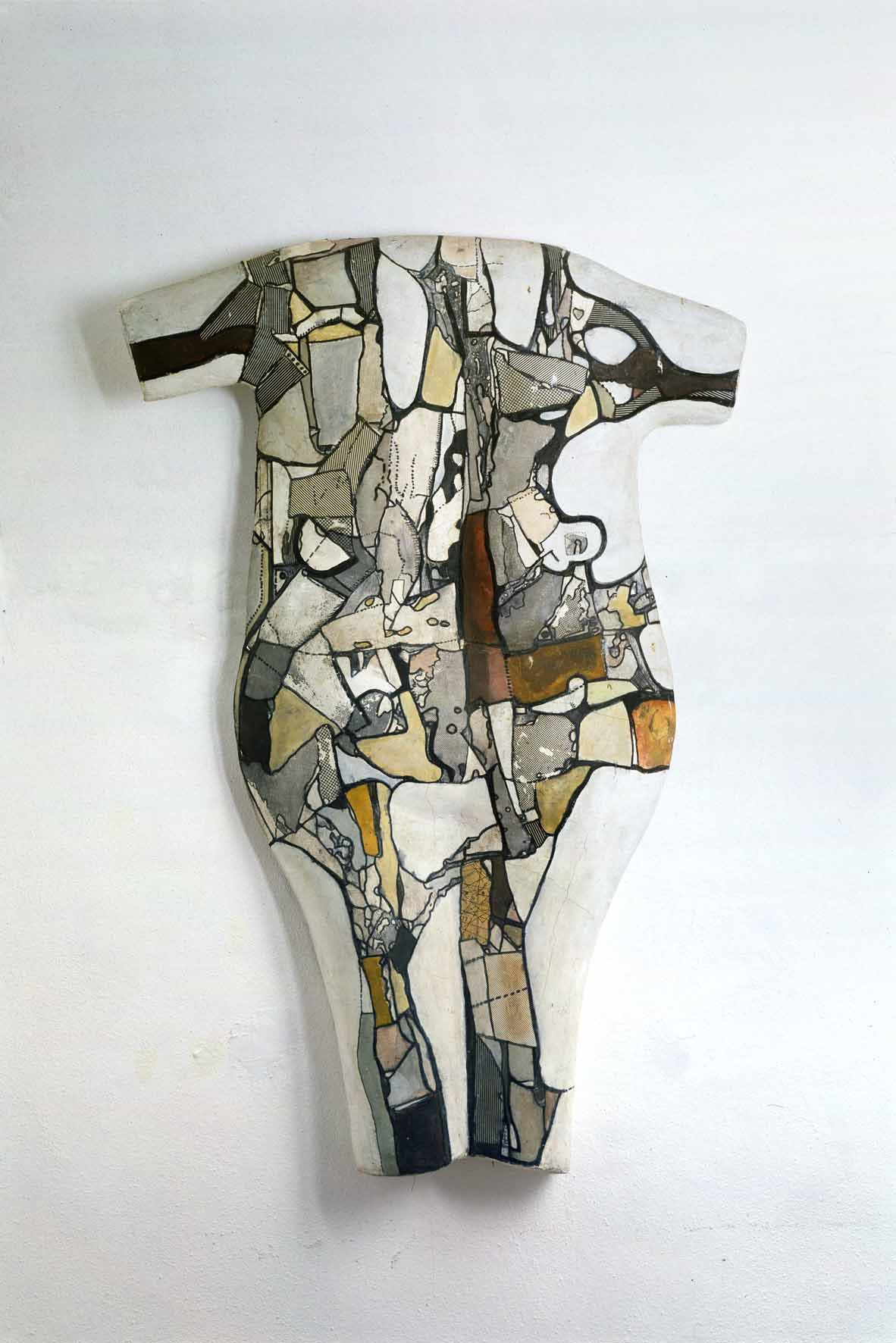
Polepené tělo (1972), kombinovaná technika, v. 111 cm
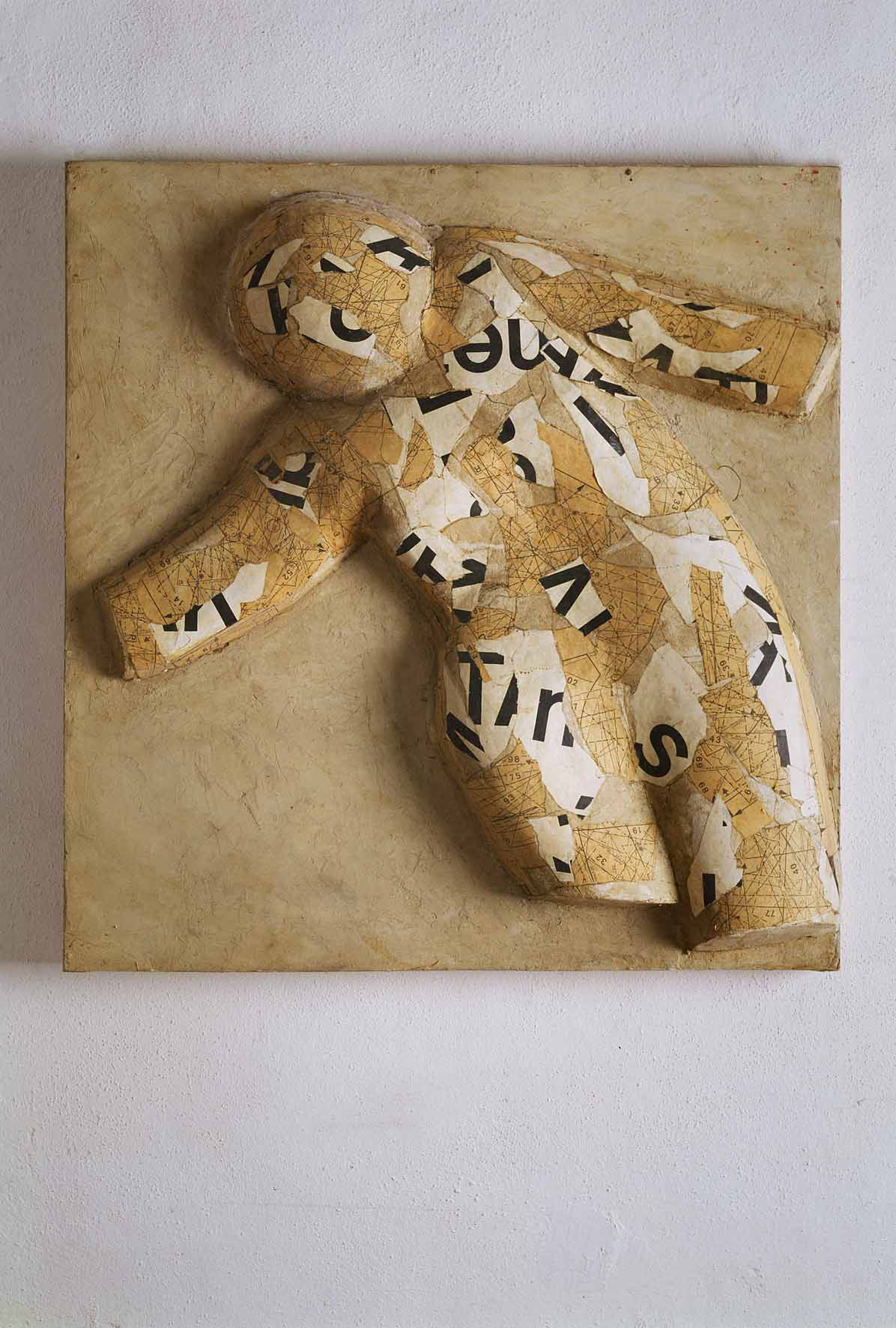
Polepené tělo 3 (1972-1974), kombinovaná technika 63 x 63 cm
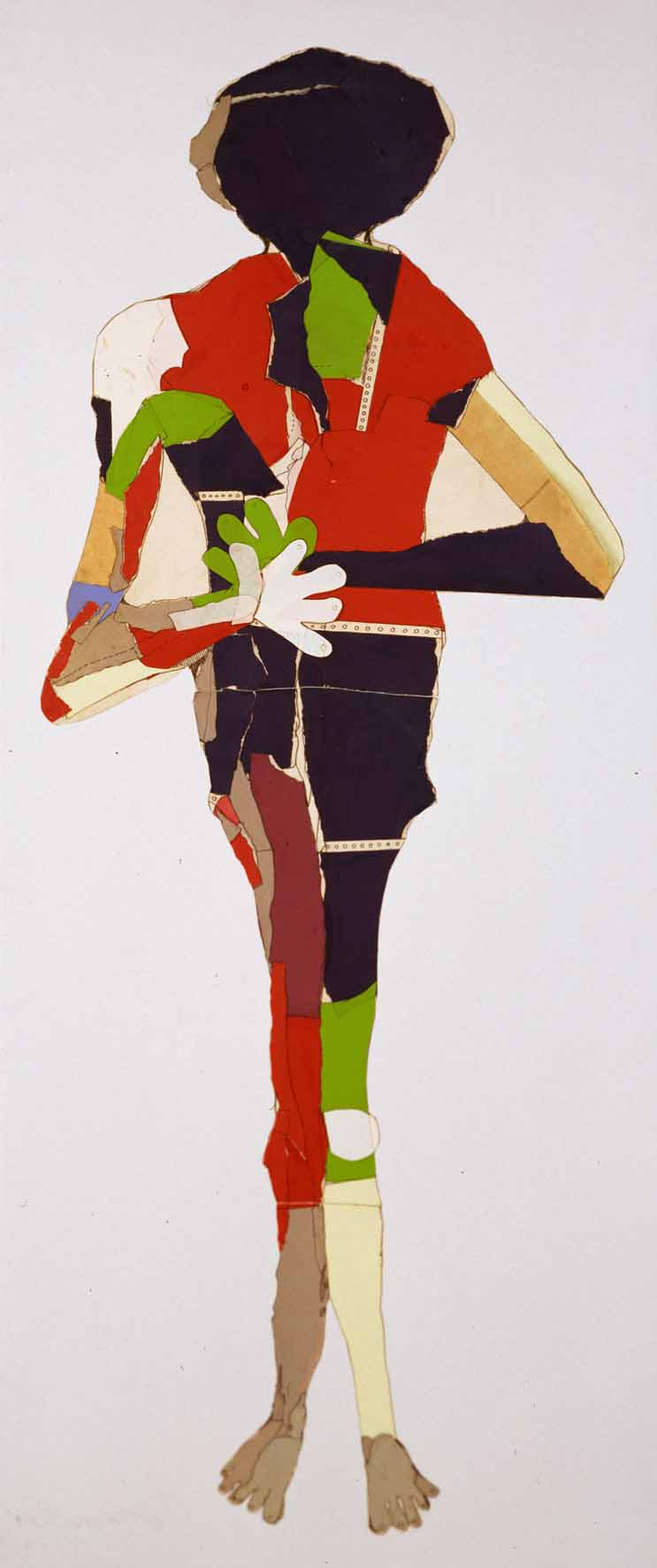
Postava (1974), koláž na plátně, v. 220 cm
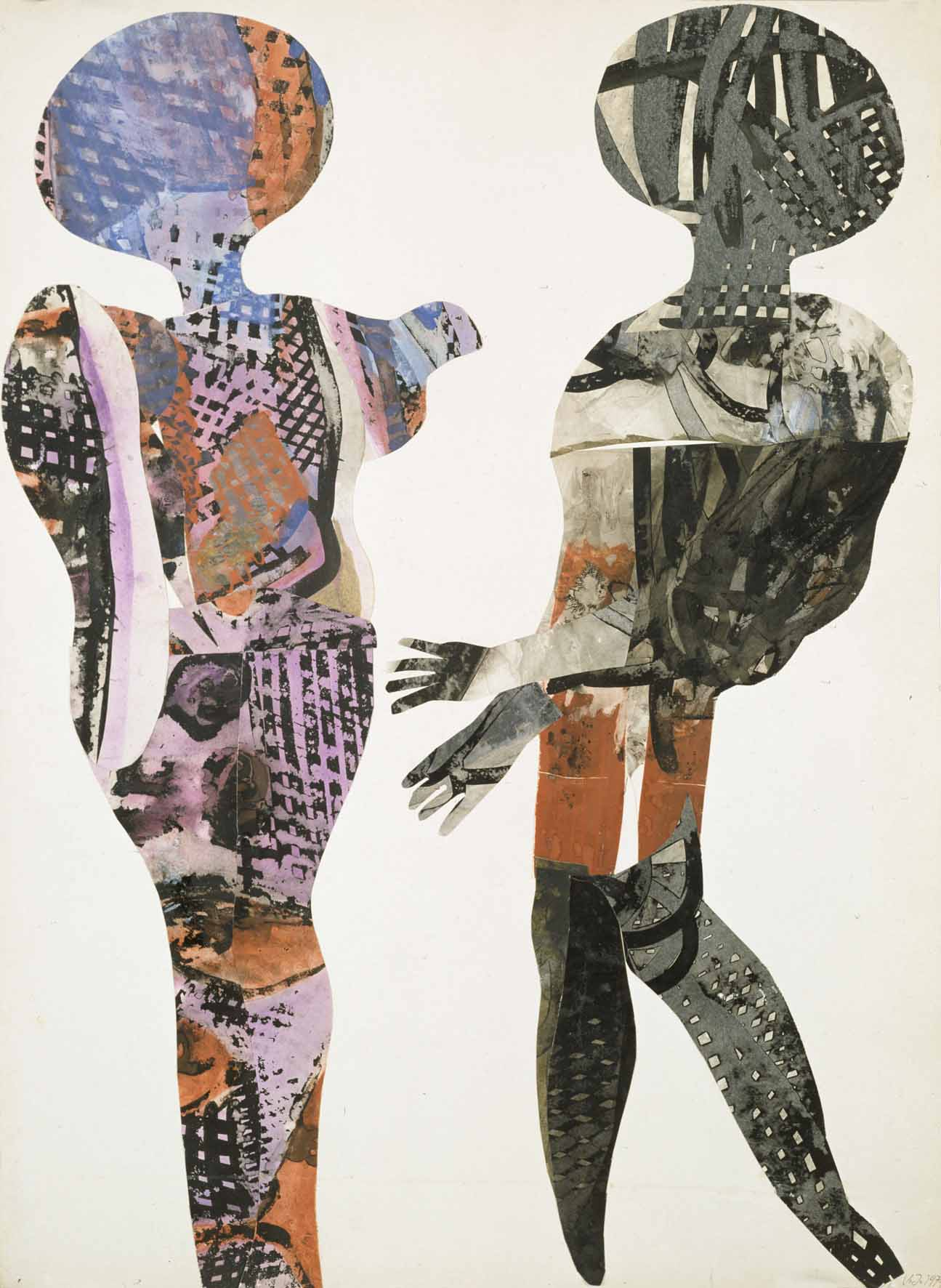
Koláž (1977), 90 x 66 cm
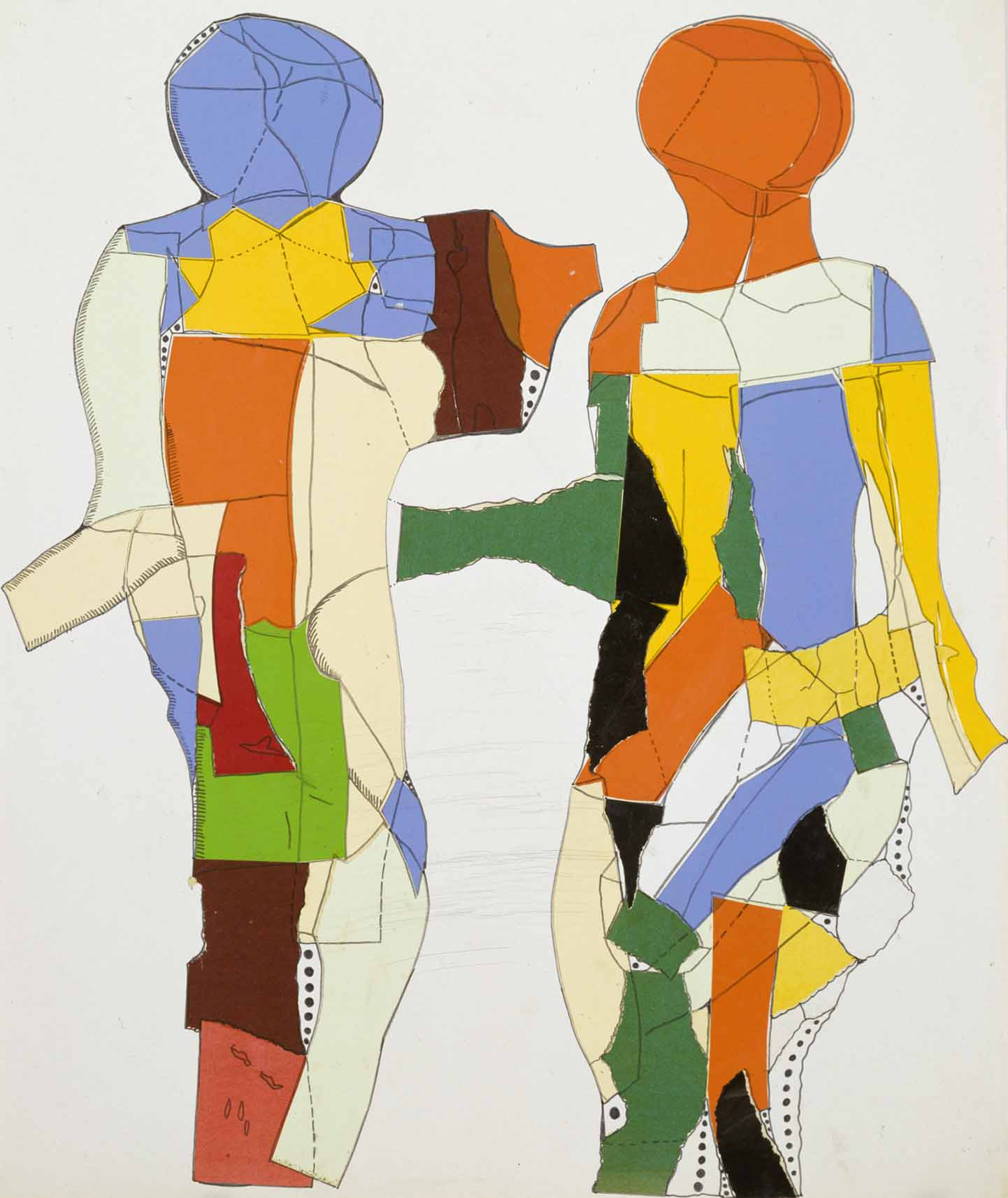
Koláž (1977), 90 x 75 cm
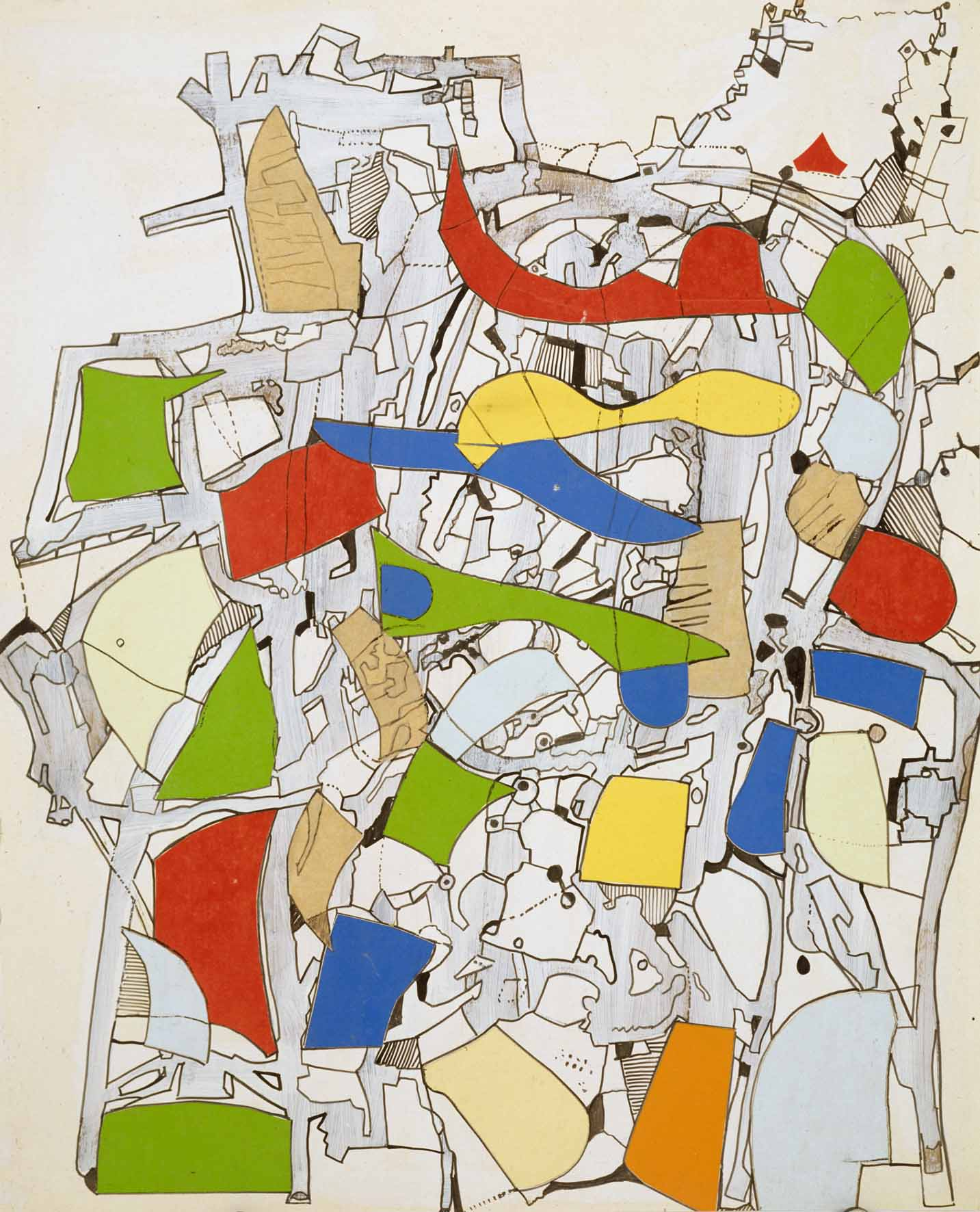
Koláž (1978), 85 x 70 cm
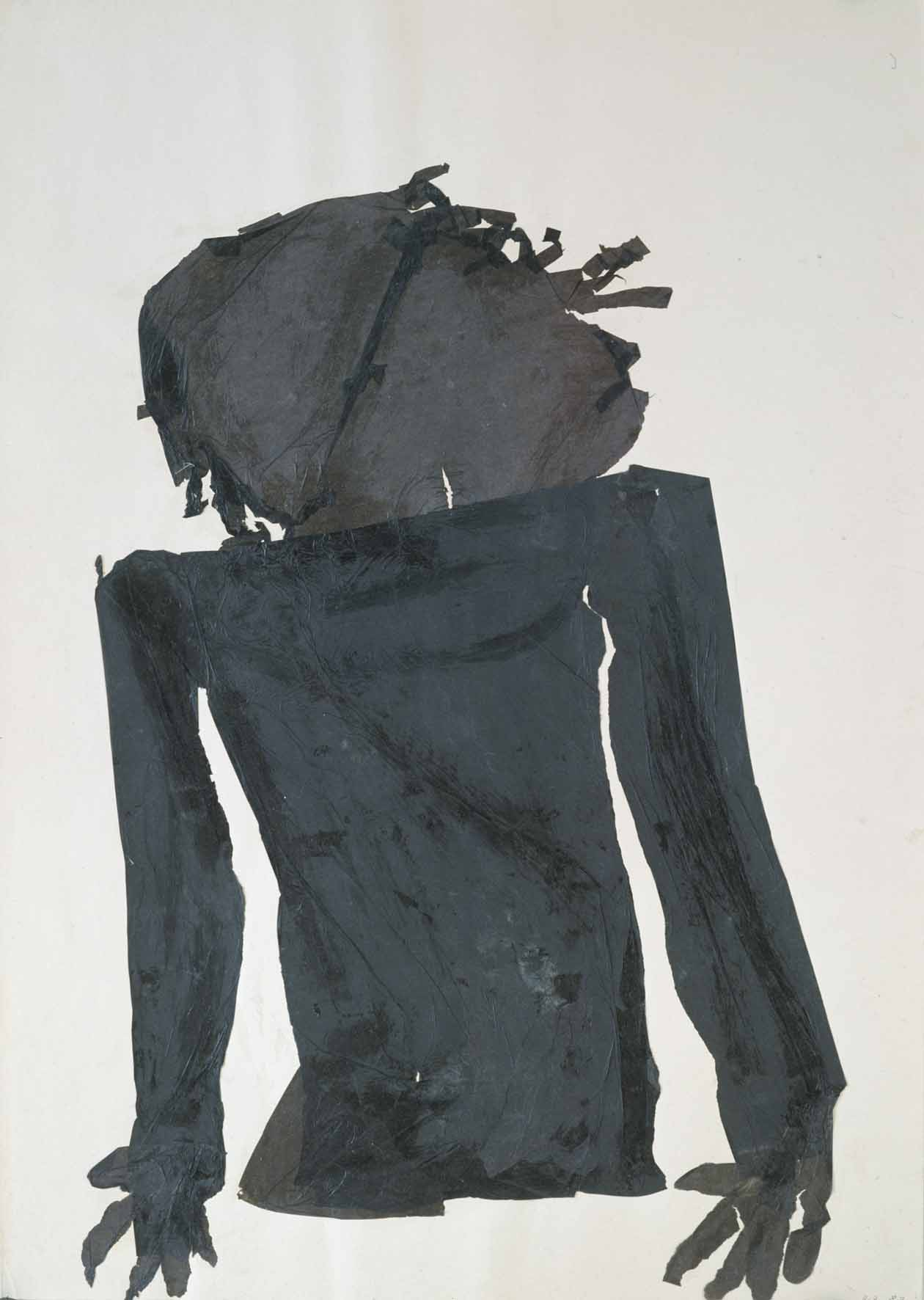
Koláž (1982), 84 x 59 cm
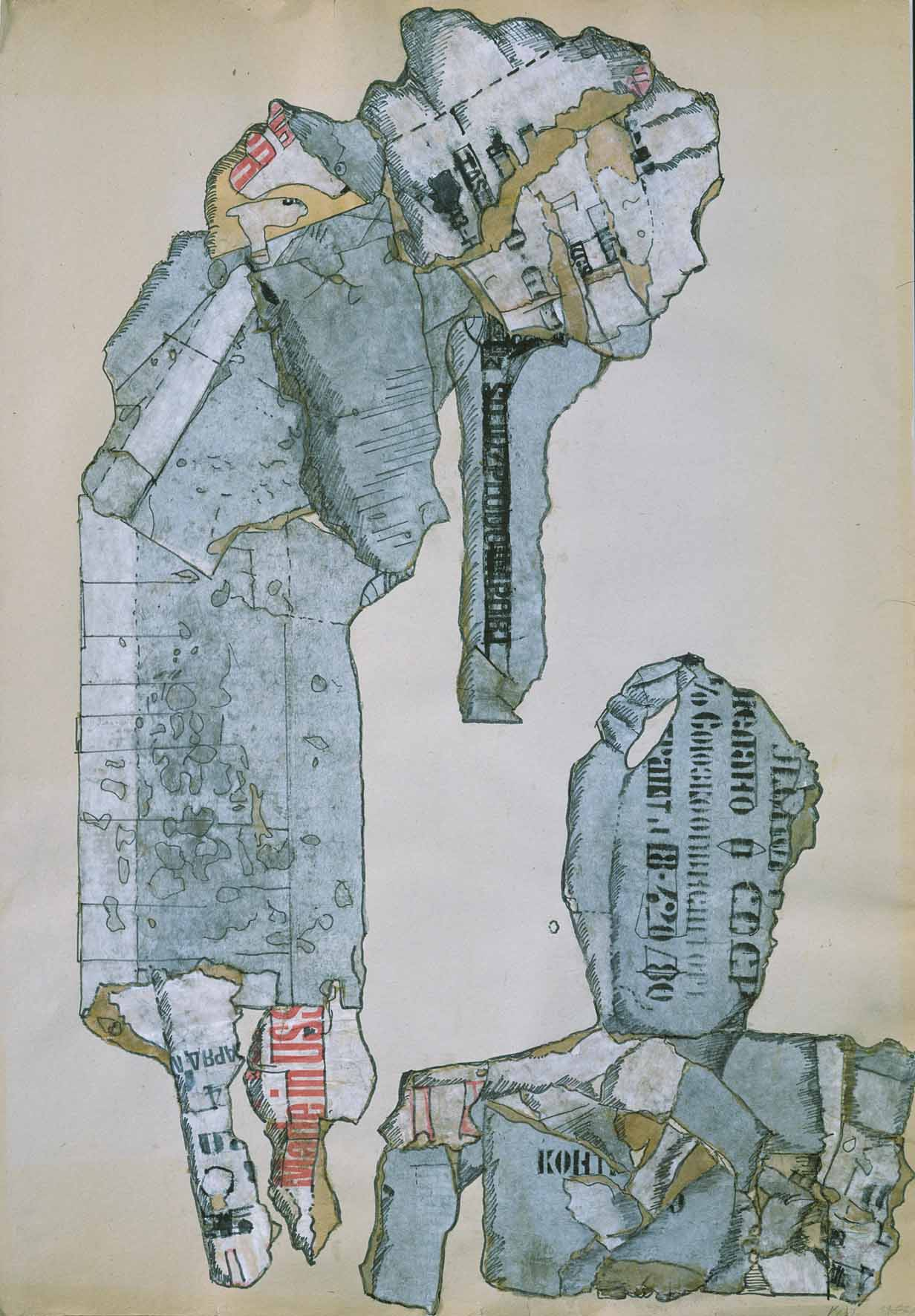
Koláž (1982)
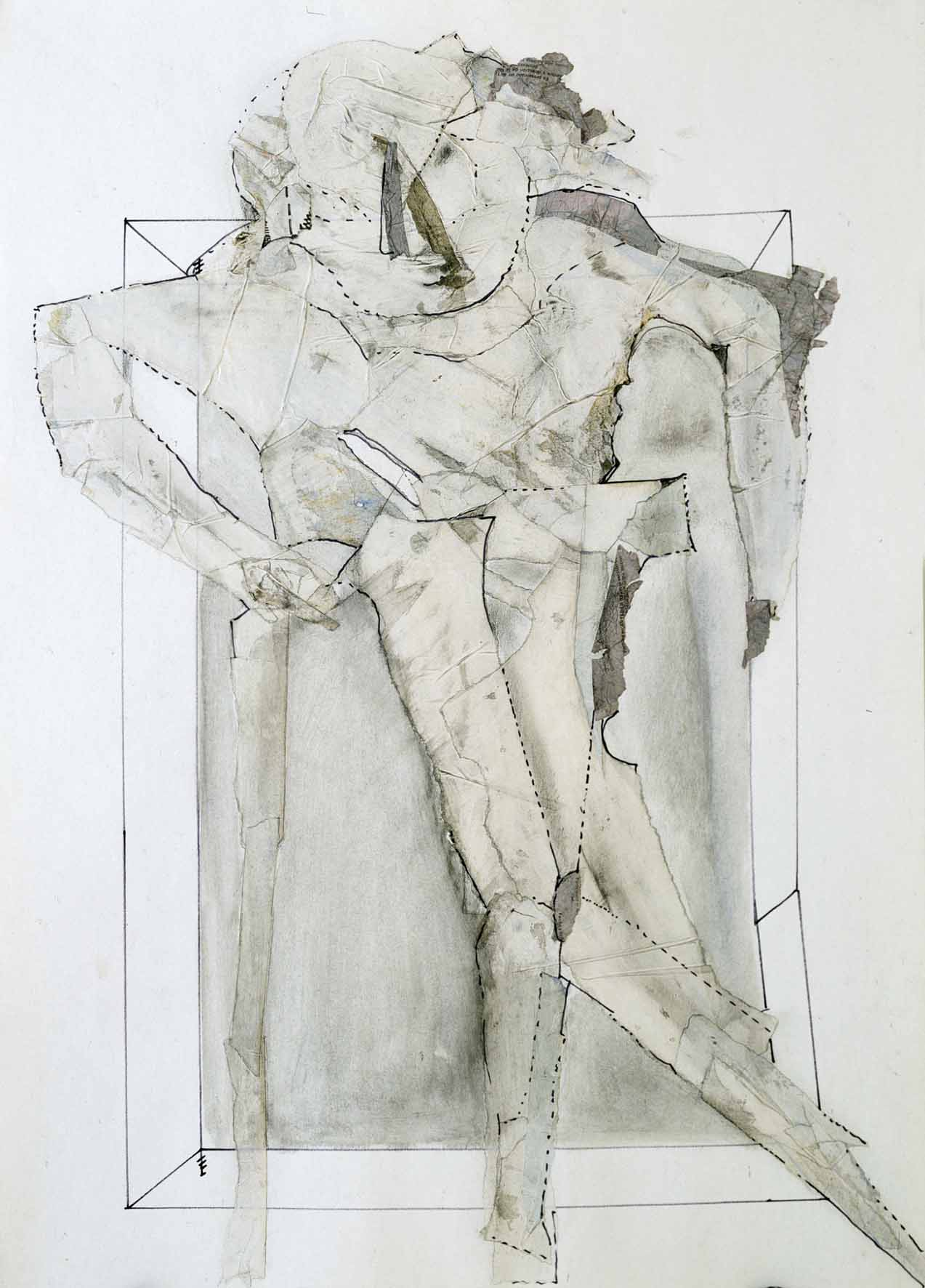
Koláž (1982), 84 x 60 cm
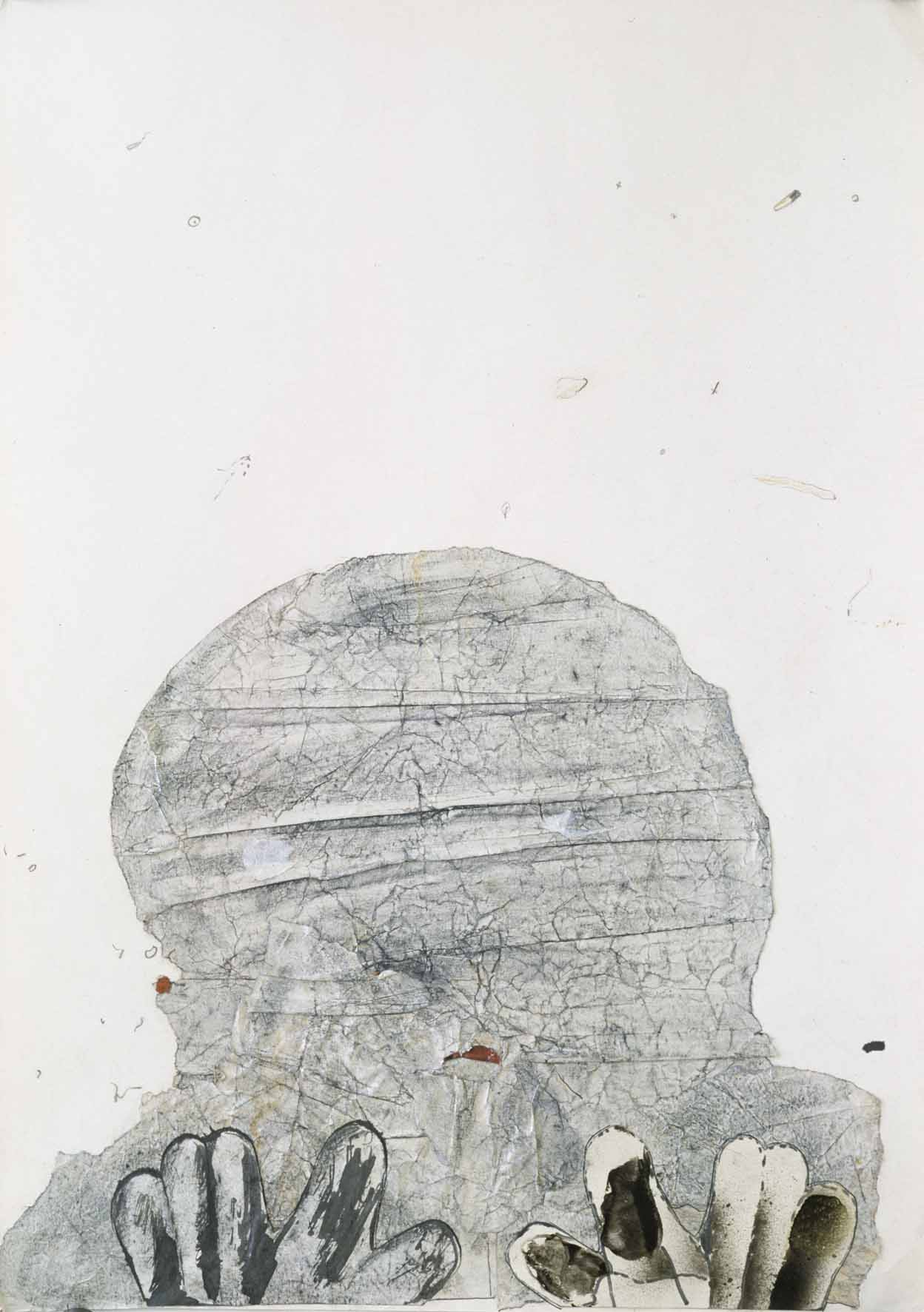
Koláž (1984), 60 x 40 cm

Inspiraci hledá v nalezených materiálech a počítá s prvkem náhody, ale jejím tématem je téměř výlučně lidský příběh v nejrůznějších podobách. Jedná se často o tragikomické postavy, které se stávají jakousi společenskou moralitou. Pro koláže využívá papíry stržené z plakátovacích ploch v Praze a předtím v Paříži, kde často čelila ostré kritice kolemjdoucích, barevné časopisy, staré střihy i průhledný hedvábný papír nebo školní tabule a reprodukce uskladněné na půdě školy ve Vidonicích, kde si Janouškovi zřídili ateliér.  Většinu koláží charakterizuje výrazná barevnost stejně jako smaltové sochy, ale v osobní krizi po smrti manžela tvoří jen pochmurné jednobarevné koláže – šedivé stíny (Stín, 1986). K někdejší barevnosti se opět vrací až v 90. letech.

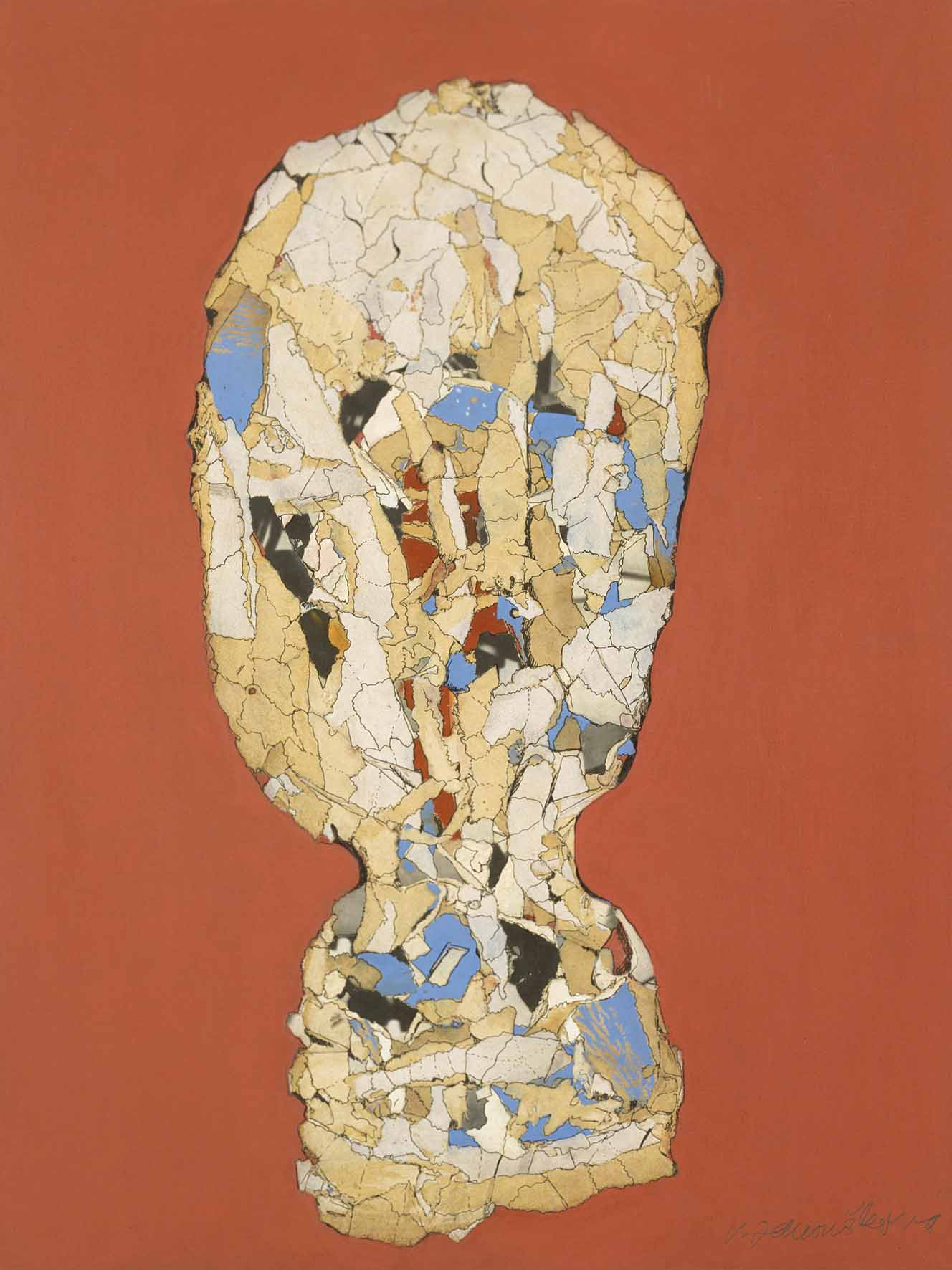
Hlava (1962), kombinovaná technika, 61 x 45
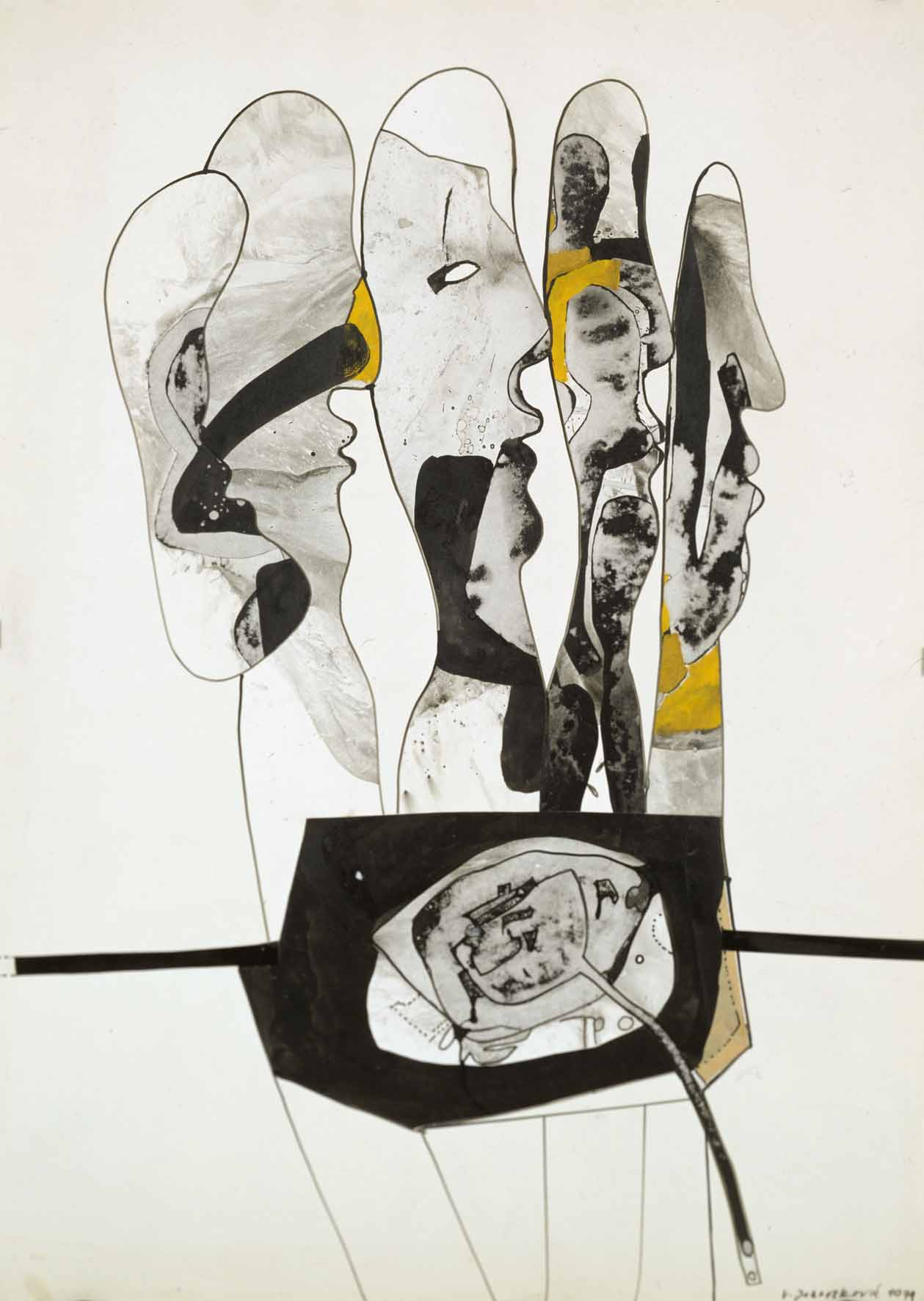
Koláž (1971), 88 x 62 cm
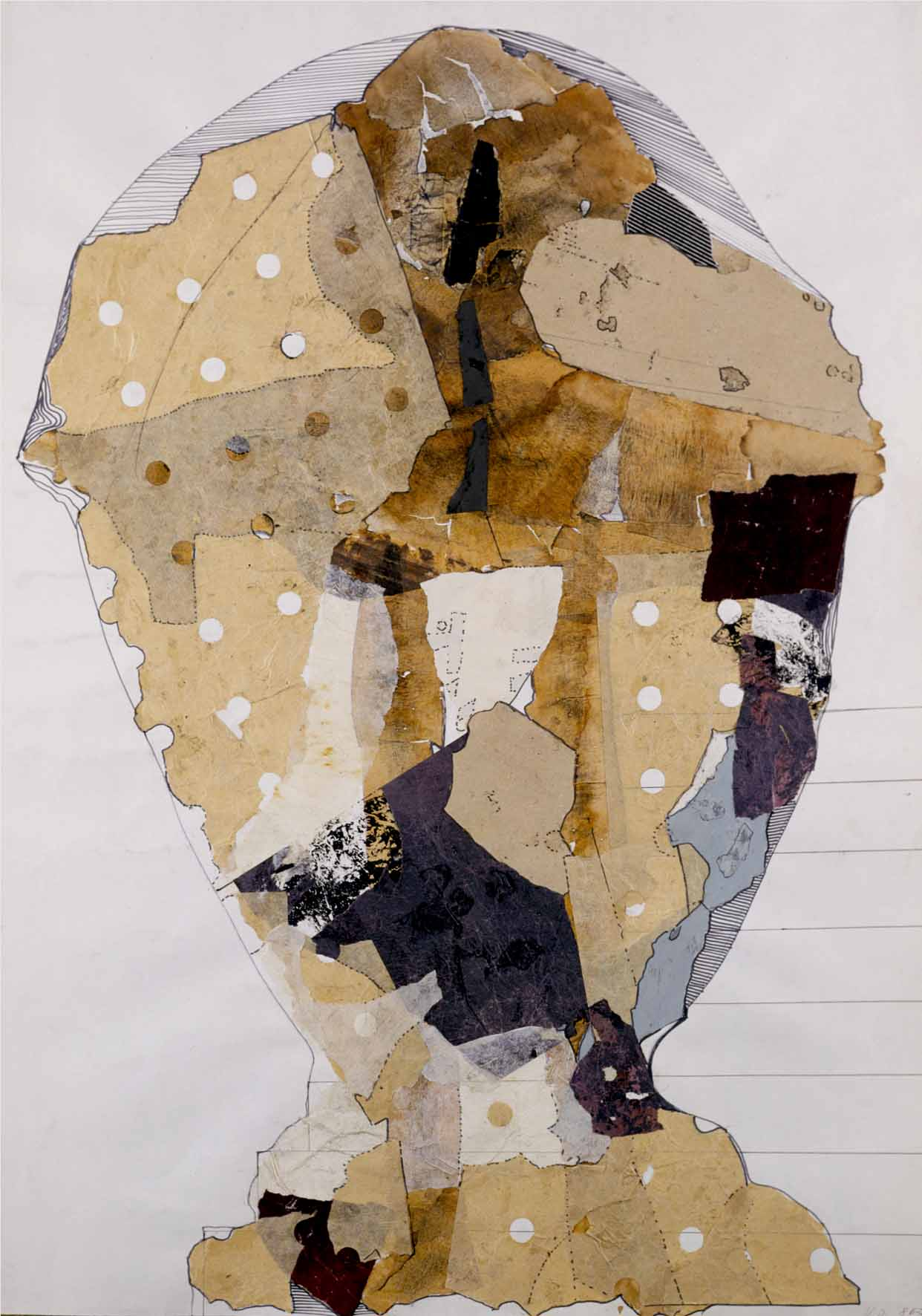
Hlava (1986-1987), koláž 88 x 62 cm
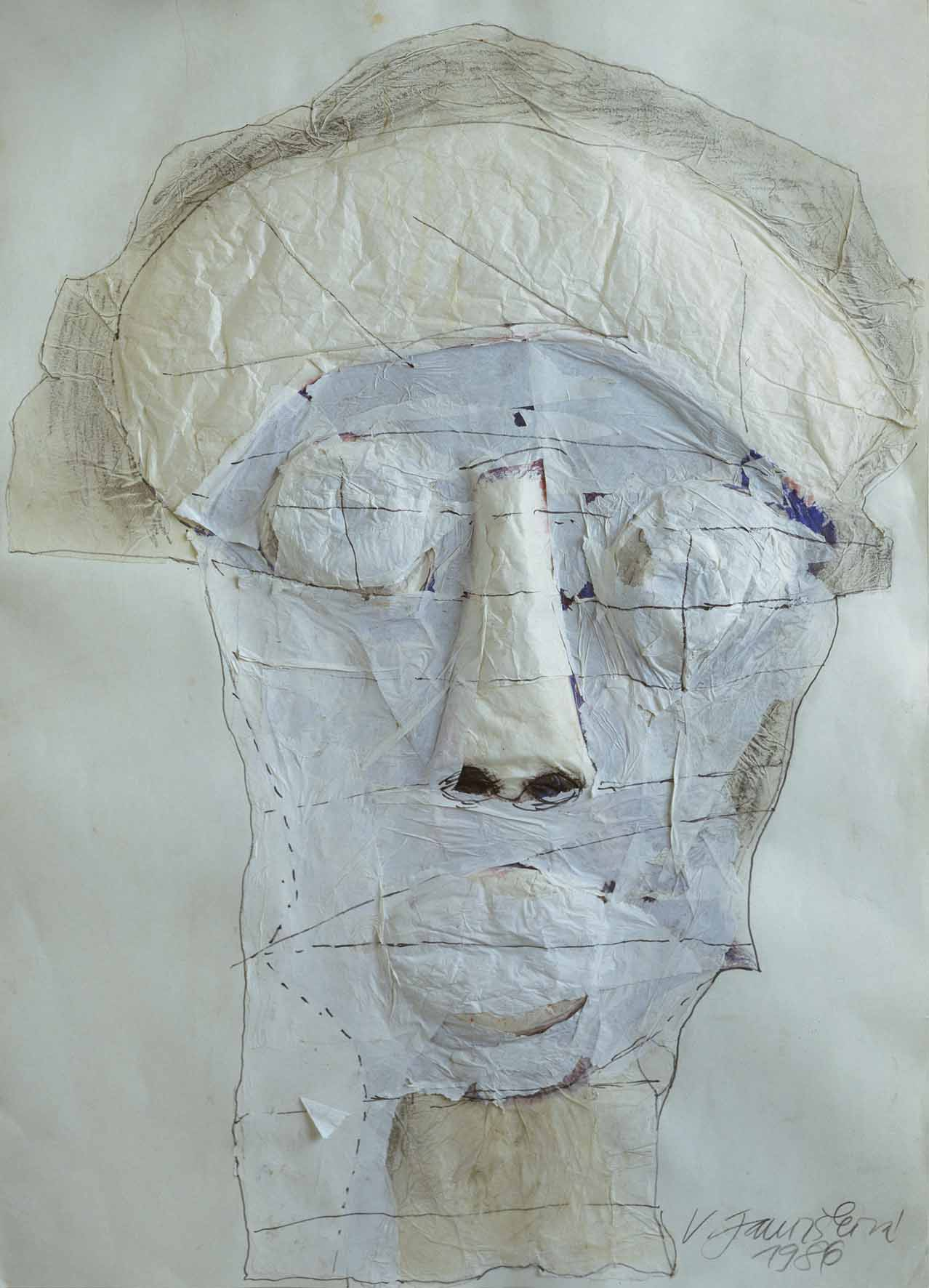
Hlava (1986), koláž 60 x 40 cm
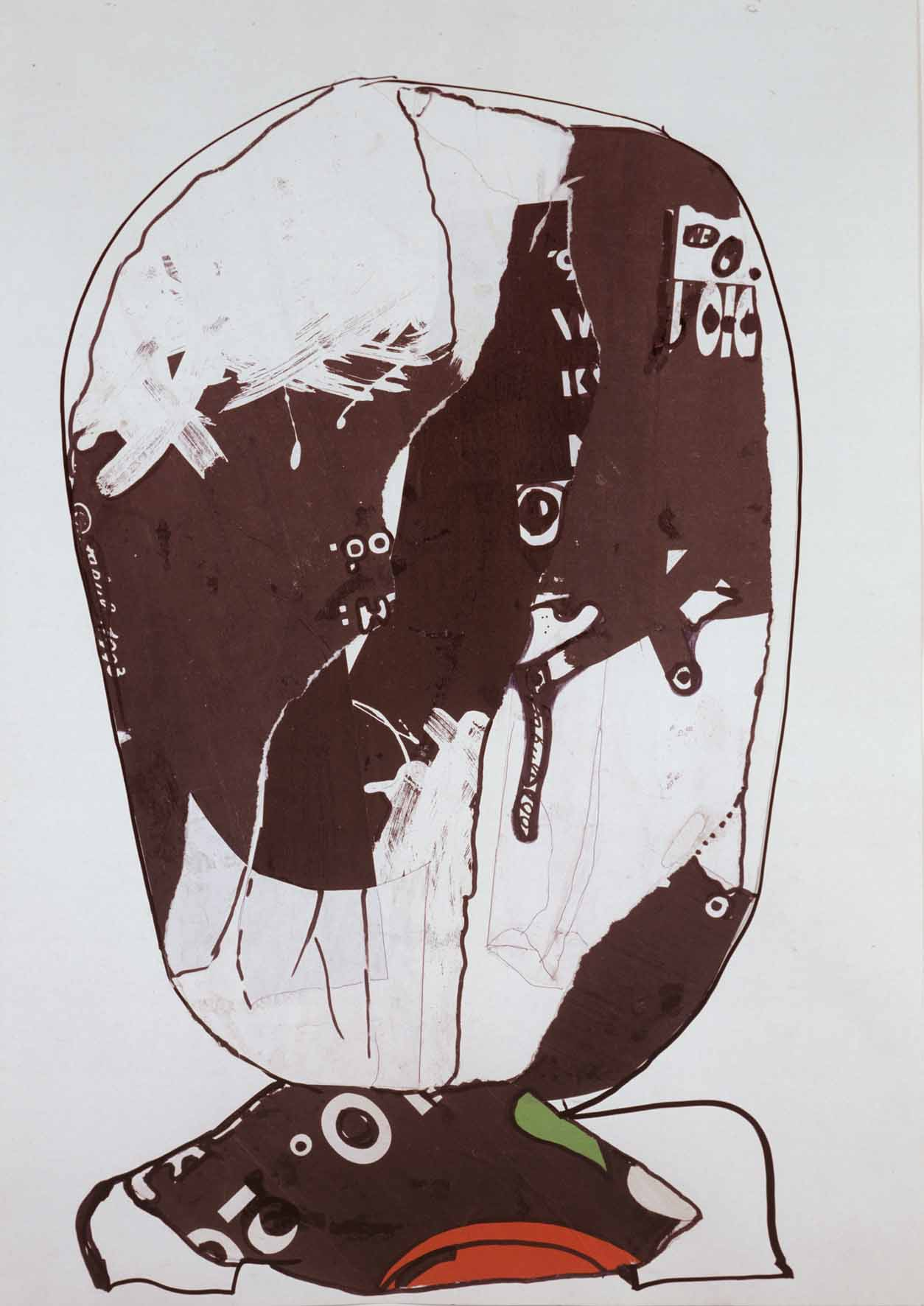
Koláž (1993), 68 x 48 cm
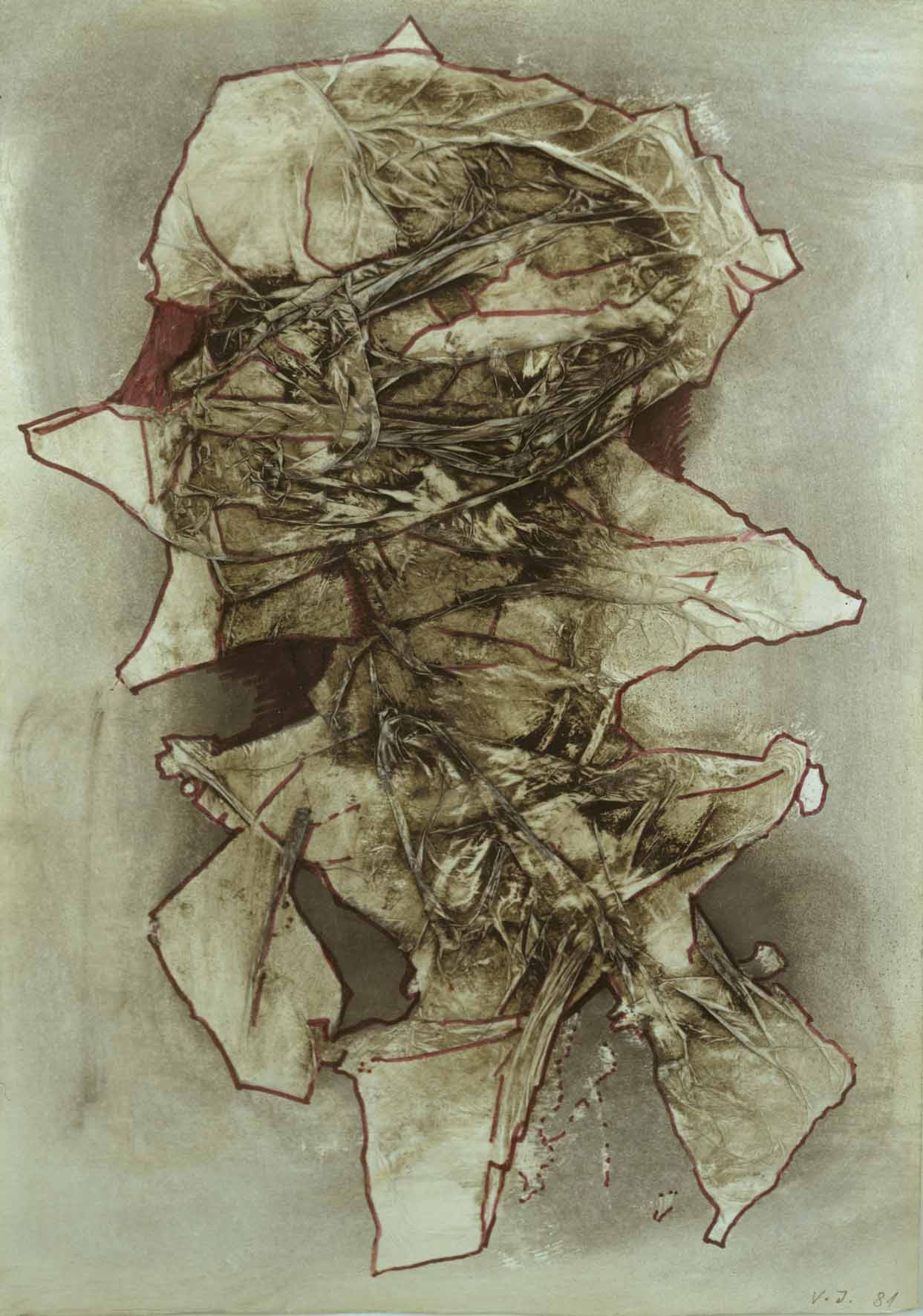
Koláž (1981), 42 x 30 cm
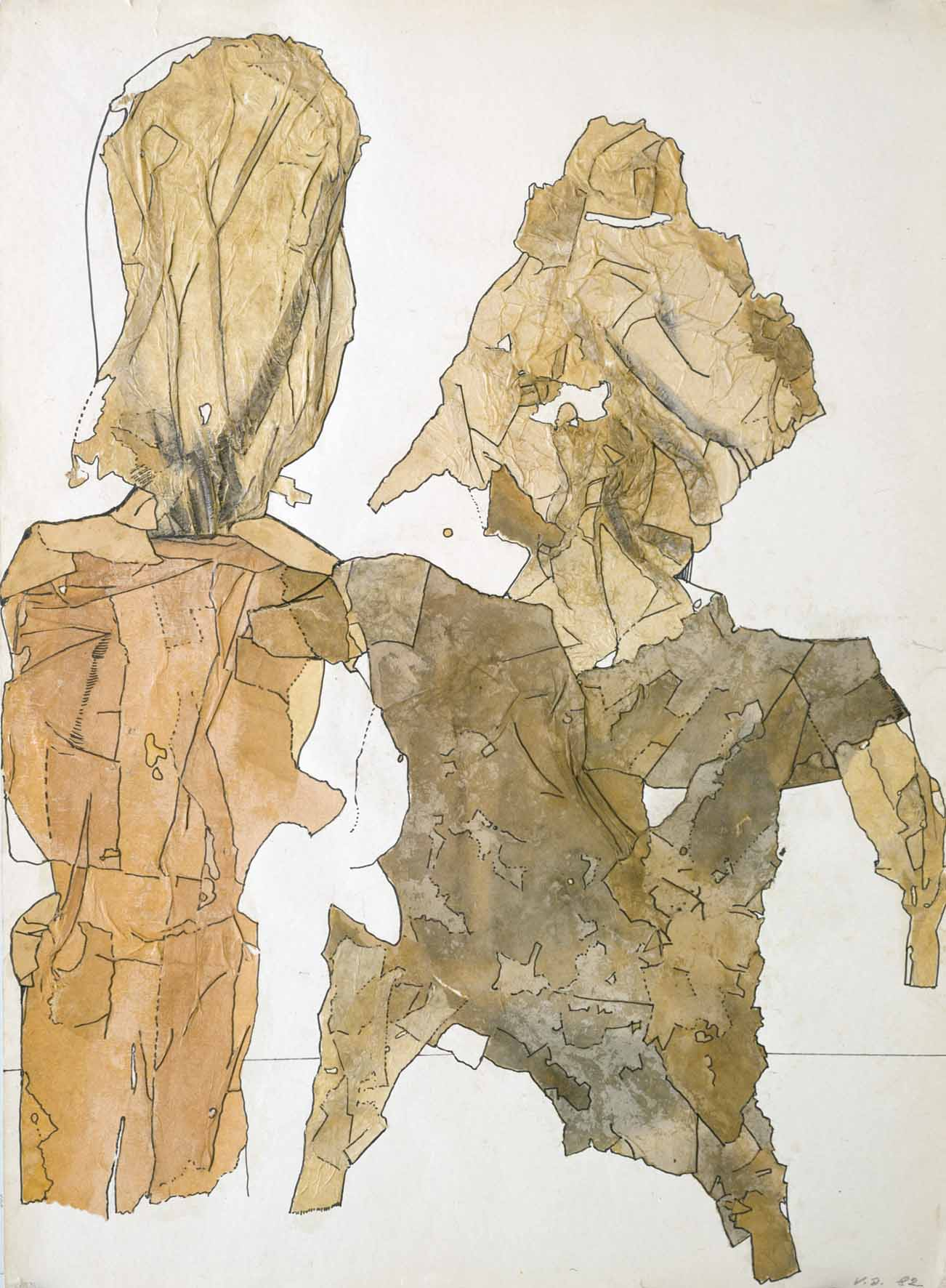
Koláž (1982), 90 x 60 cm
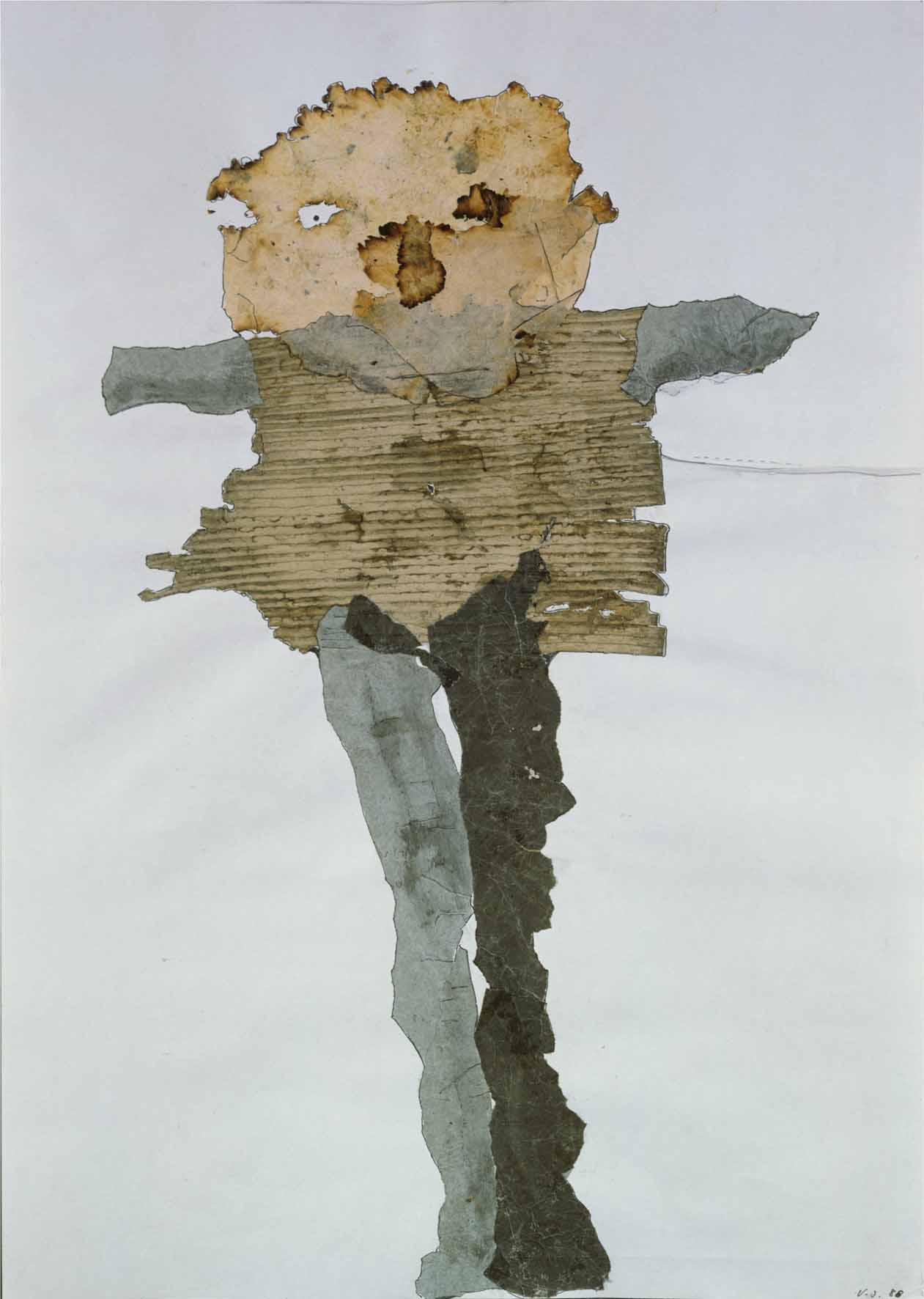
Postava (1986), koláž s kresbou a ožehnutím, 88 x 62 cm
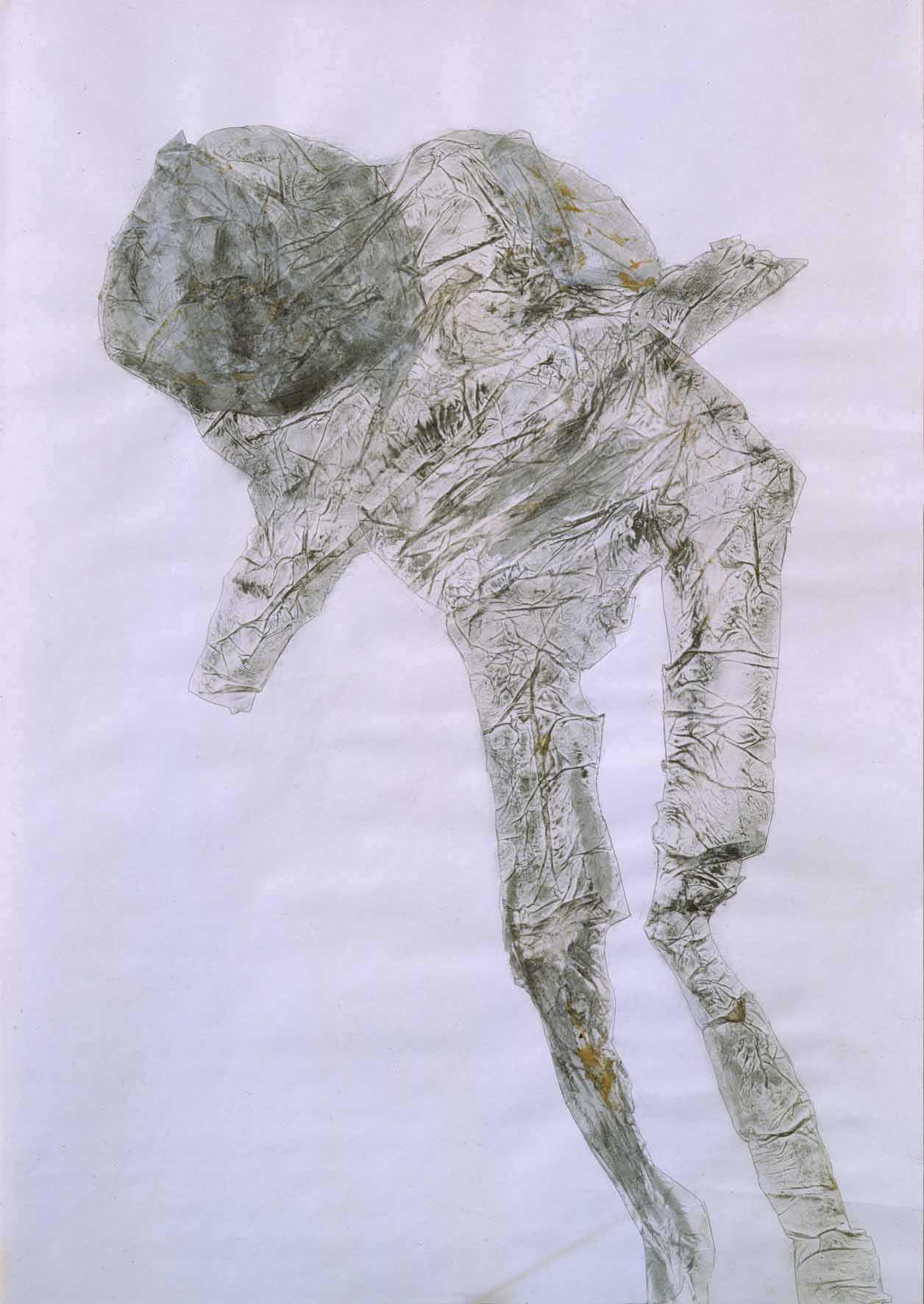
Postava (1986), koláž s kresbou, hedvábný papír, 88 x 62 cm
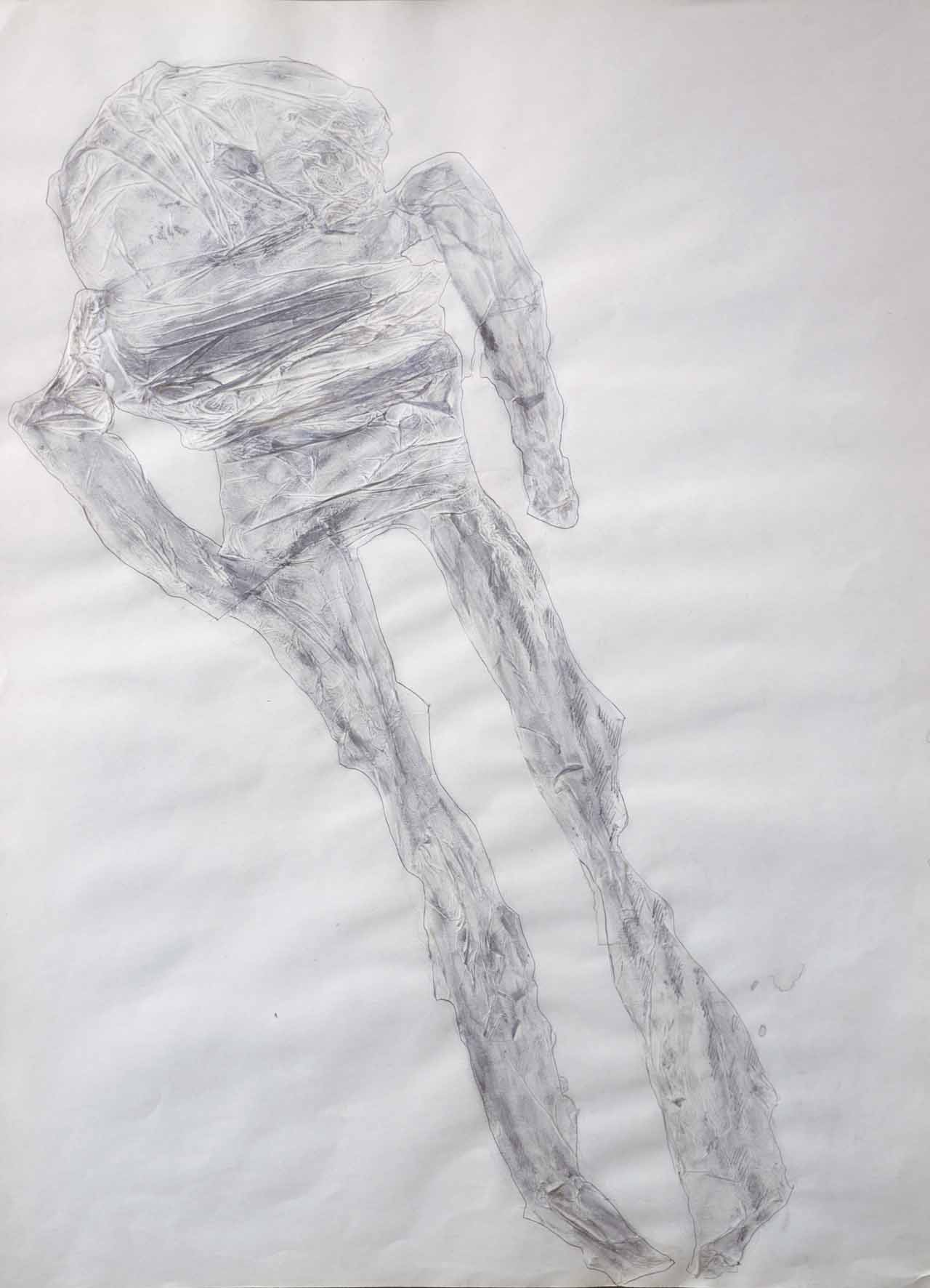
Stín (1986), koláž 88 x 62 cm

Věra Janoušková vytvořila také množství sochařských kreseb a známá je i její tvorba grafická.

### Realizace
- Plastika před školou v Příbrami
- Keramické reliéfy Hornictví[39] a Lázeňství[40], Nádraží Karviná
- Fontána, atrium, budova bývalého Chemapolu (zničeno při rekonstrukci)[41]

- 1969 – Sloup, Praha 4[42]

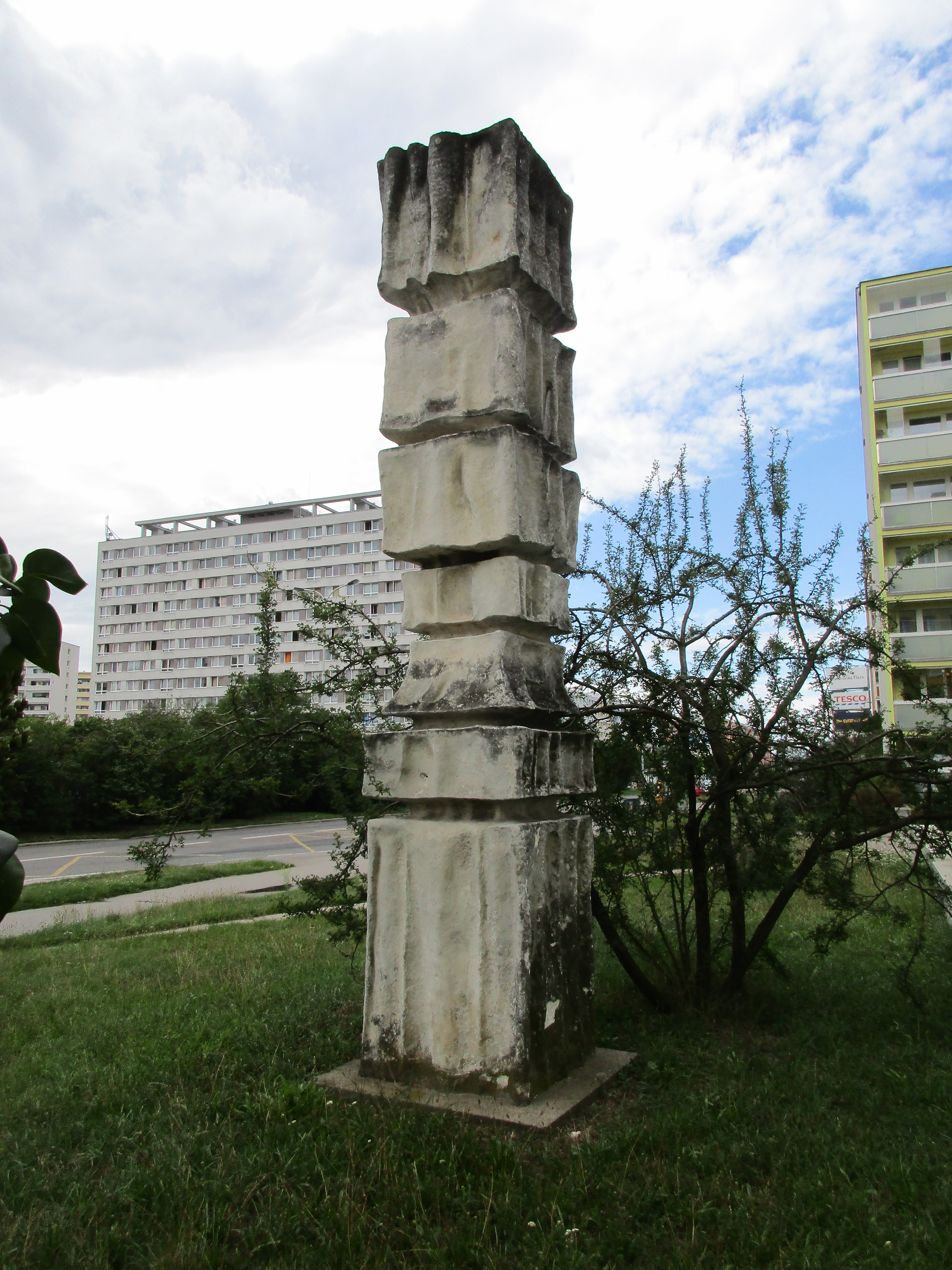
Sloup, Braník, Praha 4

- 1980 – Krystal, Praha 11, Háje, odstraněno 2010[43]

### Zastoupení ve sbírkách
- Národní galerie Praha
- Moravská galerie v Brně
- Kancelář prezidenta republiky
- Museum Kampa
- Galerie hlavního města Prahy
- České muzeum výtvarných umění v Praze, nyní Galerie Středočeského kraje
- Univerzita Karlova
- Muzeum umění Olomouc
- Muzeum umění a designu Benešov
- Alšova jihočeská galerie v Hluboké nad Vltavou
- Galerie výtvarného umění v Ostravě
- Galerie umění Karlovy Vary
- Galerie moderního umění v Roudnici nad Labem
- Galerie moderního umění v Hradci Králové
- Oblastní galerie Liberec
- Severočeská galerie výtvarného umění v Litoměřicích
- Východočeská galerie v Pardubicích
- Galerie Klatovy / Klenová
- Oblastní galerie Vysočiny v Jihlavě
- Soukromé sbírky doma i v zahraničí.

### Výstavy (výběr)

#### Samostatné

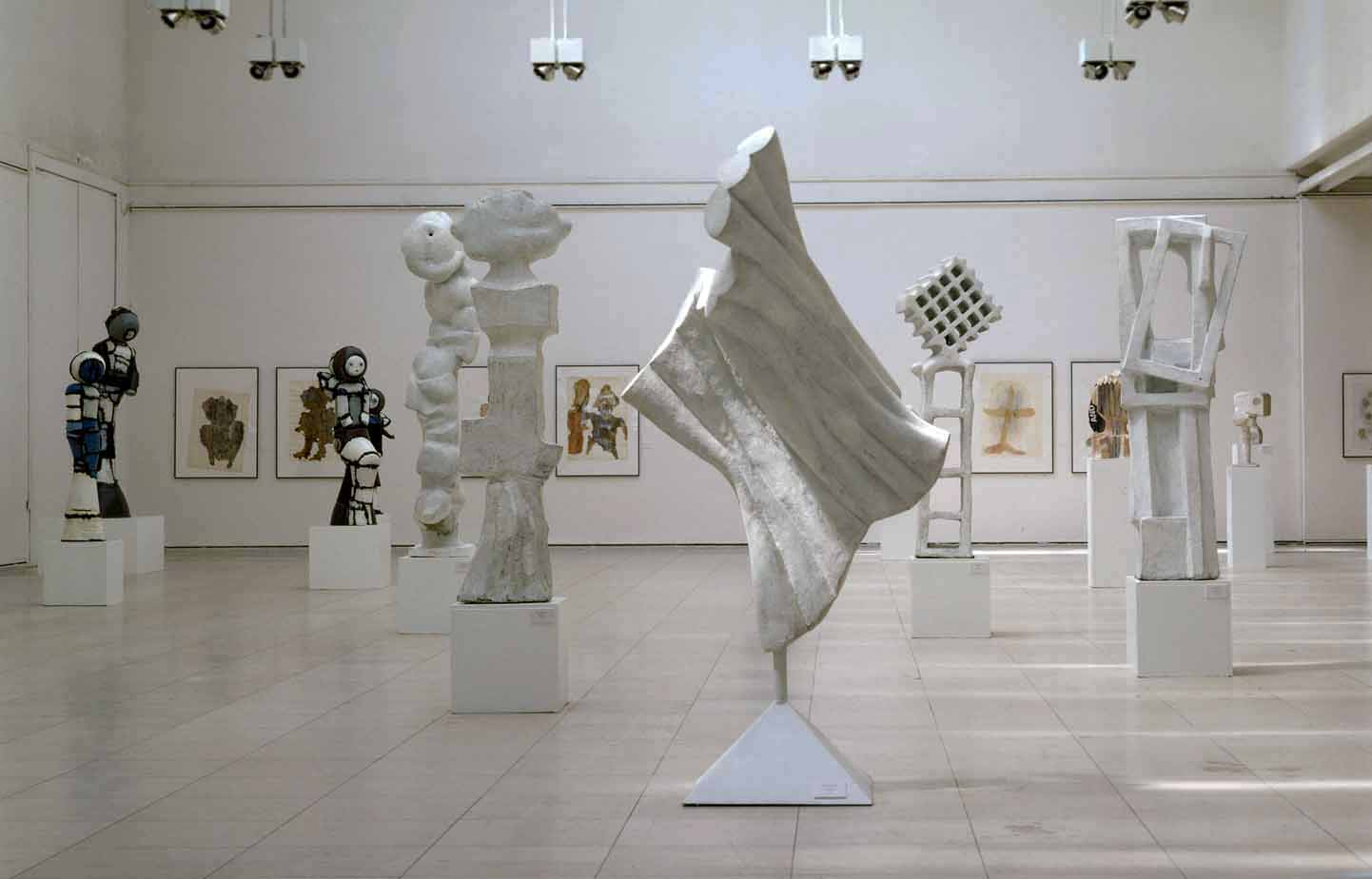
117. Věra Janoušková, pohled do výstavy, Mánes Praha 2002

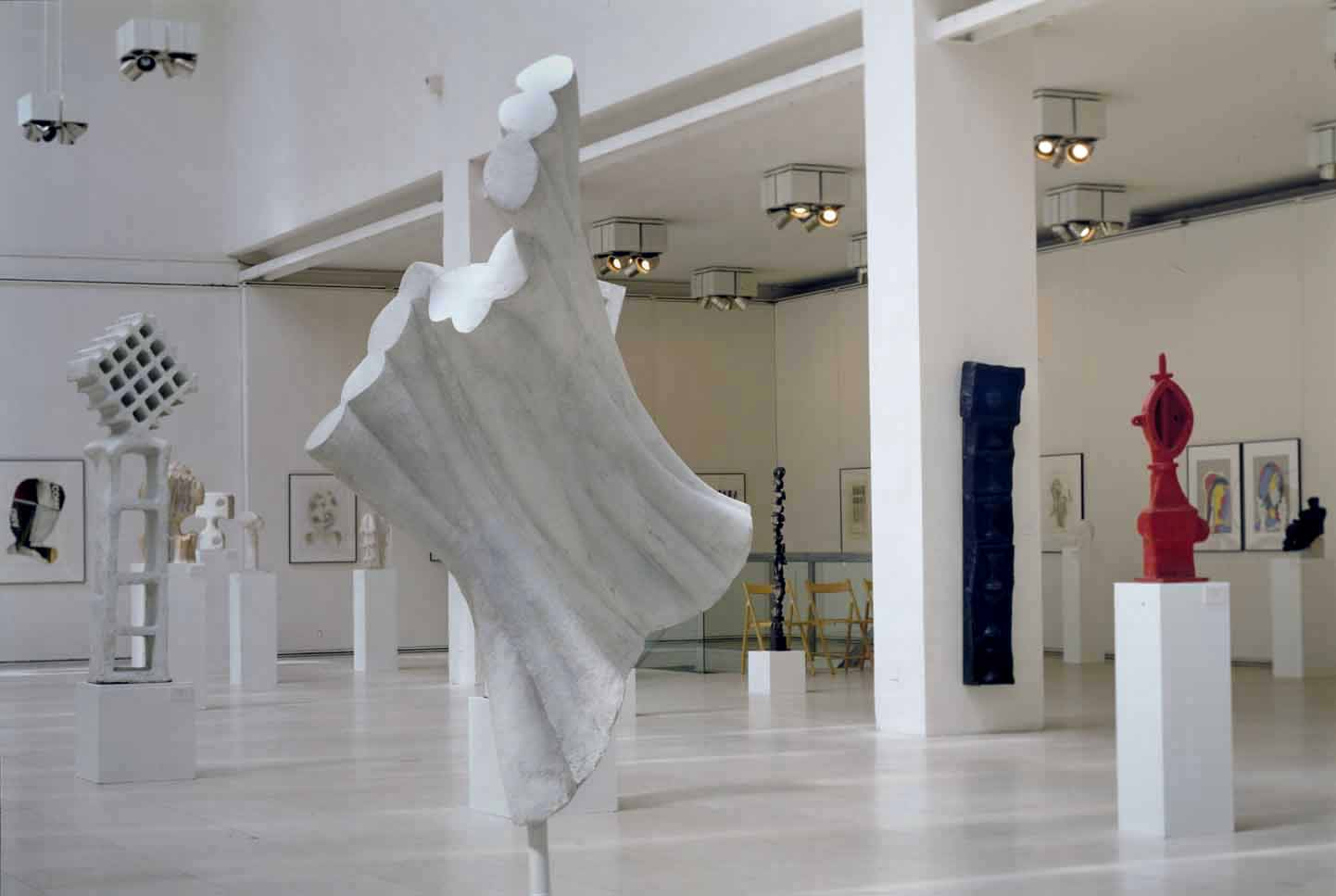
118. Věra Janoušková, pohled do výstavy, Mánes Praha 2002 (2)

- 1960 - Plastiky, Síň Lidové demokracie Praha (s A. Šimotovou)
- 1965 – Intuice a řád, Galerie Václava Špály, Praha
- 1967 - Sochy, Oblastní galerie Liberec (s Vladimírem Janouškem)
- 1977 – Koláže a objekty, Divadlo v Nerudovce, Praha
- 1982 – Koláže, smalty, Výstavní síň Na půdě a Těšínské divadlo, Český Těšín (jubilejní výstava k 60.nar.)
- 1986 – Hlavy a těla, ÚMCH, Praha
- 1987 – Kresby a koláže, Galerie Opatov, Praha
- 1987 – Smalty, Ústřední kulturní dům železničářů, Praha
- 1992 – Koláže, plastiky, Galerie Gerulata, Bratislava
- 1992 – Sochy a koláže z let 1960/1992, Národní galerie (Městská knihovna), Praha
- 1993 – Rané koláže a plastiky, Galerie '60/´70, Praha
- 1993 Věra Janoušková: Škvárovky a koláže, Artgalerie Žďár nad Sázavou, Galerie Pallas, Praha
- 1995/96 – Osinky, smalty, koláže, Galerie umění Karlovy Vary, Severočeská galerie výtvarného umění v Litoměřicích, Východočeská galerie v Pardubicích, Oblastní galerie Vysočiny v Jihlavě Stodola Český Krumlov, Galerie U Bílého jednorožce[44], Klatovy, Galerie ve věži, Planá u M. Lázní
- 1997/98 – Intuice a řád, Galerie Litera, Praha, Galerie Aspekt, Brno
- 1998  - Plastiky a koláže, Galerie Synagoga, Hranice, Egon Schiele Art centrum Český Krumlov
- 1998/2001 – Smalty a koláže, Suchardův dům, Nová Paka, Galerie Langův dům, Frýdek-Místek, Galerie Millennium, Praha, Galerie Magna, Ostrava
- 2001 – Retrospektiva, Egon Schiele Art Centrum, Český Krumlov
- 2002 – Tvorba z let 1954–2000, Plastiky, reliéfy, koláže, Trigon Gallery, Plzeň
- 2002 – Výběr z díla 1948–2002, Mánes, Praha
- 2002 – Věra Janoušková: Koláže a smalty, Poslanecká sněmovna Parlamentu České republiky, Praha
- 2002 – Sochy, Výstavní síň Sokolská 26, Ostrava
- 2007 – Nové koláže, Galerie U Bílého jednorožce, Klatovy
- 2010 – Věra Janoušková, Vladimír Janoušek: Odkaz, Zámek Nebílovy
- 2011 – Věra Janoušková: Intuice a řád, Museum Kampa, Praha

#### Společné
- 1950, 1953 – Členská výstava Umělecké besedy, Slovanský ostrov, Praha
- 1958 – Umění mladých výtvarníků Československa 1958. Obrazy a plastiky, Jízdárna Pražského hradu, Praha, Dům umění města Brna,Brno
- 1960 – Adriena Šimotová: Pastely a tempery, Věra Janoušková: Plastiky, Výstavní síň Lidové demokracie,Praha
- 1962 – Tvůrčí skupina UB 12, Galerie Československý spisovatel, Praha
- 1964 – Tvůrčí skupina UB 12, Galerie Nová síň, Praha
- 1965 – Nuove realta nell´arte della Cecoslovacchia contemporanea, Sampierdarena, Genova
- 1965 – Objekt, Galerie Václava Špály, Praha
- 1965 – La transfiguration de l'art tchéque: Peinture – sculpture – verre – collages, Liege
- 1966 – Aktuální tendence českého umění. Obrazy, sochy, grafika, Praha, Berlin, Lutych
- 1966 – Tschechoslowakische Kunst der Gegenwart, Akademie der Künste, Berlín, Západní Německo
- 1967 – Mostra d'arte contemporanea cecoslovacca, Torino, Haag, Middelheim, Montreal
- 1967 – Věra Janoušková, Vladimír Janoušek: Sochy, Oblastní galerie Liberec (jediná společná výstava obou manželů)
- 1967 – Expo Montreal
- 1968 - Sculpture tchècoslovaque de Myslbek à nos jours, Musée Rodin (Hôtel Biron), Paris
- 1968 – Alois Vitík, Věra Janoušková, Galerie umění Karlovy Vary
- 1969 – Nová figurace, Mánes, Praha
- 1970 – Sodobna češkoslovaška umetnost, Ljublana, Piran, Zagreb
- 1970 – Tschechische Skulptur des 20. Jahrhunderts, von Myslbek bis zur Gegenwart, Berlín
- 1970 – Eva Bednářová, Věra Janoušková, Galerie Mahlerstrasse, Vídeň
- 1981 – Devět, Galerie ve věži, Mělník
- 1983 – 1988 Galerie H, Kostelec nad Černými lesy (celkem 7 tematických výstav)
- 1984 – Papier wird Kunst, Zeitgenössische Kunst der ČSSR, Galerie Dialog e. V.,Berlín
- 1984 - Obraz a objekt, Bechyňská brána, Tábor (kurátorka Marie Klimešová)
- 1989 – České sochařství 1948–1988, Krajské vlastivědné muzeum, Olomouc
- 1990 – Pocta umělců Jindřichovi Chalupeckému, Městská knihovna, Praha
- 1990 – Výtvarné tendence, Středočeská galerie v Praze
- 1990 – Nová skupina: Členská výstava, Městská knihovna, Praha, Dům umění v Opavě
- 1991 – Šedá cihla 78/1991, Dům umění v Opavě, Galerie U Bílého jednorožce, Klatovy
- 1991 – Věra Janoušková: Koláže, Vladimír Janoušek: Kresby, Sovinec
- 1991 – Tradition und Avantgarde in Prag, Osnabrück, Bonn
- 1992 – 20 let výtvarných výstav v Makru (1972–1992), ÚMCH, Praha
- 1992 – Situace 92, Mánes, Praha
- 1992–2008 – Umělecká beseda, Mánes, Praha (členské výstavy)
- 1993–2003 – Minisalon, Mons, Hollywood, Cincinnati, New York, Indianapolis, Rapids, Albuquerque, Chicago, Columbia, Nord Dartmouth, St. Petersburg, Fort Myers, Praha, Brusel, Jakarta, Ubud, Surabaja, Paris
- 1993/94 – Nová figurace, SGVU v Litoměřicích,VG v Pardubicích, MG v Brně DU v Opavě, OGV v Jihlavě
- 1994 – UB 12, GMU v Roudnici nad Labem, OGV v Jihlavě, GU Karlovy Vary,
- 1994 – Ohniska znovuzrození, Městská knihovna, Praha
- 1995 – Umění frotáže, SGVU v Litoměřicích, OG v Liberci
- 1996 – V prostoru 20. století, České umění ze sbírky GHMP, Městská knihovna, Praha
- 1997 – Česká koláž, Palác Kinských, Praha
- 1998–2001 – Česká serigrafie, Praha, Opava, Hradec Králové, Zlín, Banská Bystrica
- 1999 – Umění zrychleného času. Česká výtvarná scéna 1958–1968, Praha
- 2001 – Barevná socha, SGVU v Litoměřicích
- 2002 – Věra a Vladimír Janouškovi, Galerie Ars, Brno, Galerie VŠUP v Praze
- 2003 – Práce na papíře, Dům u Kamenného zvonu, Praha
- 2004/2006 – Šedesátá / The sixties, Ze sbírky Galerie Zlatá husa v Praze, DUM Brna, GU Karlovy Vary
- 2006 – České umění 20. století / 1940–1970, AJG, Hluboká nad Vltavou
- 2008 – 3 sochařky, Letohrádek královny Anny, Praha
- 2010 – Česká koláž ze sbírky Pražské plynárenské, Galerie Smečky, Praha
- 2017 – GENERATION ONE : První generace české postmoderny, Zámecký pivovar Litomyšl, 16. 6. – 6.7. 2017, kurátoři: David Železný a Federico Díaz, pořadatel: BOHEMIAN HERITAGE FUND a Cermak Eisenkraft[45]

#### Autorské katalogy
- Jiří Šetlík: Adriena Šimotová, Pastely a tempery, Věra Janoušková, Sochy (kat. 12 s.), SČVU 1960
- Jindřich Chalupecký: Věra Janoušková - Intuice a řád, (kat. 12 s), SČSVU Praha 1965
- Ludmila Vachtová: Věra Janoušková – Sochy (kat. 22 s.), Praha 1967
- Jaromír Zemina: Věra Janoušková, (kat. 20s), Český Těšín 1982
- Jiří Šetlík: Svět sochařky Věry Janouškové, 1984, samizdat
- Jiří Šetlík: Věra Janoušková - Hlavy a těla, ÚMCH, Praha, 1986
- Mahulena Nešlehová: Věra Janoušková - Kresby a koláže, Kulturní dům Družba, Brno 1986
- Marcela Pánková: Věra Janoušková - Smalty, Ústřední kulturní dům železničářů (ÚKDŽ), Praha 1987
- Ivo Janoušek: Věra Janoušková, KS Opatov 1987
- Mahulena Nešlehová: Věra Janoušková, OKVS Atrium, Praha 1988
- Václav Erben: Věra Janoušková - Sochy a koláže z let 1960/1992 (kat. NG, 36 s.), 1992
- Marcela Pánková: Věra Janoušková - Škvárovky a koláže, G. Pallas, Praha 1993
- Josef Hlaváček: Věra Janoušková - Rané koláže a plastiky, Galerie 60/70, Praha 1993
- Václav Erben: Věra Janoušková, Galerie Caesar, Olomouc 1993
- Jaromír Zemina: Věra Janoušková - Osinky, smalty, koláže (kat. 64 s.), GU Karlovy Vary (s podporou Sorosova centra v Praze), 1995 ISBN 80-85014-23-8
- Jindřich Chalupecký a kol., Věra Janoušková, Gal. Aspekt, (kat., 40 s.), 1998
- Jaromír Zemina: Věra Janoušková - Plastiky a koláže, Galerie Synagoga, Hranice 1998
- Jaromír Zemina: Věra Janoušková - Smalty a koláže, Městské muzeum v Nové Pace 1998
- Miloslav Chlupáč a kol., Věra Janoušková - Retrospektiva (kat. 92 s.), Egon Schiele Art Centrum, Český Krumlov 2001
- Jaromír Zemina: Věra Janoušková - Já to dělám takhle (162 s., č., angl.), Torst, Praha 2001 ISBN 80-7215-162-2
- Milan Weber: Věra Janoušková, Výstavní síň Sokolská 26, Ostrava 2002
- Řeháková N (ed.),Věra Janoušková, Vladimír Janoušek: Výběr z díla, (kat. 80 s.), ZČG v Plzni 2004, ISBN 80-86415-27-9
- Machalický J., Šašek J., Věra Janoušková: Intuice a řád (kat. 6 s.), Museum Kampa, Praha 2011
- Olga Malá, Věra Janoušková: Šedá figura II / Grey Figure II, (kat. 12 s.), Galerie hlavního města Prahy 2017

#### Kolektivní katalogy
- Tvůrčí skupina UB 12 (kat. Šetlík J., 16s.), 1962
- UB 12 (kat. Zemina J., 6s.), 1964
- Aktuální tendence českého umění (kat. Míčko M., 162s.), 1966
- Socha a město (kat. Moulis J. a kol., 114s.), 1969
- Devět, (kat. Křížová K.), Galerie ve věži, Mělník 1981
- Obraz a objekt (Janoušková, Kopecký, Svobodová, Judl), kat. Judlová M, Tábor 1984
- Nová skupina (kat Hlaváček J. a kol., 84s.), 1990 ISBN 80-900051-9-5
- Minisalon (kat. Skalník J., 220s., angl., čes.), Jazzová sekce, Unie výtvarných umělců České republiky, Praha 1992
- Nová figurace (kat. Petrová E., 104s.), 1993
- UB 12 (kat. Šetlík J., Zemina J., 28s.), GMU v Roudnici nad Labem 1994
- 3 Sochařky / 3 Women Sculptors (kat. Primusová A), Art D, Správa Pražského hradu 2008, ISBN 978-80-903876-3-8

#### Encyklopedie a souborné publikace
- Philippe J., La transfiguration de l'art tcheque (kat. 16 s.), 1965
- Cherchi LCS, Zemina J., Mostra d'arte contemporanea Cecoslovacca (kat. 60 s.), 1967
- Fernand Hazan (ed.), Nouveau dictionnaire de la sculpture moderne, Paris 1970, p. 145-146
- Kotalík JT., Procházka V., Tschechische Skulptur des 20. Jahrhunderts (kat. 84 s.), 1970
- Bénamou G, L'art aujourd´hui en Tchecoslovaquie (190 s., fr.), 1979
- Gruša J. a kol., Tradition und Avantgarde in Prag (kat. 220 s.), 1991
- Beran Z. a kol.,Umění zastaveného času (268 s., č, angl.), 1996 ISBN 80-7056-050-9
- Dryje F. a kol.,Česká koláž (165 s.), 1997 ISBN 80-86010-04-X
- Nešlehová M., Poselství jiného výrazu (286 s., č.,angl.), 1997 ISBN 80-902481-0-1
- Juříková M., Železný V., Šedesátá /The Sixties (414 s., č., angl.), 2004 ISBN 80-239-3406-6
- Brozman D. a kol., České ateliéry (519 s., č., angl.), ed. ART cz, 2005 ISBN 80-239-5528-4
- Slavická M., Šetlík J., UB 12, Studie, rozhovory, dokumenty (337 s.), 2006 ISBN 80-86990-07-9
- Machalický J., Česká koláž (254 s.) ed. Gallery s. r. o., Praha 2010

#### Diplomové práce
- Martina Váňová, Věra a Vladimír Janouškovi. Zamyšlení nad manželskými uměleckými páry, diplomová práce, ÚDKU KTF UK, Praha, 2015 online

#### Články (výběr)
- Magda Juříková, Jana Chytilová, Královna českých skládek (interview s Věrou Janouškovou), Art and Antiques, 2002, s. 72-79
- Anita Pelánová: Věra Janoušková - Já to dělám takhle, Kritická příloha Revolver Revue 25 / 2003, s. 84-86